# 住吉大社

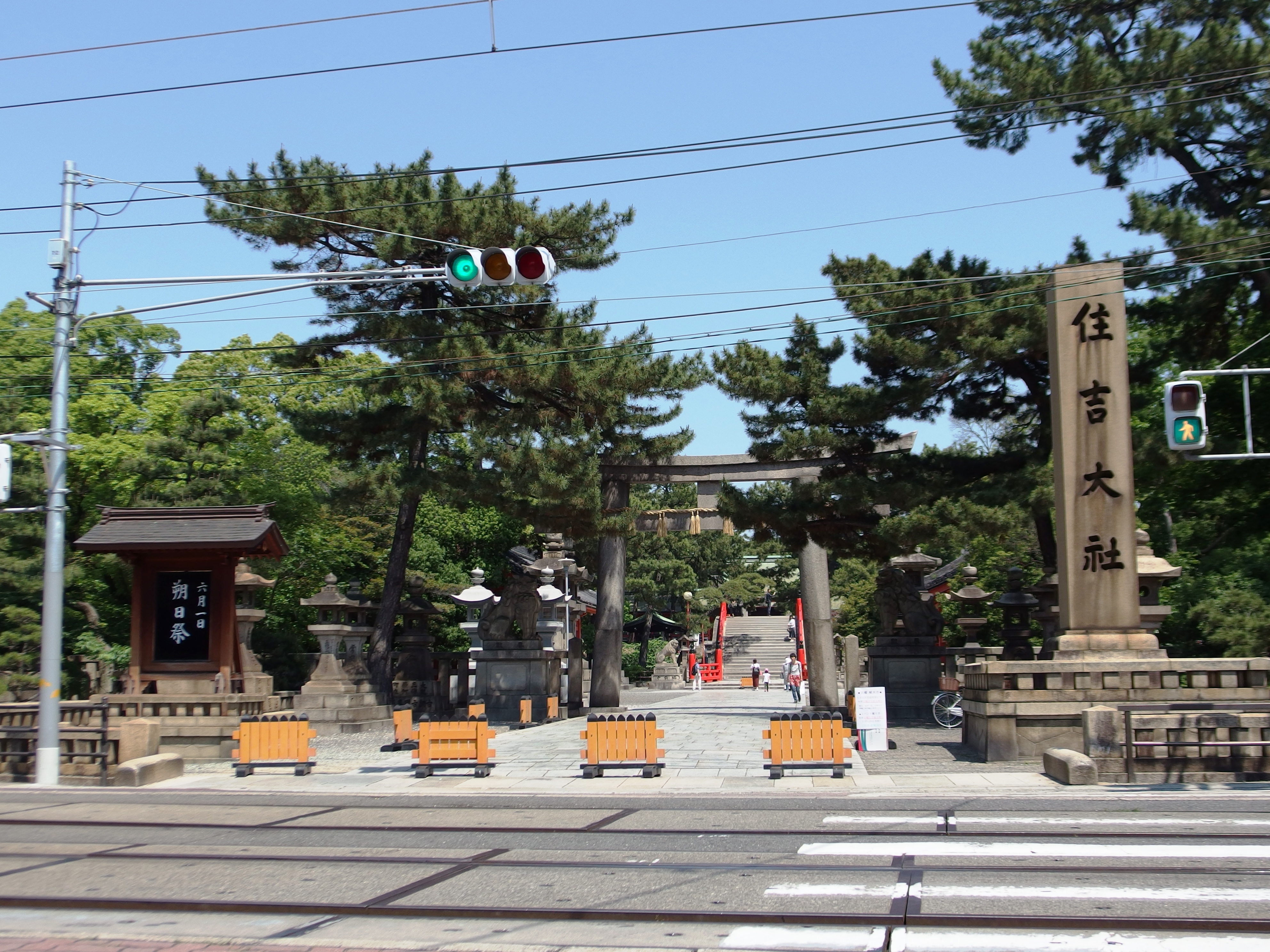
境内入り口

住吉大社（すみよしたいしゃ）は、大阪府大阪市住吉区住吉にある神社。式内社（名神大社）、摂津国一宮、二十二社（中七社）の一つ。旧社格は官幣大社で、現在は神社本庁の別表神社。全国にある住吉神社の総本社である。本殿4棟は国宝に指定されている。
山口県下関市の住吉神社、福岡県福岡市の住吉神社ともに「三大住吉」の1つに数えられる。

## 概要
大阪市南部、上町台地基部西端において大阪湾の方角に西面して鎮座する。海の神である筒男三神と神功皇后を祭神とし、古くは古墳時代から外交上の要港の住吉津・難波津と関係して、航海の神・港の神として祀られた神社である。古代には遣唐使船にも祀られる国家的な航海守護の神や禊祓の神として、平安時代からは和歌の神として朝廷・貴族からの信仰を集めたほか（当時、社は海辺に面していた）、江戸時代には広く庶民からも崇敬された。摂津国の一宮として大阪で代表的な神社であるのみならず、旧官幣大社として全国でも代表的な神社の一つである。
社殿は、本殿4棟が「住吉造」と称される古代日本の建築様式で国宝に指定されているほか、幣殿・石舞台・高蔵など多くの建物が国の重要文化財に指定されている。神宝としては、数少ない古代文書の一つである『住吉大社神代記』は国の重要文化財に指定され、木造舞楽面など多数が重要文化財・大阪府指定文化財に指定されている。また伝統的な神事を多く残すことでも知られ、特に御田植神事は全国でも代表的なものとして国の重要無形民俗文化財に指定、夏越大祓神事は大阪府選択無形民俗文化財に選択されている。

## 社名
社名は、『延喜式』神名帳には「住吉坐神社」と見えるほか、古代の史料上には「住吉神社」「住吉社」などと見える。また『住吉大社神代記』には「住吉大社」「住吉大明神大社」などとも記されている。中世には主に「住吉大神宮」と見える。明治維新後には社号を「住吉神社」と定めていたが、戦後の1946年（昭和21年）に『住吉大社神代記』の記述にならって社号を「住吉大社」に改め現在に至っている。
「住吉」の読みは、現在は「スミヨシ」だが、元々は「スミノエ（スミエ）」だった。例えば奈良時代以前に成立した『万葉集』には「住吉」のほか「住江」「墨江」「清江」「須美乃江」という表記も見えるが、平安時代に成立した『和名抄』にはすでに「須三與之」と記されている。本居宣長の『古事記伝』以来の通説では、元々の「スミノエ」に「住江」「墨江」「清江」「住吉」等の表記があてられた中で「住吉」が一般化し、それが音に転じて平安時代頃から「スミヨシ」の呼称が一般化したと解されている（類例に日吉大社〈ヒエ→ヒヨシ〉）。ただし過渡期の平安時代には両者の使い分けも見られ、歌枕としての扱いでは、「スミノエ」は江を指し「スミヨシ」は社・浦・里・浜を指すと歌学書にはある。
元々の読みである「スミノエ」の語義について、『摂津国風土記』逸文では、筑紫からお連れした住吉神がこの地に住むと言ったため、神功皇后が「真住吉住吉国（まさに住み吉き住吉国）」と讃称したことに由来とする地名起源説話を載せている。一方で歴史考証学上では、「清らかな入り江（=澄み江）」を原義とする説が有力視されている。実際に住吉大社南側の細江川（細井川）旧河口部には入り江があったと見られ、古代にその地に整備された住吉津（墨江津）は難波津とともに外交上の要港として機能し、住吉大社の成立や発展に深く関わったと考えられている。

## 祭神
現在の祭神は次の4柱で、4本宮に1柱ずつを祀る。
- 第一本宮：底筒男命（そこつつのおのみこと）
- 第二本宮：中筒男命（なかつつのおのみこと）
- 第三本宮：表筒男命（うわつつのおのみこと）
- 第四本宮：神功皇后（じんぐうこうごう） - 名は「息長足姫命（おきながたらしひめのみこと）」。第14代仲哀天皇皇后。

特に底筒男命・中筒男命・表筒男命の3柱は「住吉大神（すみよしのおおかみ）」と総称され、「住江大神（すみのえのおおかみ）」・「墨江三前の大神（すみのえのみまえのおおかみ）」とも別称される。延長5年（927年）成立の『延喜式』神名帳での祭神の記載は4座。『住吉大社神代記』（平安時代前期頃か）でも祭神を4座とするが、第一宮を表筒男、第二宮を中筒男、第三宮を底筒男、第四宮を姫神宮（気息帯長足姫皇后宮）としており現在とは順序が異同する。

### 祭神について

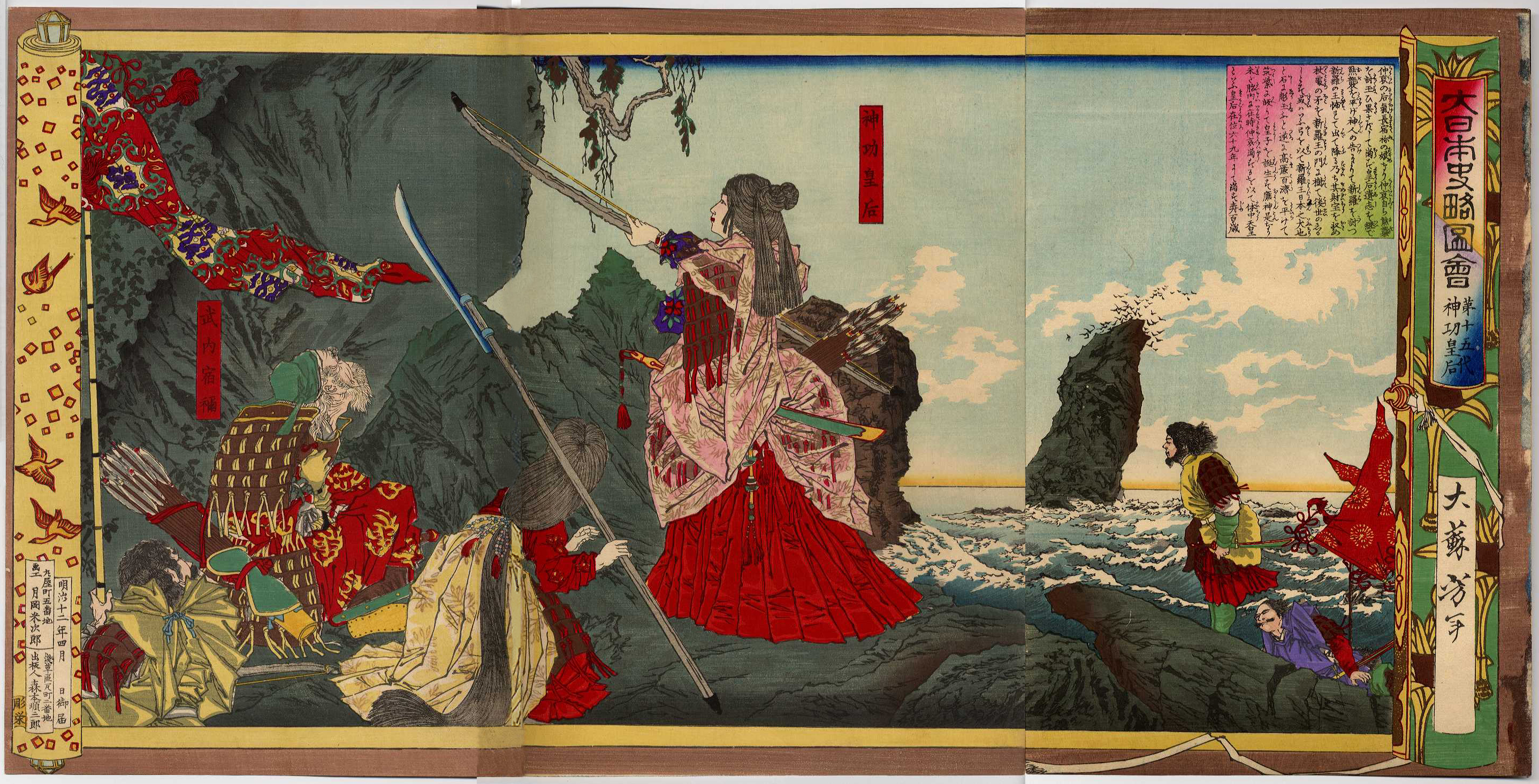
神功皇后の新羅征討（月岡芳年画）

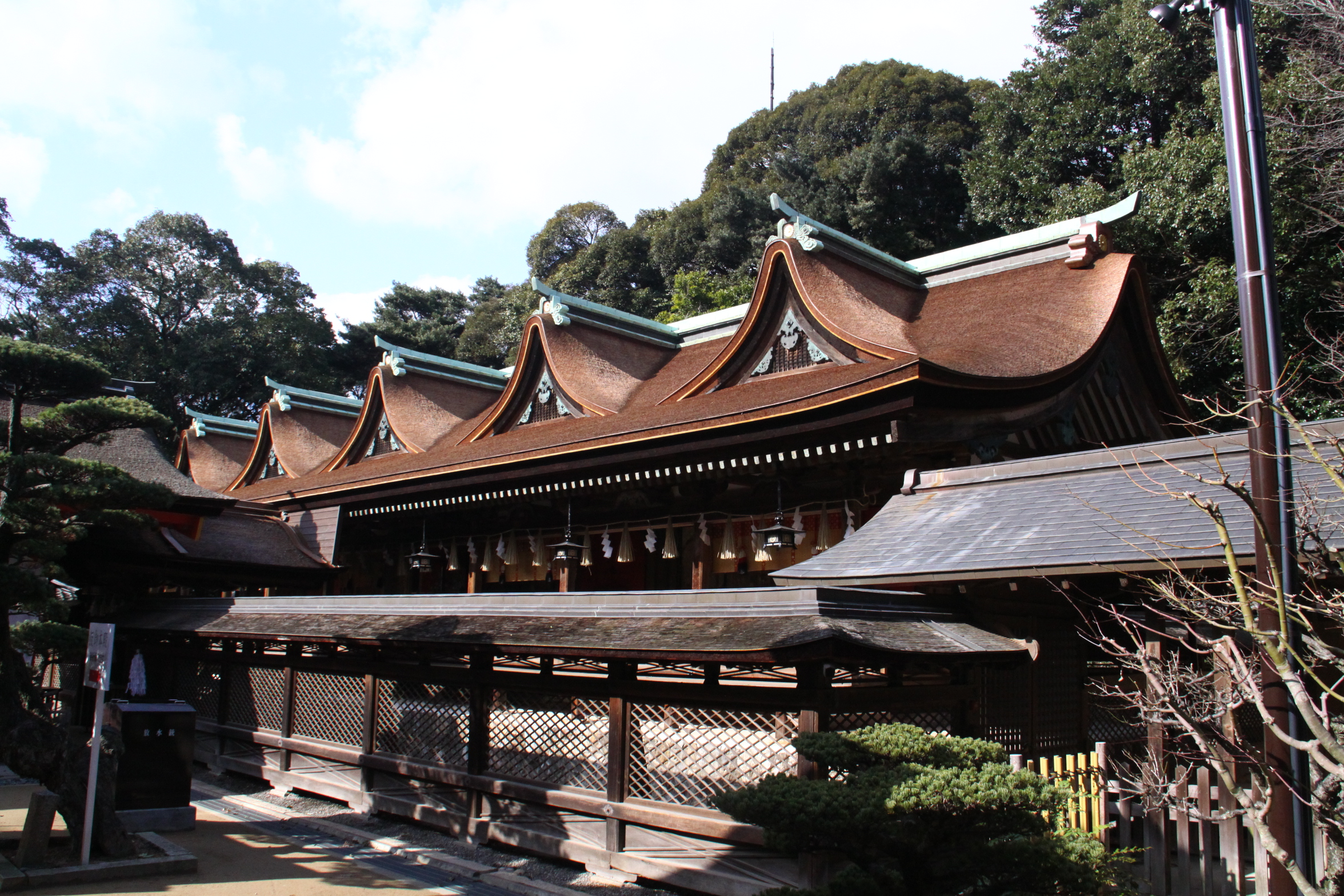
住吉神社（山口県下関市）『日本書紀』では住吉大社とともに神功皇后による創祀とする。

主祭神の住吉三神（筒男三神/筒之男三神）は、『古事記』・『日本書紀』において2つの場面で登場する神々である。一つは生誕の場面で、黄泉国から帰ったイザナギ（伊奘諾尊/伊邪那岐命）が筑紫日向小戸橘檍原（あわぎはら）で穢れ祓いのため禊をすると、綿津見三神（海三神）と筒男三神が誕生したとし、その筒男三神について『日本書紀』では「是即ち住吉大神なり」、『古事記』では「墨江の三前の大神なり」とする。
次いで登場するのは、神功皇后が筑紫の橿日宮にあり、夫の仲哀天皇が熊襲討伐で没したとき、皇后が中臣烏賊津を審神者（さにわ）として「（夫に）教えていた神の名」について神託を仰ぐと「日向国の橘小門の筒男三神」の名も挙がり、神田の整備を行いながら、皇后の三韓征伐が成功したとする（『日本書紀』）。
特に『日本書紀』では、住吉神は皇后の朝鮮からの帰還に際しても神託したとし、それにより住吉神の荒魂を祀る祠が穴門山田邑に、和魂を祀る祠が大津渟中倉之長峡に設けられたとする。また『住吉大社神代記』では、筑紫大神が神功皇后に我が荒魂を穴門山田邑に祀るよう宣託を下したので、穴門直の祖である踐立が住吉神社（山口県下関市）に荒魂を、和魂を津守の祖である手搓（田裳見宿禰）が大津渟中倉之長峡の祠（当社の地）に祀ったとある。
このように住吉三神は記紀編纂時の7世紀 - 8世紀には神代巻に登場する天神（あまつかみ）のランクに位置づけられており、『令義解』・『令集解』でも伊勢神・山城鴨神・出雲国造斎神と並んで住吉神が天神である旨が記される。三神の「ツツノヲ」の字義については詳らかでなく、これまでに「津の男（津ツ男）」とする説のほか、「ツツ」を星の意とする説、船霊を納めた筒の由来とする説、対馬の豆酘（つつ）から「豆酘の男」とする説などが挙げられる。そのうち「津の男」すなわち港津の神とする説では、元々は筑前国の那の津の地主神・守護神であった住吉三神であり、三韓征伐後に分祀された和魂を当社が祀り、難波の発展に伴って難波津も含むヤマト王権の外港の守護神に位置づけられ、神功皇后紀のような外交・外征の神に発展したとも推測される（5世紀頃には航海神として王権の豪族たちの共通の信仰対象となり、天照大神が皇祖神となる前の王権を代表する守護神であったとする説もある）。また星の意とする説のうちでは、オリオン座中央の三つ星のカラスキ星（唐鋤星、参宿）と関連づける説などがある。
祭神数は『延喜式』・『住吉大社神代記』から現在まで4座とされ、他の式内社の住吉神社（3座または1座）と異にするが、住吉大社の場合も元々の祭神は住吉三神の3座であって4座目（第四宮）は時期が下っての合祀とされる。第四宮については、『住吉大社神代記』では「姫神宮」と記されるほか住吉三神との密事伝承が記され、現在の社殿配置も第一・二・三宮の列とは外れる点が着目される。これらを基に、元々は住吉大社に奉仕していた巫女が祭られる神に発展し（巫女の神格化）、住吉三神共同の妻神として第四宮が形成され、後世（一説に7世紀以降）の神功皇后伝説の形成とともに第四宮に神功皇后の神格が付与されたとする説がある。
なお、上記のように祭神の順序は『住吉大社神代記』と現在では異なるが、『二十一社記』・『廿二社本縁（二十二社本縁）』以降の鎌倉時代末から現在までは底筒男が第一とされることから、中世期に祭神の順序の変更があったとする説がある。中世期には祭神自体にも異説が生じ、『廿二社本縁』では筒男三神・玉津島明神（衣通姫）とする説（住吉社を歌神とする信仰に由来）を、『二十二社註式』では天照大神・宇佐明神・筒男三神・神功皇后とする説を挙げる。祭神の本地仏に関しても、4神を薬師如来・阿弥陀如来・大日如来・聖観音菩薩に比定する説をはじめとして文献により諸説があった。

## 特徴

### 航海守護神としての信仰

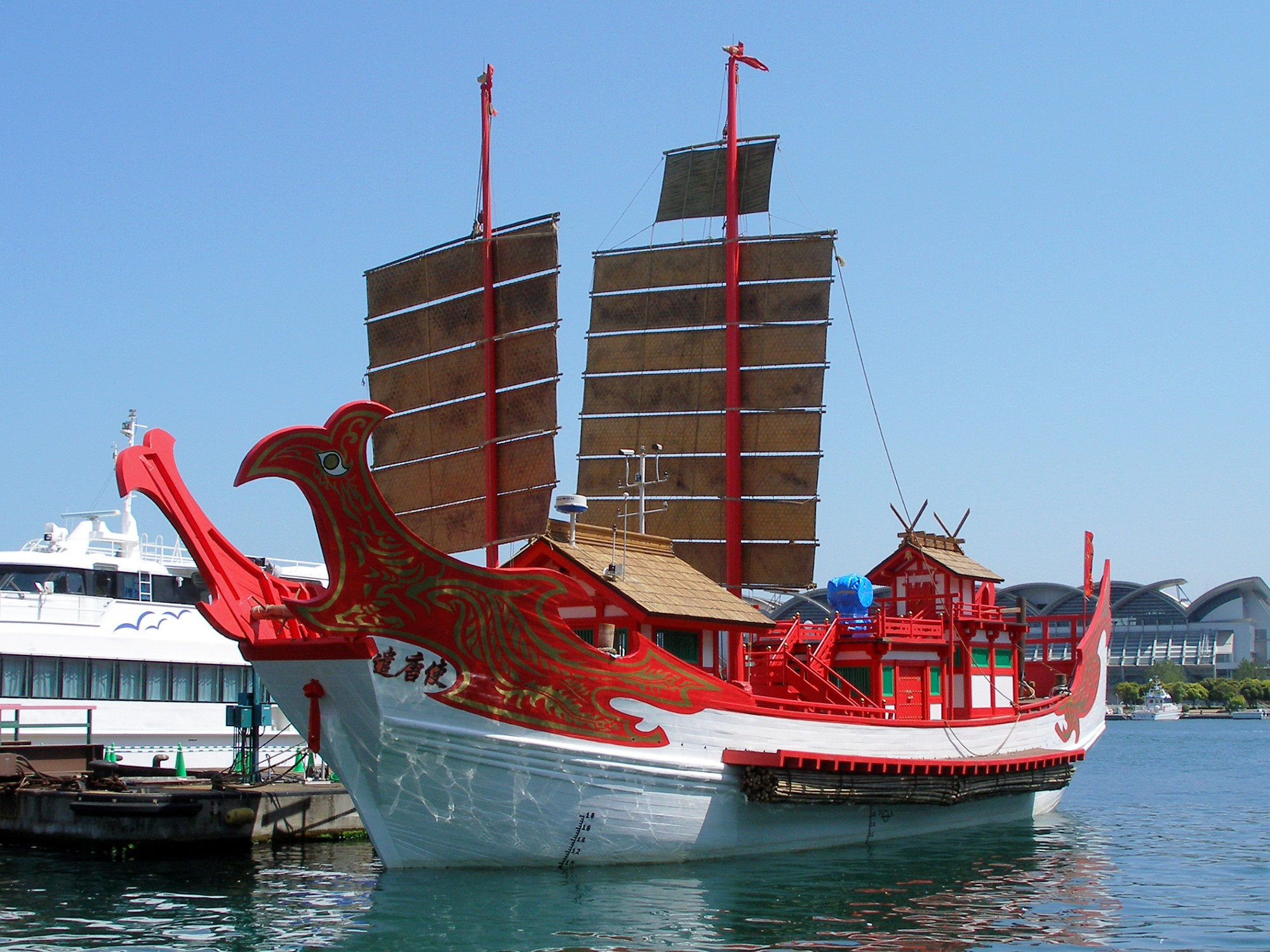
遣唐使船（参考画像）

住吉大社については、海上交通の守護神とする信仰が最もよく知られる。『日本書紀』神功皇后紀には、鎮座した筒男三神の言に「往来船（ゆきかよふふね）を看（みそこなは）さむ」とあり、当時には三神を航海守護神とした認識が認められる。
この信仰については、前述の『住吉大社神代記』にあるように住吉三神は筑紫大神であり、元々は筑前の那の津（現博多湾）の地主神・守護神であったのを、三韓征伐後に分祀し、荒魂を長門の住吉神社に、和魂を当社に祀ったものであったが、難波の発展に伴ってヤマト王権の外港の守護神に発展したと考える説がある。
同様の航海守護神としては志賀海神社（福岡県福岡市）と宗像大社（福岡県宗像市）も知られるが、志賀海神社は安曇氏が祀る綿津見神社、海神社、および綿津見三神や豊玉彦を祀る神社の総本社であり、宗像大社は宗像氏が祀る宗像神社、厳島神社、および宗像三女神を祀る神社の総本社であるのに対して、住吉大社は特定氏族の氏神ではない点で性格を異にし（神職津守氏の氏神は大海神社）、伊勢神宮・石上神宮・鹿島神宮とともに古代王権にとって国家的機関の位置づけにあったと考える説もある。
第6代孝安期の創建とされる宮崎県宮崎市の住吉神社は、イザナギ・イザナミの神産みによる住吉三神の生誕地である日向国児湯郡の阿波岐原・檍原（あわぎはら）の場所にあり、これもまた海の神であり、航海の安全の神として信仰されている。
住吉社は律令制下でも遣唐使との関わりが深く、『延喜式』祝詞では遣唐使の奉幣時の祝詞に「住吉尓辞竟奉留皇神」と見えるほか、『万葉集』天平5年（733年）の入唐使への贈歌には遣唐使船を守る神として「住吉の我が大御神」と詠まれている（後掲）。また、円仁は『入唐求法巡礼行記』において遣唐使船の船中で住吉大神を祀ったと記すほか、『日本後紀』では大同元年（806年）に遣唐使の祈りをもって住吉大神に叙位のことがあったと見え、『日本三代実録』では渡唐する遣唐使が住吉神社に神宝を奉ったと見える。また、神職の津守氏からも遣唐使になった者があった。
後世もこのような航海守護神としての信仰は継続し、江戸時代には廻船問屋から600基以上の石燈籠が奉納されている。

### 禊祓の神・和歌の神としての信仰
住吉大社は別の神格として、禊祓の神・和歌の神としても信仰された。禊祓の神としての信仰は、『古事記』・『日本書紀』のイザナギの禊による筒男三神の誕生神話に顕著で、現在も例祭の住吉祭では祓の意味を込めた神事が斎行される。その性格の顕在化として、難波の八十島祭（平安時代-鎌倉時代の天皇即位儀礼の一つ）への住吉社の関与を指摘する説もある。
和歌の神としての信仰は、平安時代頃から見られるものになる。元々住吉はのちに「住吉の松」と歌枕で歌われるように風光明媚な地であったが、平安時代中頃の遣唐使停止で航海の神としての性格が薄れる一方、そうした土地柄から貴族の来遊や熊野詣時の参詣を受けていつしか和歌の神として信仰されるようになり、特に住吉明神のほか玉津島明神・柿本人麻呂の3柱は和歌の守護神として「和歌三神（わかさんじん）」と総称されるようになる（3神の選定には異伝承もある）。古くは昌泰元年（898年）に宇多上皇が住吉社に参詣した際に和歌を献じたほか、長元8年（1035年）には藤原頼通邸での歌合に勝った公達が住吉社に御礼参りをして和歌を詠じるなど、平安貴族が度々京都から参詣に訪れていた。また住吉社は『伊勢物語』、『源氏物語』須磨巻・明石巻・澪標巻、『栄花物語』殿上の花見巻・松のしづ枝巻など多くの物語にも登場する。さらに前述のように院政期以降の熊野詣では途中に住吉社に寄って和歌を献じる例があったほか、住吉社神主の津守氏からも津守国基などの歌人が出ている。なお住吉関係の歌では、歌枕「住吉の松」など松が多く登場するが、これは住吉社の松が神木とされたことに由来する。
そのほか、石上乙麻呂が土佐国に流されたに詠まれた『万葉集』に見えるように神が現世に顕現するという現人神信仰があったほか（白髭の老翁として描かれることが多い）、平安時代からは祈雨の神とする信仰もあり、また当地の地主神として御田植神事に見られるような農耕の神とする信仰もある。

## 歴史

### 創建
| 日本書紀         | 大津渟中倉之長峡 （おおつのぬなくらのながお）       |
| 摂津国風土記逸文 | 沼名椋之長岡之前 （ぬなくらのながおかのさき）       |
| 住吉大社神代記   | 渟中椋長岡玉出峡 （ぬなくらのながおかのたまでのお） |

『日本書紀』神功皇后摂政前紀によれば、住吉三神（筒男三神）は神功皇后の新羅征討において皇后に託宣を下し、その征討を成功に導いた。そして神功皇后摂政元年、皇后は大和への帰還中に麛坂皇子・忍熊皇子の反乱に遭い、さらに難波へ向かうも船が進まなくなったため、務古水門（むこのみなと：兵庫県尼崎市の武庫川河口東岸に比定）で占うと住吉三神が三神の和魂を「大津渟中倉之長峡（おおつのぬなくらのながお）」で祀るように託宣を下した。そこで皇后が神の教えのままに鎮祭すると、無事海を渡れるようになったという。通説ではこの「大津渟中倉之長峡」が住吉大社の地に比定され、この記事をもって住吉大社の鎮座とされる。『日本書紀』では創祀年を明らかとしないが、『帝王編年記』では神功皇后摂政11年辛卯としており、現在の住吉大社でもこの年をもって鎮祭とする。
また『住吉大社神代記』によれば、住吉三神は「渟中椋長岡玉出峡（ぬなくらのながおかのたまでのお）」に住むことを欲したので、神功皇后はその地に住んでいた手搓足尼（田裳見宿禰）を神主として祀らせたという。この田裳見宿禰の後裔が、住吉大社の祭祀を担った津守連（津守氏）一族とされる。そのほか『摂津国風土記』逸文では、住吉社の地は「沼名椋之長岡之前（ぬなくらのながおかのさき）」と見える。
歴史考証上では、神功皇后の伝説的記事は別としても、実際にもかなり早い時期の創祀と考える説もある。前述のように、上古に関してはヤマト王権の外港守護神に発展したと考える説が挙げられるが、そのヤマト王権の崇敬を背景として神功皇后伝説と住吉神とが結びつけられたとする説がある。なお「大津渟中倉之長峡」には異説として、本居宣長が『古事記伝』で摂津国菟原郡住吉郷（現在の神戸市東灘区）に比定した説が知られる。この説では、『古事記』仁徳天皇段の「墨江之津を定む」の際に住吉神も菟原郡から住吉郡に移されたとし、同地の本住吉神社も同様の創建社伝を残すが、現在の通説では住吉大社の地に比定する見解が有力視される。

### 概史

#### 古代
上記の『日本書紀』神功皇后紀の伝説的記事を別とすると、確かな史料のうえでの文献上初見は『日本書紀』朱鳥元年（686年）条で、紀伊国国懸神・飛鳥四社・住吉大神に弊が奉られたという記事になる。持統天皇6年（692年）5月・12月条にも、伊勢・大倭・住吉・紀伊大神の4所への奉幣（藤原京遷都に伴う奉幣）記事、伊勢・住吉・紀伊・大倭・菟名足の5社への奉幣（新羅進納調物の奉納）記事が見える。
前述のように住吉社は遣唐使を守る神とされ、『万葉集』の天平5年（733年）の歌や円仁の『入唐求法巡礼行記』の記事が知られる。神階は延暦3年（784年）6月に正三位勲三等、同年12月に従二位、大同元年（806年）に従一位にそれぞれ昇叙された。天慶2年（939年）以前には、正一位であり、このとき、社司が外従五位下に叙せられた。
平安時代以降は祈雨の神としても祀られ、承和3年 - 9年（836年 - 842年）・貞観元年（859年）などに祈雨祈願の奉幣記事が見える。
延長5年（927年）成立の『延喜式』神名帳では、摂津国住吉郡に「住吉坐神社四座 並名神大 月次相嘗新嘗」として、4座が名神大社に列するとともに朝廷の月次祭・相嘗祭・新嘗祭では幣帛に預かる旨が定められている。また『延喜式』臨時祭のうち、祈雨神祭条では祈雨神祭八十五座のうちに住吉社四座と見えるほか、名神祭条では名神祭二百八十五座のうちに住吉神社四座が、東宮八十島祭条では八十島祭に祀られる神に住吉神四座が見える。
前述のように平安時代には和歌の神としても信仰され、『源氏物語』をはじめ多くの物語に描かれ、度々貴族の参詣もあった。さらに院政期には熊野詣の途次で上皇・貴族が当社に参詣している。また長暦3年（1039年）頃には二十二社の一つに位置づけられ、その後摂津国内では一宮に位置づけられていった。
治承5年（1181年）8月、乱逆御祈のため、後白河院から荘園の寄進に預かる神社が選ばれた際、保元の例の伊勢神宮、石清水八幡宮、賀茂神社、日吉に加えて、春日社と住吉社も選ばれた。

#### 中世

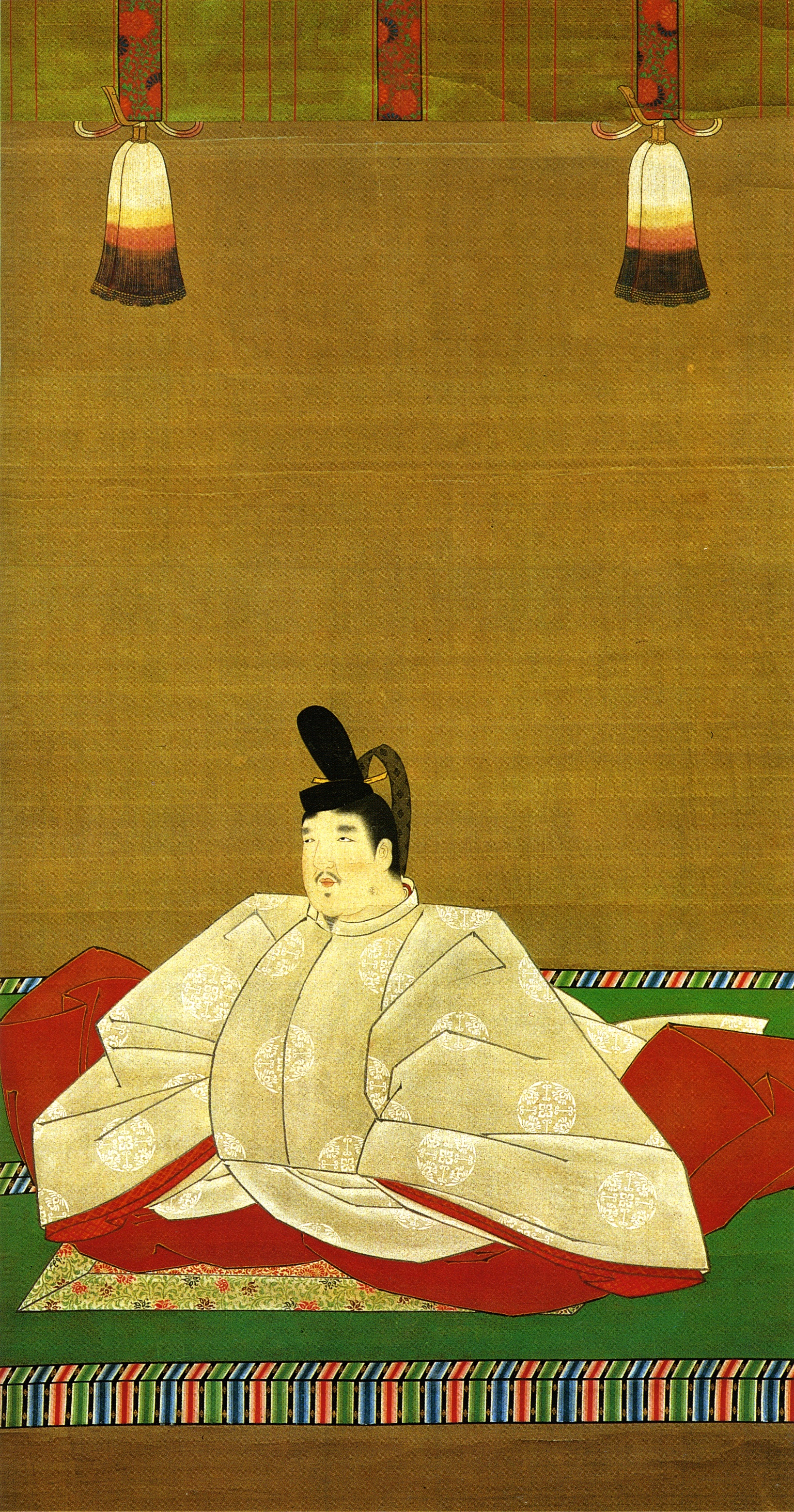
後村上天皇像南朝第97代天皇。住吉行宮にて崩御。

鎌倉時代には武家からも崇敬され、建久6年（1195年）には源頼朝が梶原景時を使として住吉社に奉幣、神馬を奉納している。古文書ではこの頃に神仏習合の進んだ様子も見られる。また元寇に際しては文永5-建治元年（1268-1275年）に叡尊がたびたび当社で異敵降伏の祈祷を行なった。
神主の津守氏は建保3年（1215年）以降の鎌倉時代から南北朝時代にかけて摂津守に補任され、摂津国における政治的勢力を強めた。さらに大覚寺統の上北面にも任じられて大覚寺統・南朝勢力と政治的な関係を強め、その関係で南朝の後村上天皇・長慶天皇が一時期住吉大社に行宮を置いている（住吉行宮）。
室町時代にも足利尊氏を始めとする室町幕府将軍から崇敬され、第8代将軍足利義政は社殿造営を細川勝元に命じている。しかし社勢は衰え、戦国時代には火災で度々焼失し、社殿の式年造替も遅延した。

#### 近世

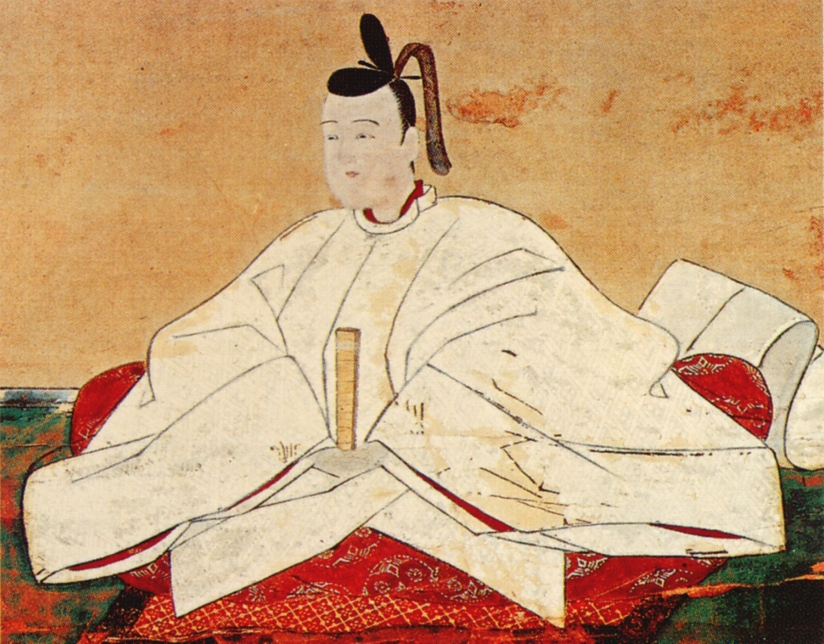
豊臣秀頼像

文禄3年（1594年）には豊臣秀吉の検地により朱印地として住吉郷内2,060石が定められ、慶長11年（1606年）から翌慶長12年（1607年）にかけて豊臣秀頼による社殿と境内の再興がなされた。
江戸時代には江戸幕府から崇敬され、慶長19年（1614年）に徳川家康から禁制を得たほか、元和元年（1615年）に引き続き朱印地として住吉郷内2,060石が定められた。造替も度々実施され、文化7年（1810年）には現在の本宮社殿が造営された。西国の大名も参勤交代時には住吉社に参詣したほか、松尾芭蕉（元禄7年（1694年）参詣）・井原西鶴（貞享元年（1684年）参詣）が参詣して歌を詠んだことや、大田南畝・滝沢馬琴らの参詣も知られる。庶民からも信仰を集め、その様子は全国各地から奉納された多数の石燈籠に窺われる。

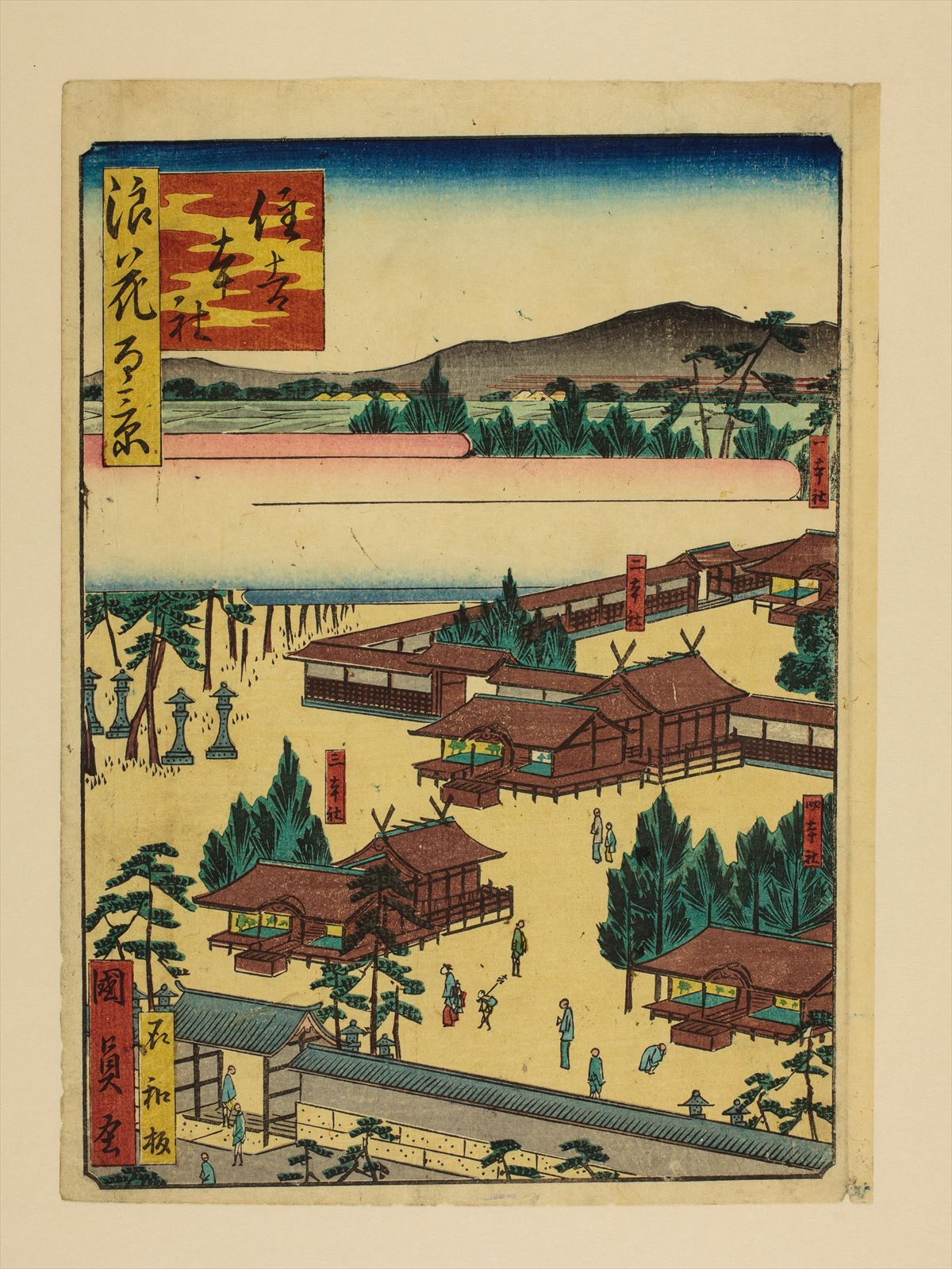
江戸時の住吉大社本殿、江戸時代末に作成された浪花百景より
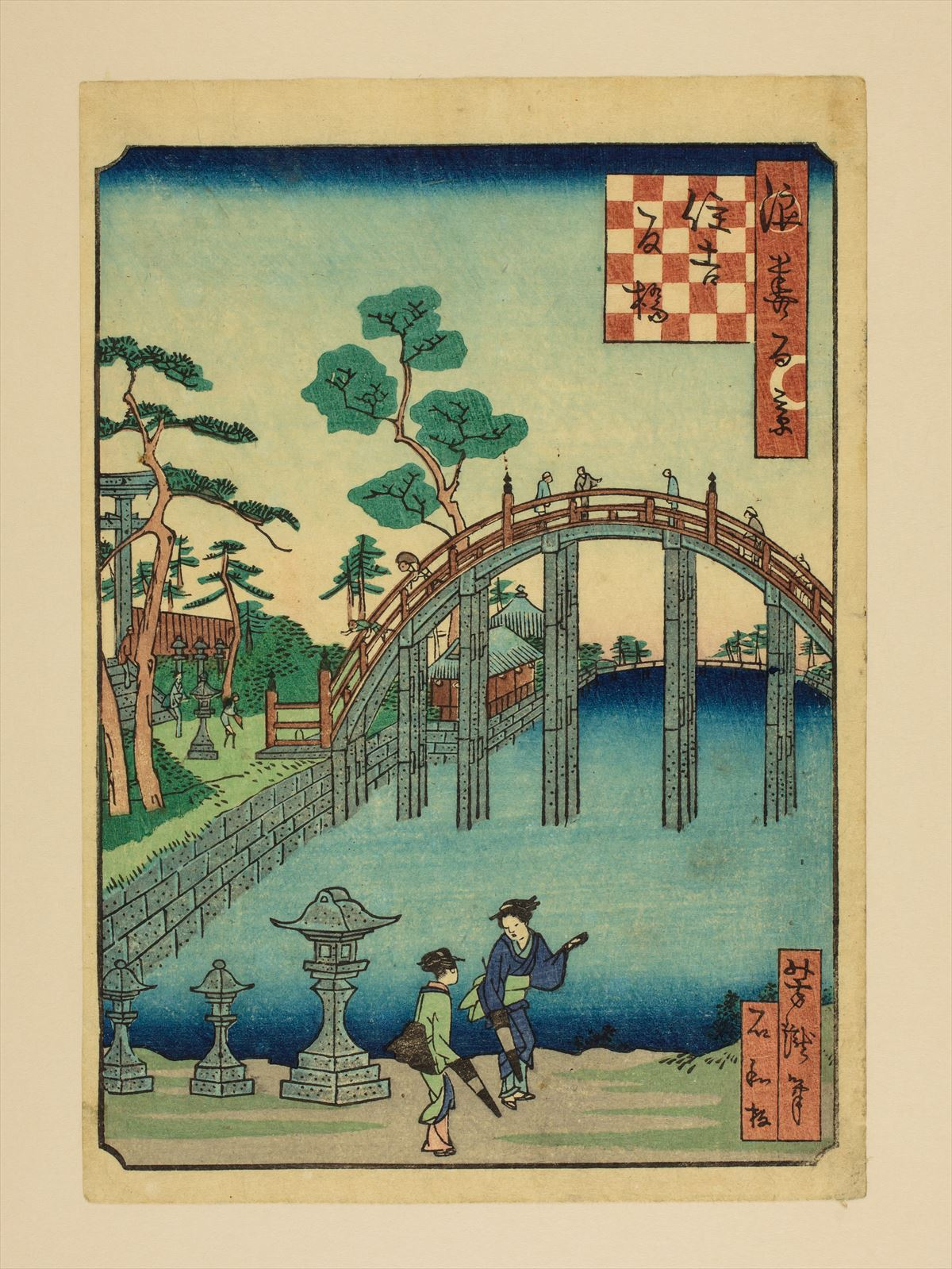
反り橋、浪花百景より
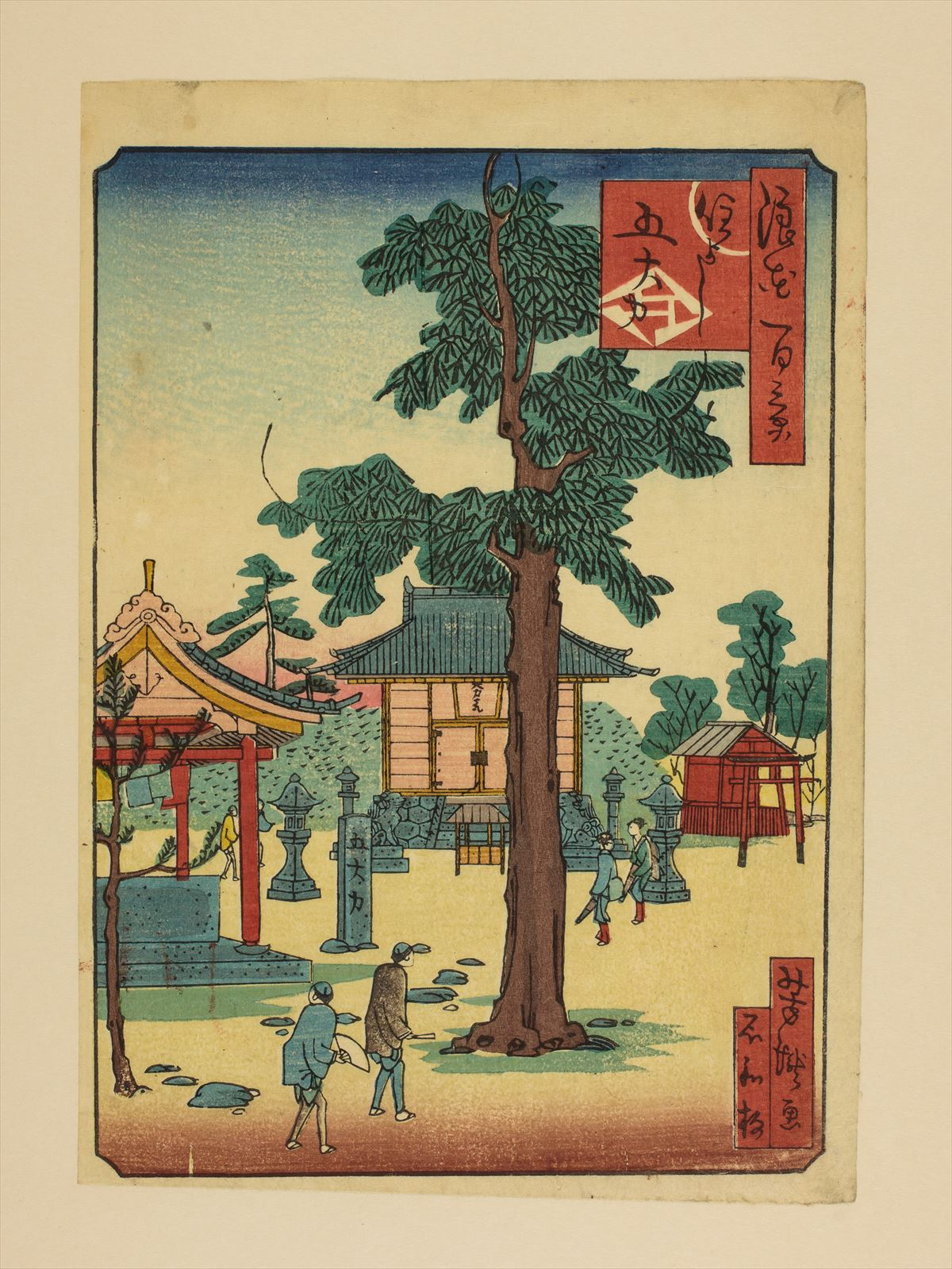
五大力、浪花百景より

#### 近代以降
明治維新後、社号を「住吉神社」に定め、1871年（明治4年）には近代社格制度において官幣大社に列した。戦後の1946年（昭和21年）に社号を「住吉大社」に改称する。1952年（昭和27年）に神社本庁の別表神社に加列されている。
平成18年（2006年）には境内域（住吉大社境内遺跡）での本格的な発掘調査が初めて実施され、調査地となった旧神宮寺跡の一角からは古墳時代末-飛鳥時代頃および中世頃の2期を中心とする多数の遺物が出土している。

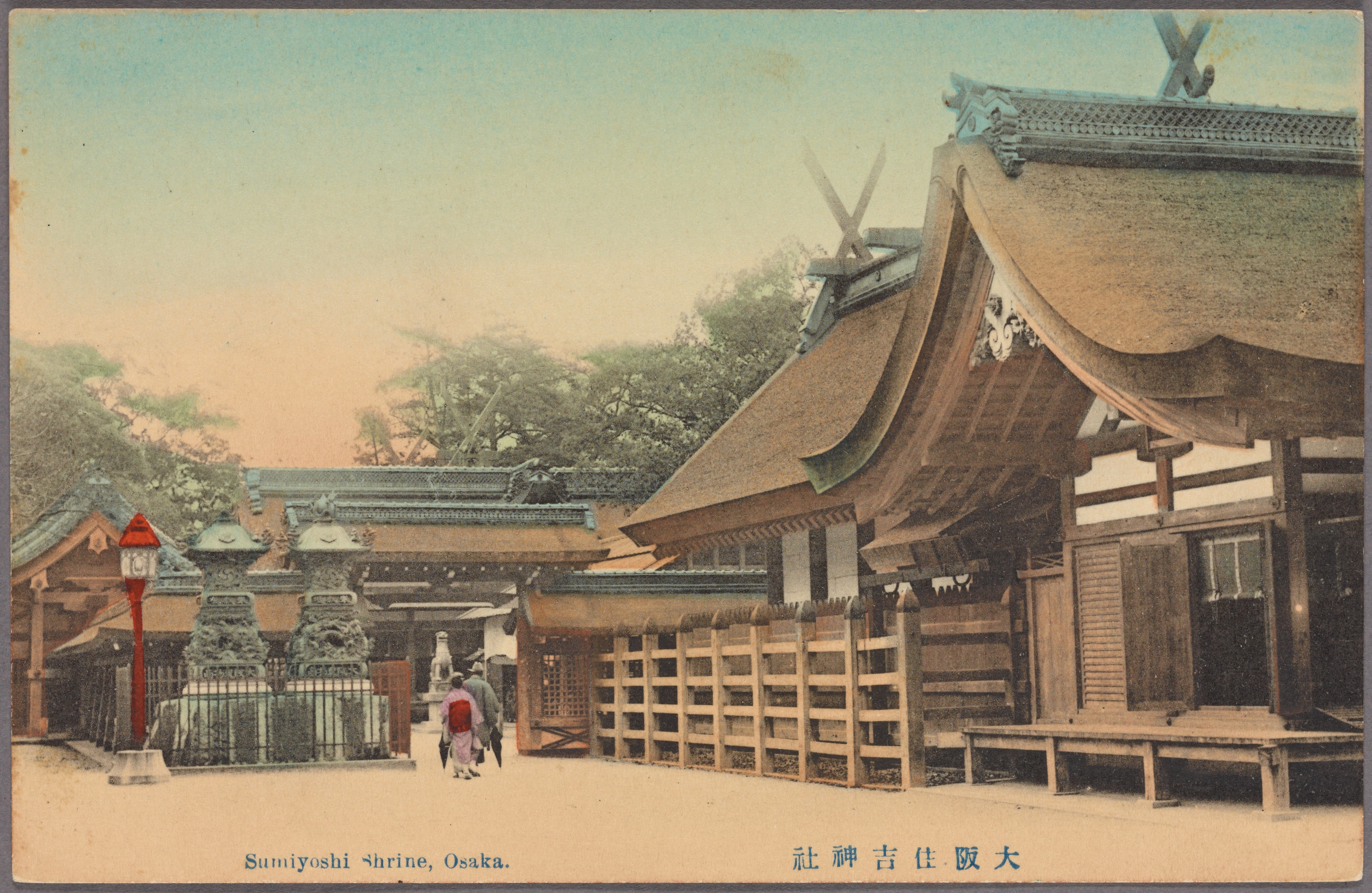
明治末の本宮
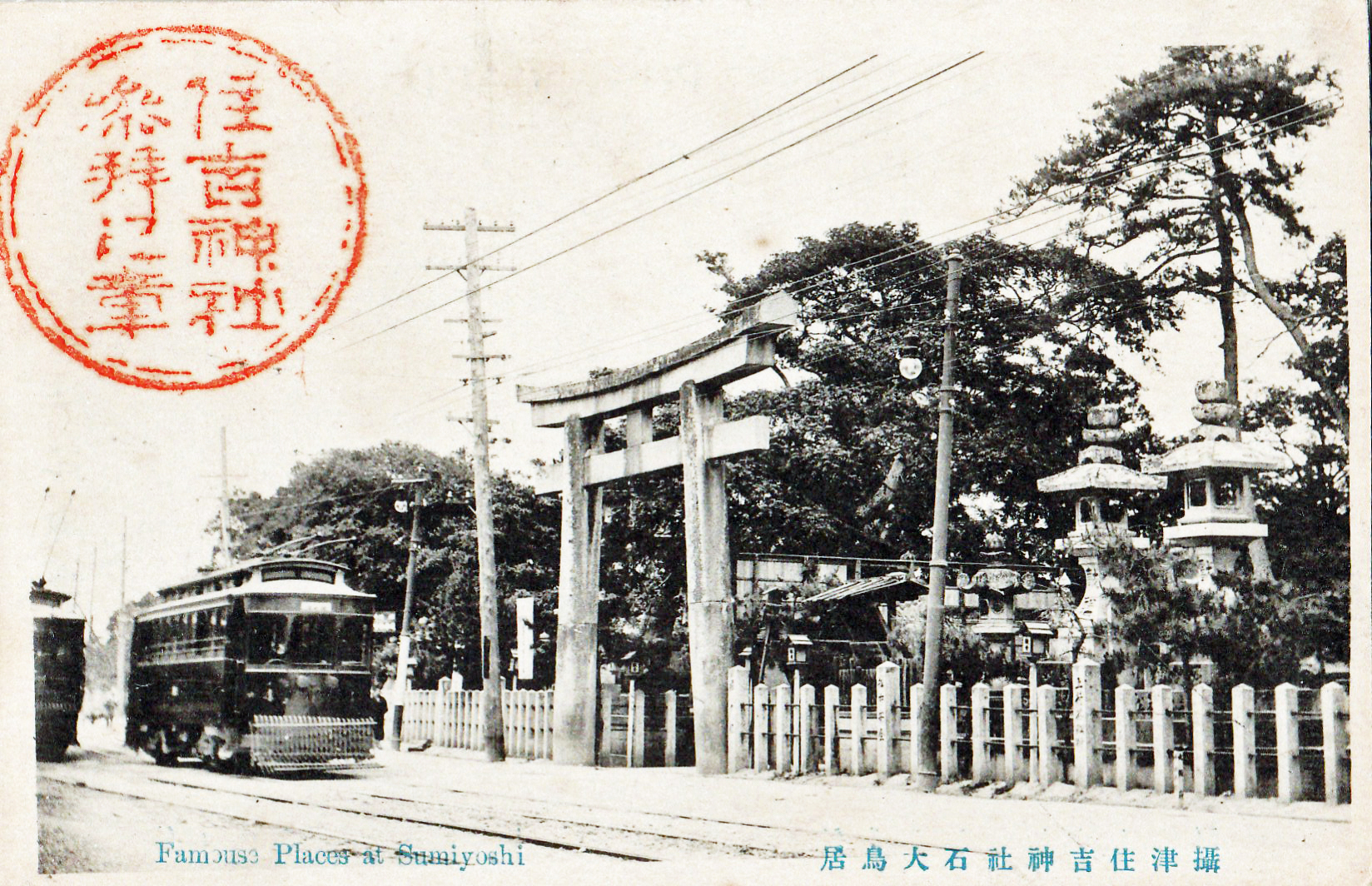
明治末の門前
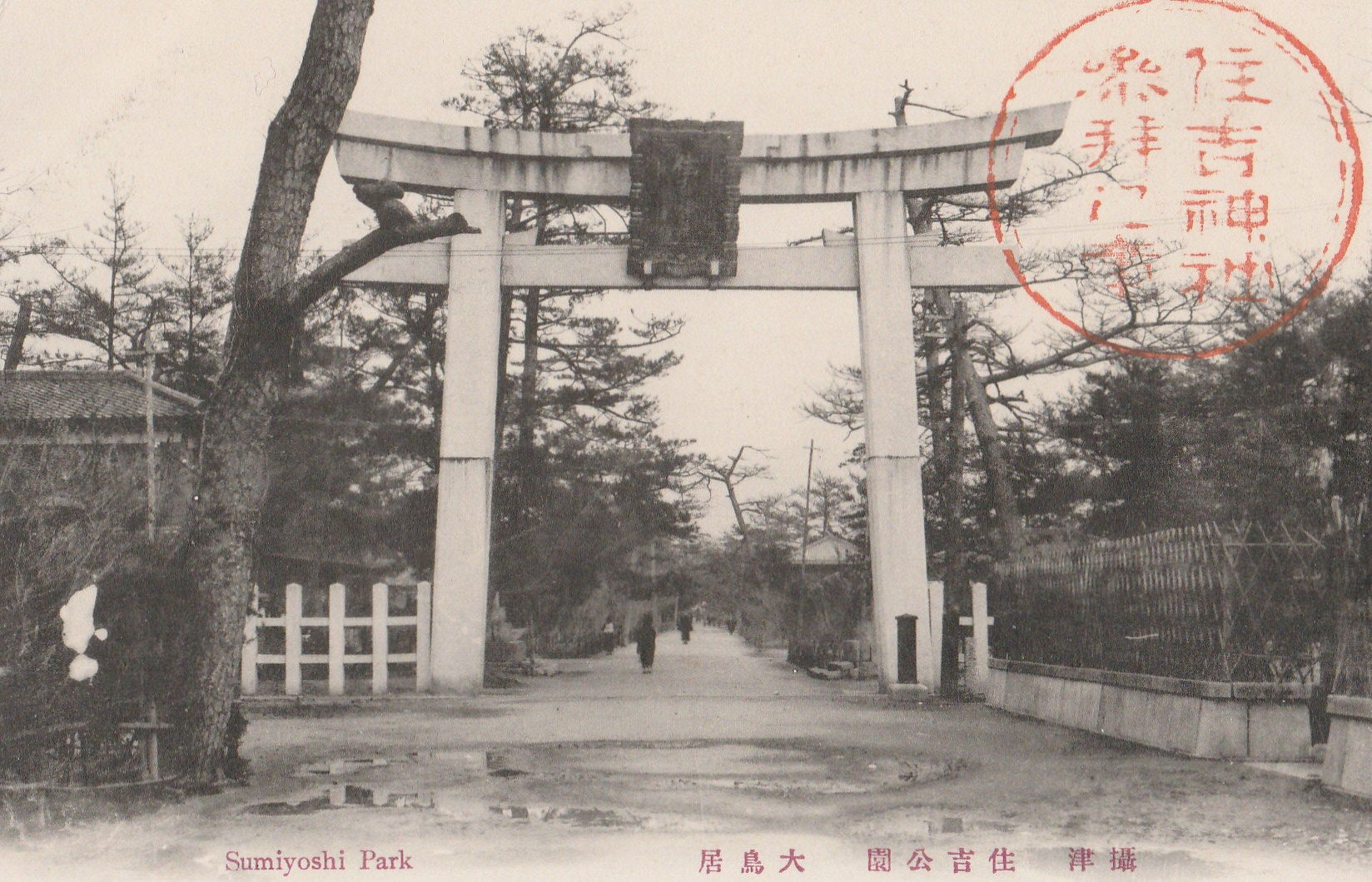
住吉公園内にあった西大鳥居
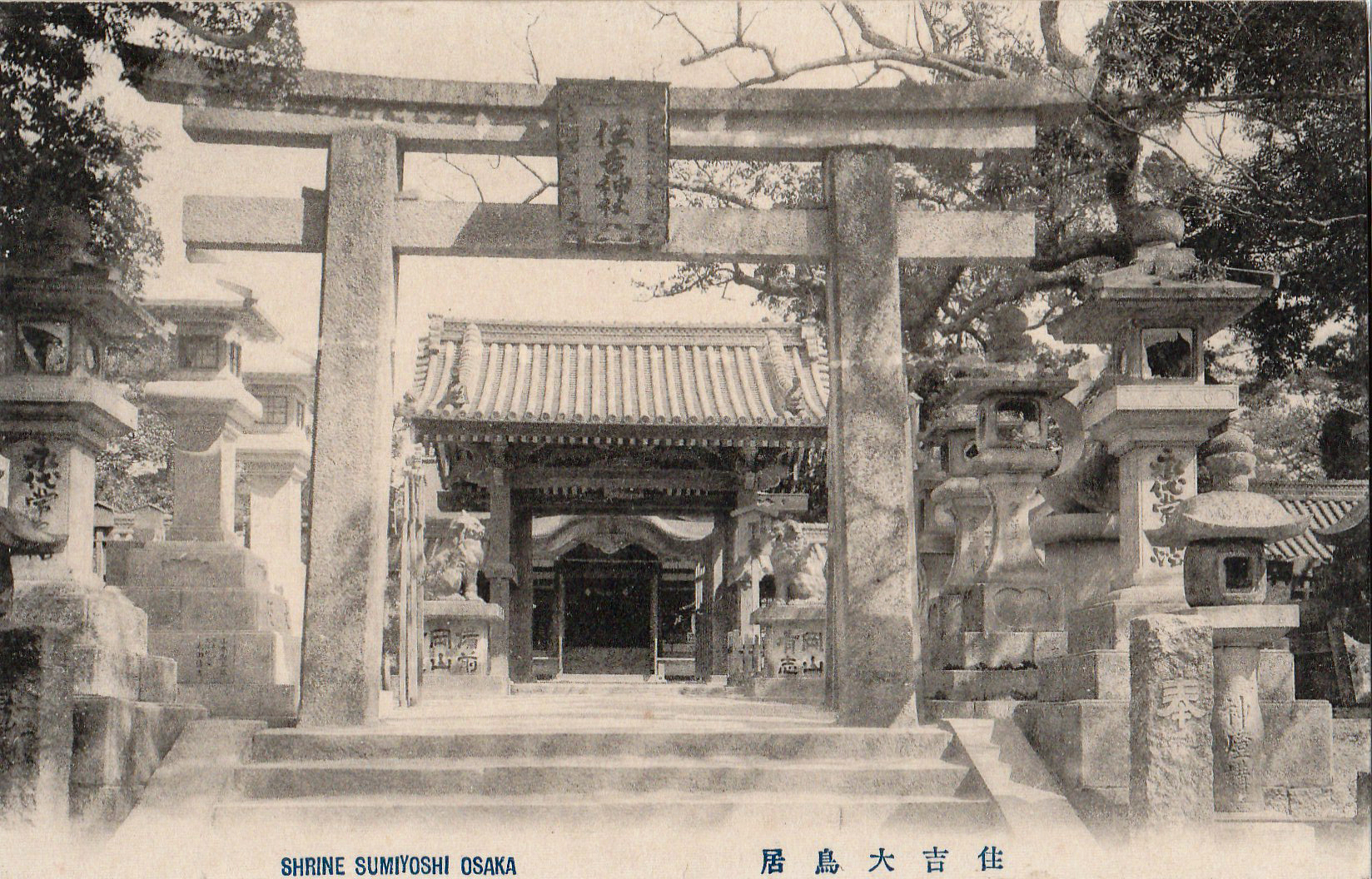
大正初期の神門 見えている備前焼の狛犬は現在北参道に置かれる。
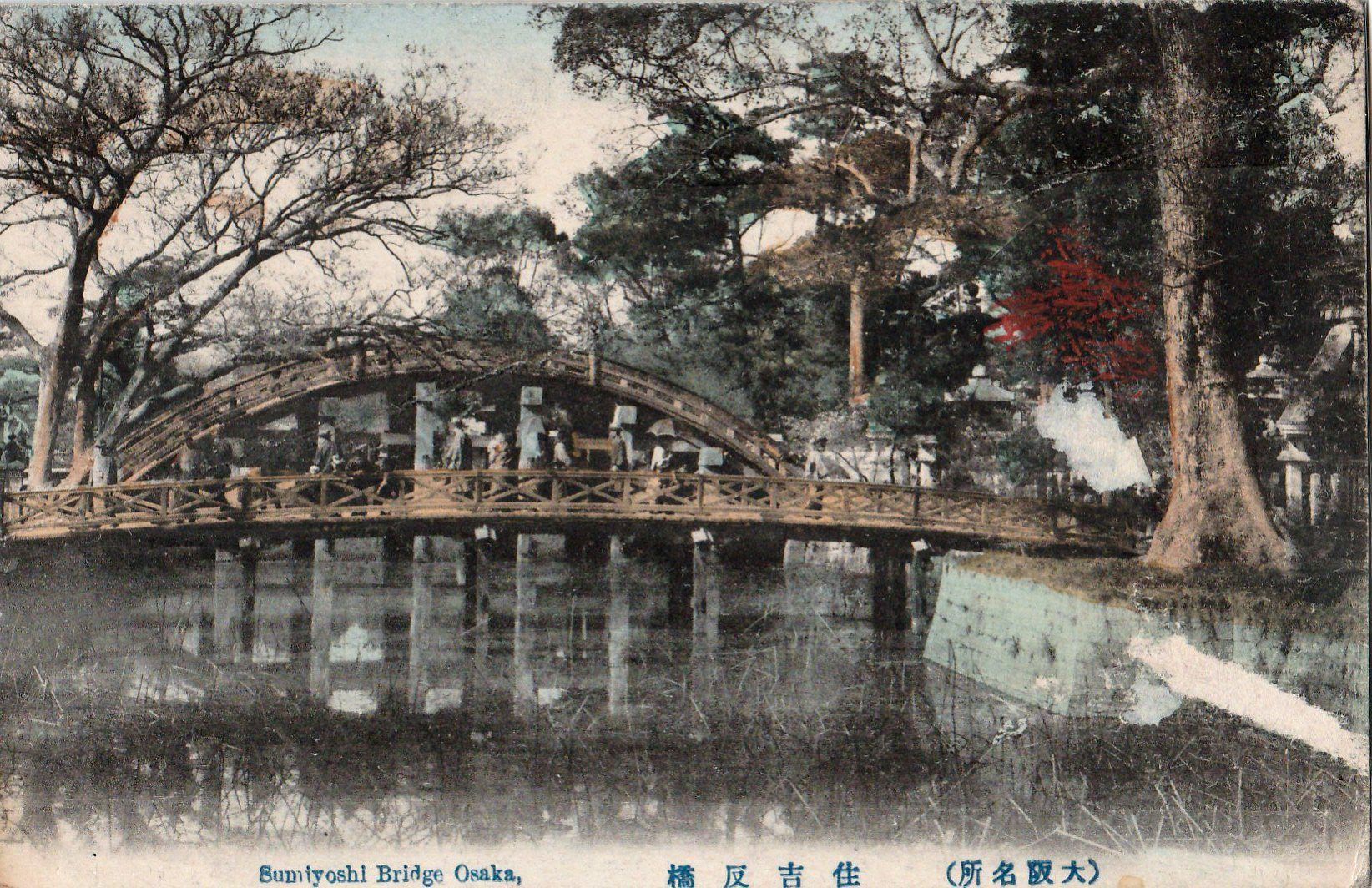
明治期の反橋（太鼓橋） 当時は神専用の橋で参拝者は渡れず、参拝者は手前の便宣橋（よるべばし：撤去年不明）を利用した。
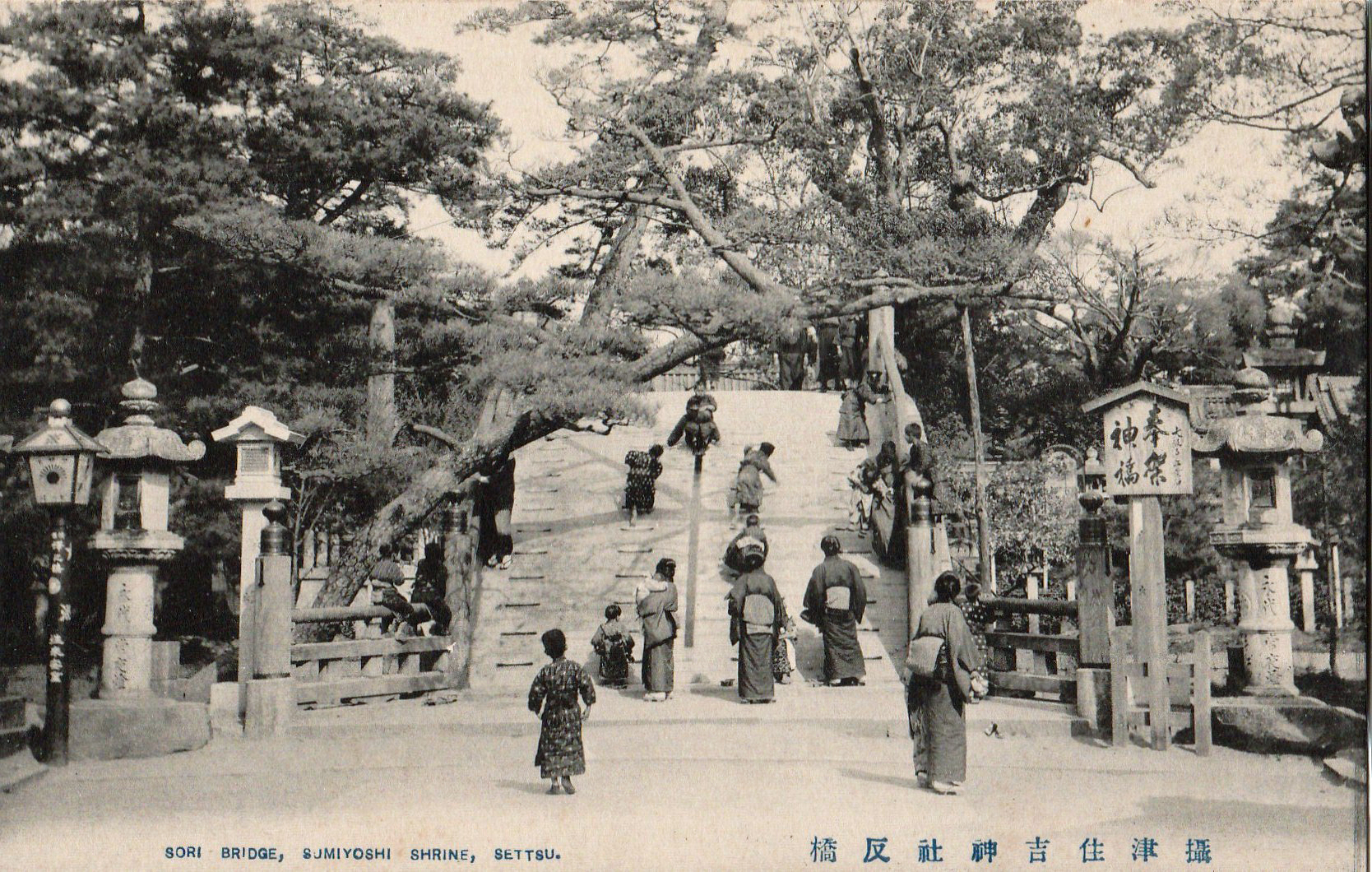
明治末か大正初期の反橋（太鼓橋） 今とは違い段はなく穴が開けられていた。
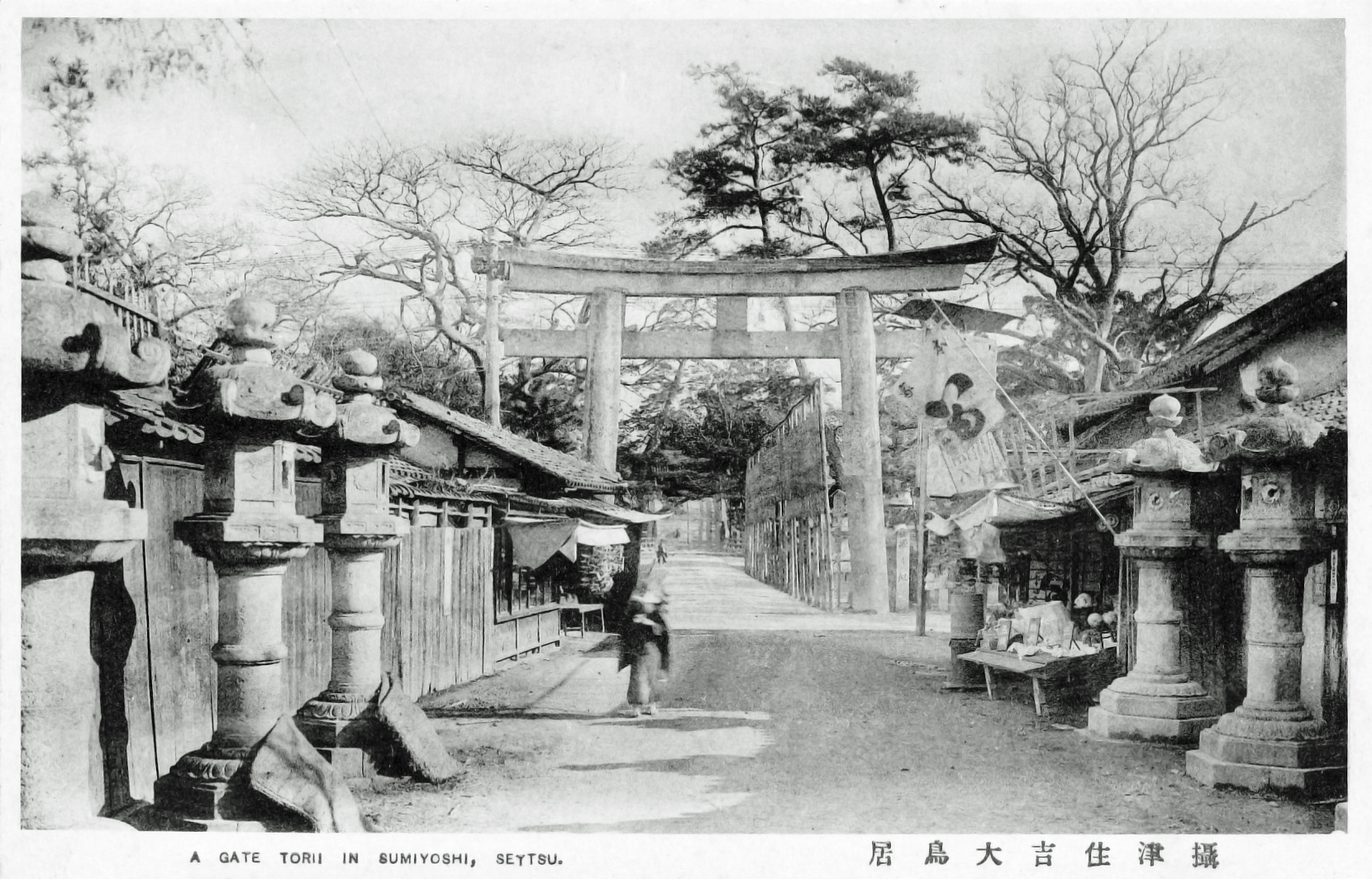
明治末か大正初期の門前

### 神階
- 六国史における神階奉叙の記録[32]
  - 延暦3年（784年）6月2日、正三位から正三位勲三等 （『続日本紀』）[原 16] - 表記は「住吉神」。
  - 延暦3年（784年）12月29日、従二位 （『続日本紀』）[原 17] - 表記は「住吉社」。
  - 大同元年（806年）4月24日、従一位 （『日本後紀』）[原 9] - 表記は「住吉大神」。
- その他
  - 平安時代前期頃の『住吉大社神代記』では、「従三位住吉大明神」と記載[10]。
  - 『津守氏古系図』では、天暦6年（952年）時点で正一位[3]（『大阪府史』では、天慶2年（939年）以前、すでに正一位だったとしている[29]）。

### 神職
住吉大社の神職は、津守氏（つもりうじ、津守連のち津守宿禰）が担った。津守氏は筑紫の地より分祀された住吉三神の和魂を神功皇后と共にお連れした張本人であり、『津守氏系図』によれば「津守」姓は、田蓑宿禰の子の豊吾団（とよ・の・ごだん）が住吉神にちなんで名付けられた住吉津を守ったことに由来し、住吉郡の郡領も担ったとされる。また出自について、『日本書紀』では住吉社創祀に関わる田裳見宿禰（たもみのすくね、手搓足尼）を祖とするほか、『新撰姓氏録』ではさらに遡って火明命（天火明命）を祖として尾張氏同祖とする。考証上では、特に尾張氏と同族とされる点が着目されており、尾張氏の畿内進出は継体天皇（第26代）の進出以降であることから、実際の津守氏の住吉進出および住吉社掌握を6世紀初頭頃とする説がある。その場合に、津守氏進出以前には阿曇氏系の海人族による住吉社の奉斎を推測する説もある。
津守氏の本宗は天武天皇13年（684年）12月に宿禰の姓を賜った。氏人は遣唐使として派遣もされており、『日本書紀』では斉明天皇5年（659年）7月に津守連吉祥の派遣記事が、『続日本紀』では宝亀9年（778年）11月に主神の津守宿禰国麻呂ら（宝亀8年（777年）6月に渡唐か）の遣唐使船の転覆記事が見えるほか、『住吉大社神代記』では天平3年（731年）7月に神主の津守宿禰客人が遣唐使になったと見える。11世紀後半の津守国基は歌人としても知られ、津守氏中興に位置づけられる。さらに長治2年（1105年）に津守広基が和泉国国司に任じられたほか（津守氏の国司補任の初見）、建保3年（1215年）には津守経国が摂津守に任じられ、以降の鎌倉時代の歴代神主は摂津守に補任された。また津守国助・国冬・国夏は大覚寺統の上北面に任じられて大覚寺統・南朝勢力と強い政治的関係を持った。その後も津守氏による世襲は続き、明治期の官制施行で他の社人が他職に転じても宮司職は津守氏が継承していたが、それも津守国栄を最後に廃され大正13年（1924年）以降は他氏が任じられる。
『住吉松葉大記』では神職として、正神主・権神主・家子・政所目代・神官・大海社司・斎童・権少祝・家司・開閤・田所・氏人・客方・侍家・伶人・勘所司・神宝所・戸方・神方・巫女・田辺宮主・出納役・小舎人役・田所役・釜殿役・木守・氏識事役・小預役・番匠役・物師役といった職名を伝える。正神主・権神主は両官と称されたほか、神官は神奴氏を称し正禰宜・権禰宜・正祝・権祝の4人が4社を管掌したとされる。この職制も明治期の官制施行で廃絶した。

### 社領
住吉大社の社領について、『新抄格勅符抄』大同元年（806年）牒によれば当時の住吉神には神戸として239戸が充てられており、そのうち摂津国50戸・丹波国1戸・播磨国82戸・安芸国20戸・長門国66戸であった。また同書所収の宝亀11年（780年）12月符では、住吉神について本封のほかに摂津国に新封10戸の存在も見える。また『住吉大社神代記』では、神戸として摂津国40烟・播磨国82烟・長門国95烟など計217烟が記載されるが、その史実性は確かではない。
保安元年（1120年）の『摂津国正税帳案』では「住吉神戸」として「五拾捌烟 租稲弐仟参佰弐拾束」とするが、社領の全体像は明らかでない。また文書によれば、長寛3年（1165年）・文治2年（1186年）・寛喜2年（1230年）・弘安9年（1286年）に四天王寺と阿倍野を巡って堺相論が、治暦3年（1067年）・天治2年（1125年）・承久3年（1221年）などに播磨清水寺と相論があり、相論の根拠に『住吉大社神代記』が持ち出されることもあった。延元元年（1336年）の後醍醐天皇の綸旨では『住吉大社神代記』を基に旧領の当知行が安堵されたほか、南北朝時代には津守氏が南朝勢力に属した関係で堺の地（大覚寺統荘園の堺北庄）が寄進された。
天正16年（1588年）6月には豊臣秀吉が大政所の病気平癒・延命祈願として1万石の加増を申し出たほか（実際の加増は不明）、文禄3年（1594年）には検地により社領（朱印地）は「欠郡住吉内」の2,060石と定められ、江戸時代も幕末までこの石高で推移した。

### 社殿造営

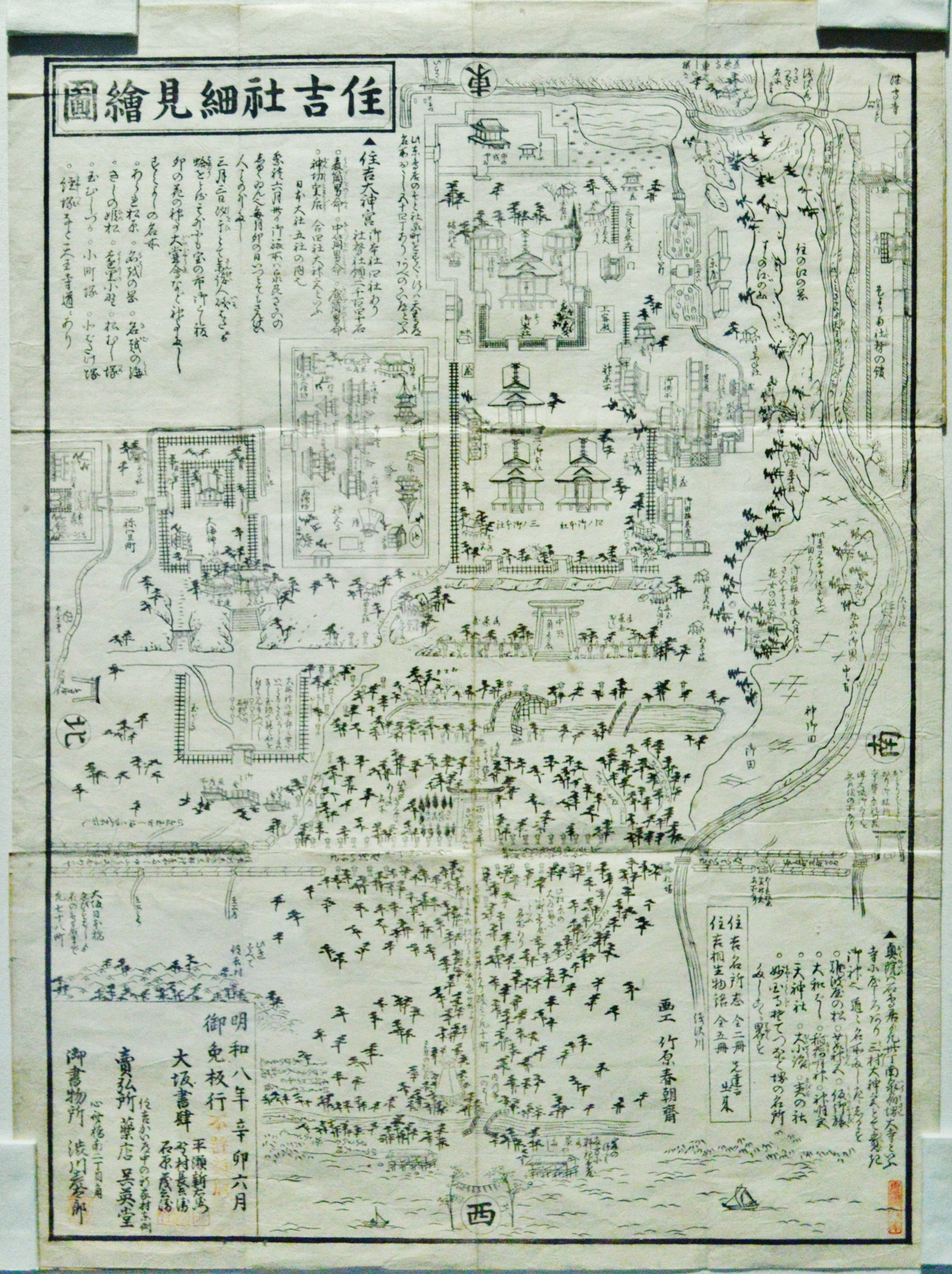
明和8年（1771年）住吉社細見絵図大阪歴史博物館展示。

住吉大社社殿には、古くから伊勢神宮（三重県伊勢市）・香取神宮（千葉県香取市）・鹿島神宮（茨城県鹿嶋市）と並んで式年遷宮（式年造替）の制があった。『日本後紀』弘仁3年（812年）条では、住吉・香取・鹿島の三神社での20年ごとの造替について社殿全ての造替から正殿のみの造替に変更すると見え、この年以前からの造替が認められる。同様の旨は『延喜式』臨時祭にも見え、造替費用には神税・正税を充てるとする。なお『伊呂波字類抄』住吉神社項では、「称徳天皇御宇天平神護元年始造宮云々」として奈良時代の天平神護元年（765年）以来の伝統とする。
『玉葉』承安4年（1174年）条によれば大海社神殿の改築が天仁・長承・仁平・承安の約20年ごとに実施されているが、本宮本殿については不詳。平安時代後期からは住吉社造営役が一国平均役として賦課されており、『玉葉』建久4年（1193年）条では天永の宣旨（天永2年（1111年）の遷宮時）に明白として住吉社修造を賀茂・八幡領に賦課する旨が見える。仁平2年（1152年）の文書を初見として住吉造営役の免除もあり、建久5年（1194年）には広田社（廣田神社）の神輿が造営役免除を求めて上洛した。『住吉松葉大記』所収の正平9年（1354年）の注進状によれば、当時の賦課対象は摂津国・和泉国・河内国・丹波国・播磨国に及んだ。その後、永享6年（1434年）までで遷宮は中断し、永正18年（1521年）に遷宮があるも再び中断し、天正4年（1576年）には石山合戦で社殿は焼亡した。
慶長11年（1606年）には豊臣秀頼が住吉社造営を命じ、この時の建造物のうち反橋石桁・南門・東西楽所・石舞台は現在も残されている。その後、江戸時代にも数度の遷宮が実施され、文化7年（1810年）の遷宮では現在の本宮本殿が造営されている。
なお住吉大社側では、天平勝宝元年（749年）を第1回としてこれまでに次の遷宮が行われたとする。
| - 第1回：天平勝宝元年（749年） - 第10回：延長6年（928年） - 第14回：長和3年（1014年） - 第15回：長元7年（1034年） - 第16回：天喜元年（1053年） - 第17回：承保元年（1074年） - 第18回：嘉保元年（1094年） - 第19回：永久2年（1114年） - 第20回：長承3年（1134年） - 第21回：仁平3年（1153年） - 第22回：承安4年（1174年） - 第23回：建久5年（1194年） - 第24回：建保2年（1214年） - 第25回：文暦元年（1234年） - 第26回：建長5年（1253年） - 第27回：文永11年（1274年） - 第28回：永仁2年（1294年） - 第29回：正和3年（1314年） - 第30回：建永元年（1334年） | - 第31回：正平9年（1354年） - 第32回：文中3年（1374年） - 第33回：応永元年（1394年） - 第34回：応永20年（1413年） - 第35回：永享6年（1434年） - 第36回：永正14年（1517年） - 第37回：天文11年（1542年） - 第38回：慶長11年（1606年） - 現在の反橋石桁・南門・東西楽所・石舞台。 - 第39回：元和3年（1617年） - 第40回：明暦元年（1655年） - 第41回：宝永6年（1709年） - 現在の摂社大海神社社殿。 - 第42回：宝暦8年（1758年） - 第43回：文化7年（1810年） - 現在の本宮社殿。 - 第44回：明治11-12年（1878-1879年） - 第45回：明治34-40年（1901-1907年） - 第46回：昭和11年（1936年） - 第47回：昭和36年（1961年） - 第48回：平成3年（1991年） - 第49回：平成23年（2011年） |

## 境内
境内の広さは約3万坪。上町台地の西端に位置し、古代には海に臨んだとされ、明治期には西方の住吉高燈籠から先には海が広がっていた。現在は本殿域の西側を正面参道とし、南側には東西楽所・石舞台、東側には高蔵・摂末社群、北側には旧神宮寺跡・摂社大海神社を置く。国宝の本殿4棟をはじめとする多数の指定文化財のほか、石造物・池・神田・老樹なども残っており、歴史性を伝える貴重な場所であるとして、境内は大阪市指定史跡に指定されている。

### 本宮

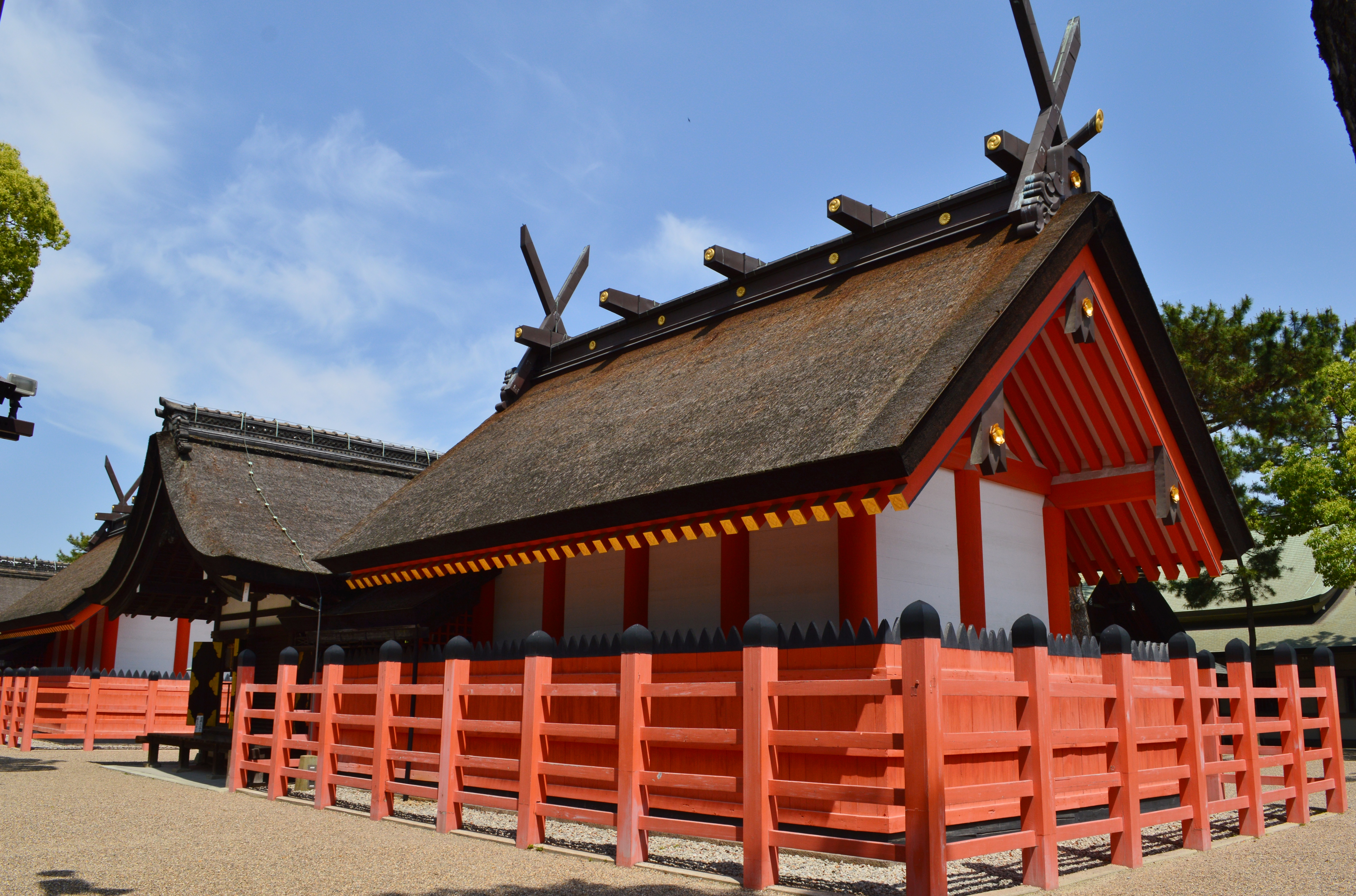
本殿（国宝）画像は第二本宮。「住吉造」と称される古代日本の建築様式。

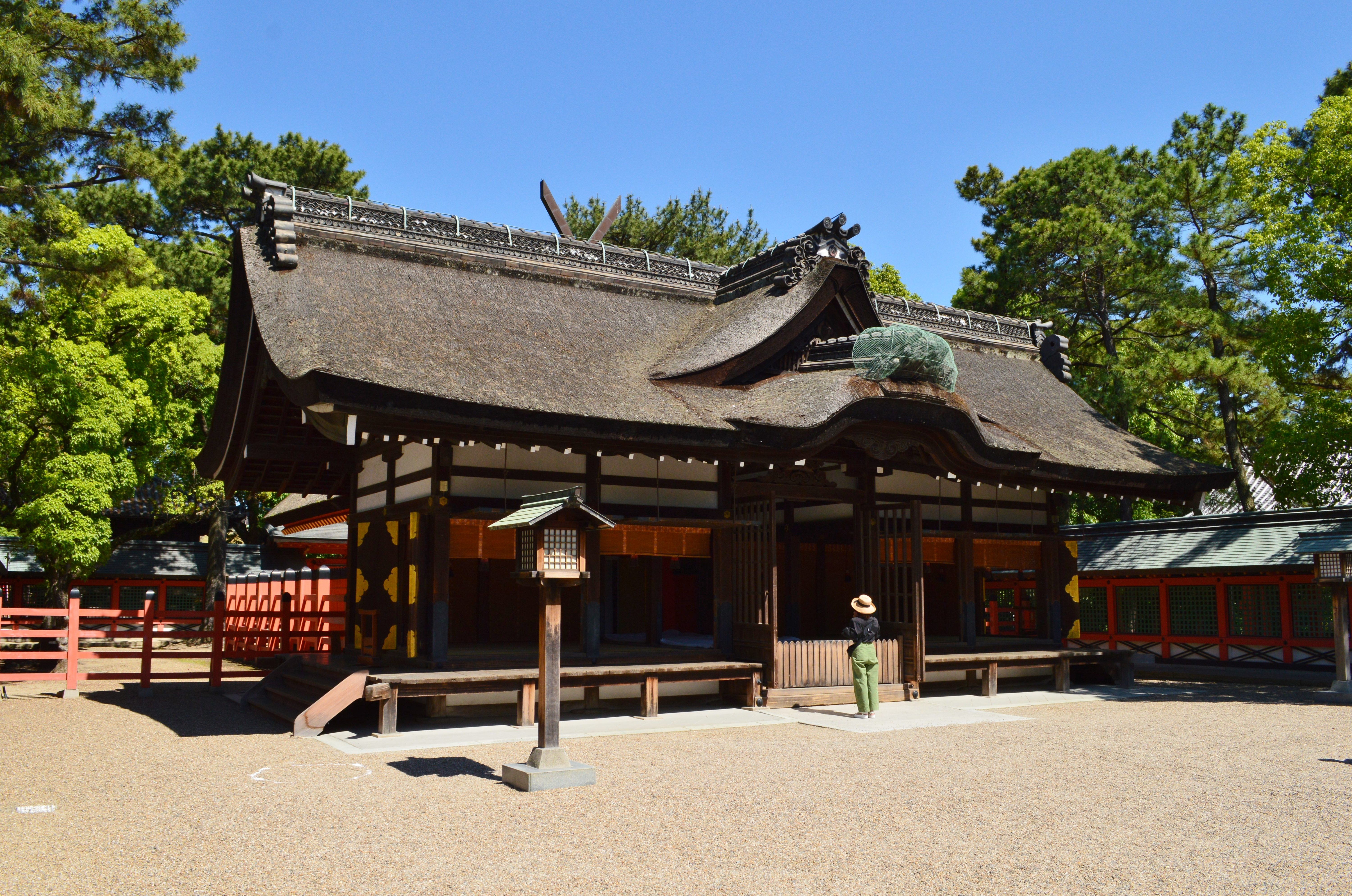
幣殿（重要文化財）画像は第一本宮。桁行は五間。

本宮は海に向かって西面し、西から東に第三本宮（第三殿）・第二本宮（第二殿）・第一本宮（第一殿）が縦一列に建ち並び、第三本宮の南側に第四本宮（第四殿）が並ぶ。各本宮はほぼ同形同大の本殿・渡殿・幣殿からなり、主祭神4柱が各1柱祀られる。
本殿は4棟とも江戸時代後期の文化7年（1810年）の造営。「住吉造（すみよしづくり）」と称される独特の様式で、神社本殿としては神明造・大社造・大鳥造と並んで飛鳥時代まで遡る最古様式に位置づけられる。建物は桁行（本建物の場合は側面）四間、梁間は正面三間・背面二間で（または正面一間・背面二間）、切妻造、妻入とし、屋根は檜皮葺で、内部は前後2室とする。柱は丸柱で礎石上に建てられ、正面中央の柱は省略して板扉を設ける。屋根は反りがなく直線的で、屋根上には千木（ちぎ）と鰹木（かつおぎ）が乗る。鰹木の数は4棟とも5本であるが、千木は第一本宮から第三本宮は外削ぎ（先端を地面に対して垂直に削る）、第四本宮は内削ぎ（水平に削る）。内部を2室とする様は奈良時代の橘夫人宅（法隆寺東院伝法堂）・長屋王邸跡でも確認されており（ただし建物自体は平入）、上代の宮殿の間取りから発想された様式とされる。柱などの軸部と垂木・破風板は朱塗り、壁は白（胡粉）塗りである。また社殿周囲に廻縁を巡らさない点も古色とされる。本殿周囲には瑞垣（本殿下半を隙間なく隠す垣根）・玉垣（瑞垣外側の角柱の垣根）が二重に巡らされるが、これらも古色を残す。本殿4棟は国宝に指定されている。
各本殿の前面には渡殿（わたりでん）・幣殿（へいでん）が建てられており、いずれも本殿と同様に江戸時代後期の文化7年（1810年）の造営である。第一本宮の幣殿は中世には存在したとされる一方、第二・第三・第四本宮の幣殿は慶長造替以後の設置とされる。第一本宮の幣殿は桁行五間・梁間二間、切妻造で、正面千鳥破風および軒唐破風付、屋根は檜皮葺で甍棟を積む。割拝殿形式で、中央は拭板敷馬道、左右は二間四方の部屋とする。第二・第三・第四本宮の幣殿は桁行三間であるほかは第一本宮と同様の形式。桁行三間のため左右の部屋は狭くなる。本殿・幣殿をつなぐ渡殿は「間ノ廊下」とも称され、4本宮とも同じ形式で、桁行二間・梁間一間の両下造で、屋根は檜皮葺。幣殿の馬道を伸ばして廊下とし、中間に朱塗り角柱の鳥居を付す。渡殿・幣殿は合わせて1棟として計4棟とも国の重要文化財に指定されている。
なお他の住吉造の本殿としては、境内摂社の大海神社本殿（宝永5年（1708年）造営、重要文化財）、博多の住吉神社本殿（元和9年（1623年）造営、重要文化財）が知られる。また古代の建築様式のうちでは、神明造を穀倉型神殿、大社造を宮殿型神殿、住吉造を祭場型神殿と見なす説がある。住吉造には大嘗宮正殿との関連も見られており、両者をヤマト大王の住居の名残とする説や、大嘗宮正殿を参考にして住吉造が創出されたとする説もある。

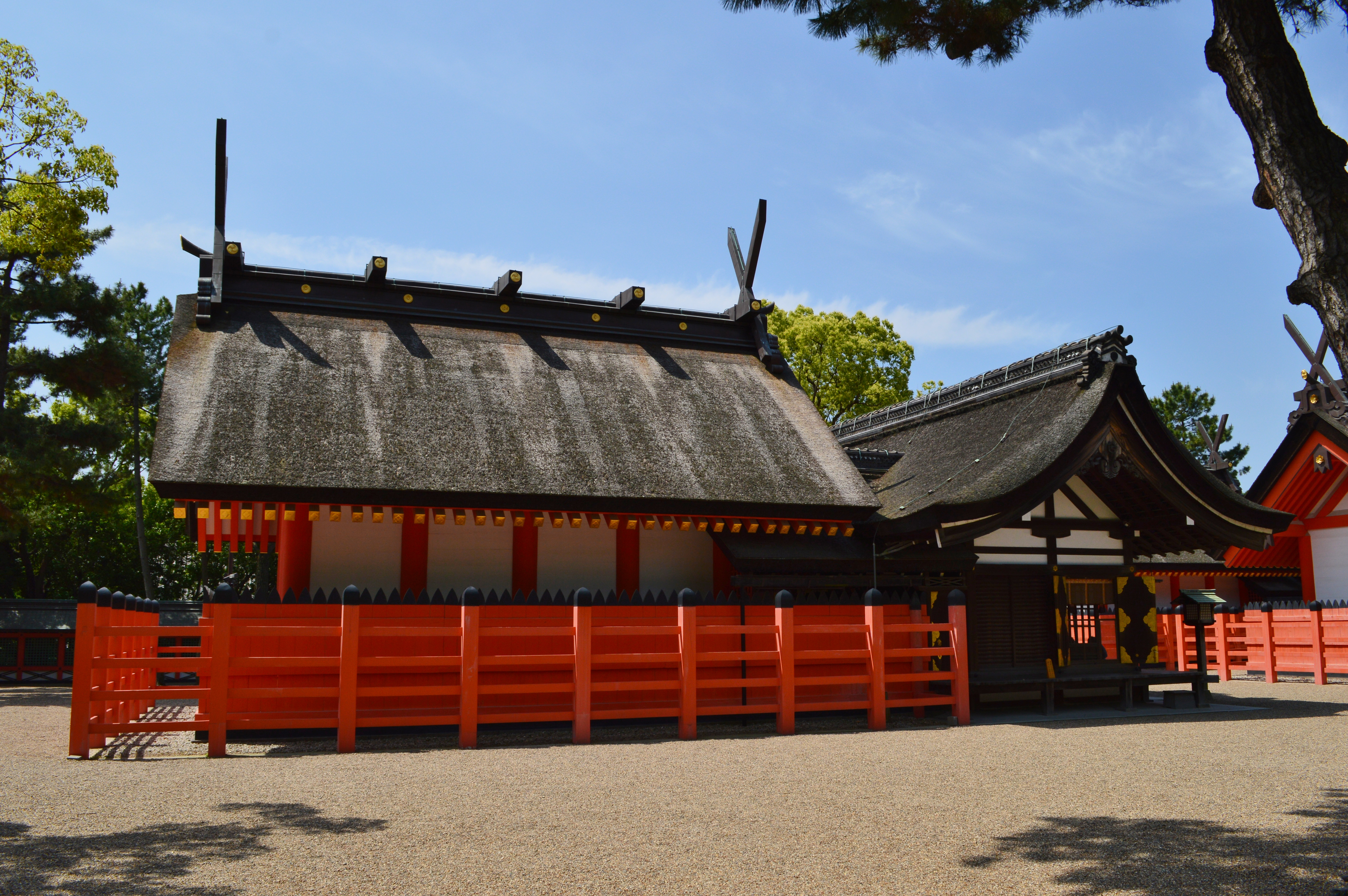
第二本宮社殿 中央の本殿前面に渡殿・幣殿が接続する。
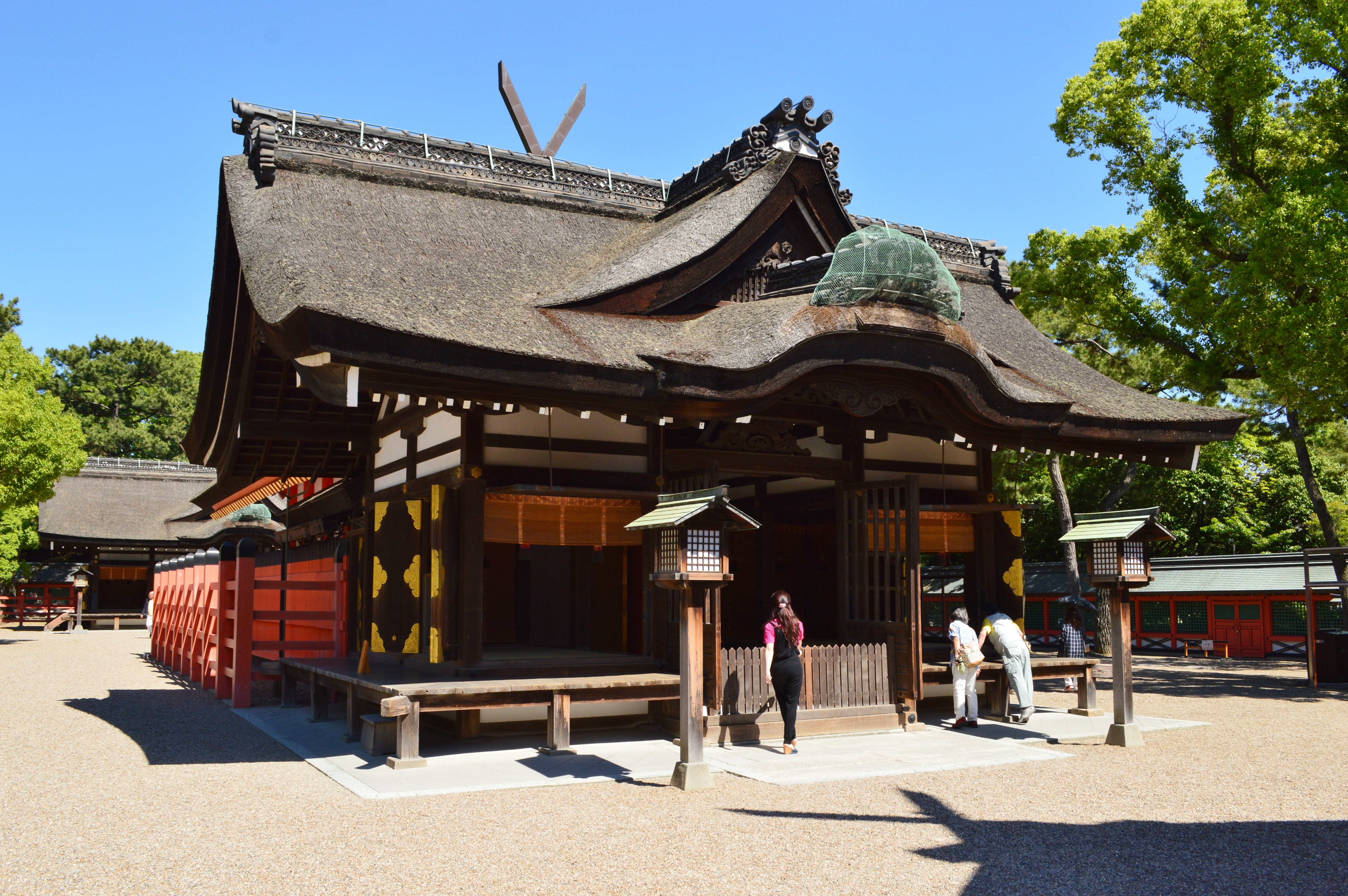
第二本宮幣殿 桁行は三間。
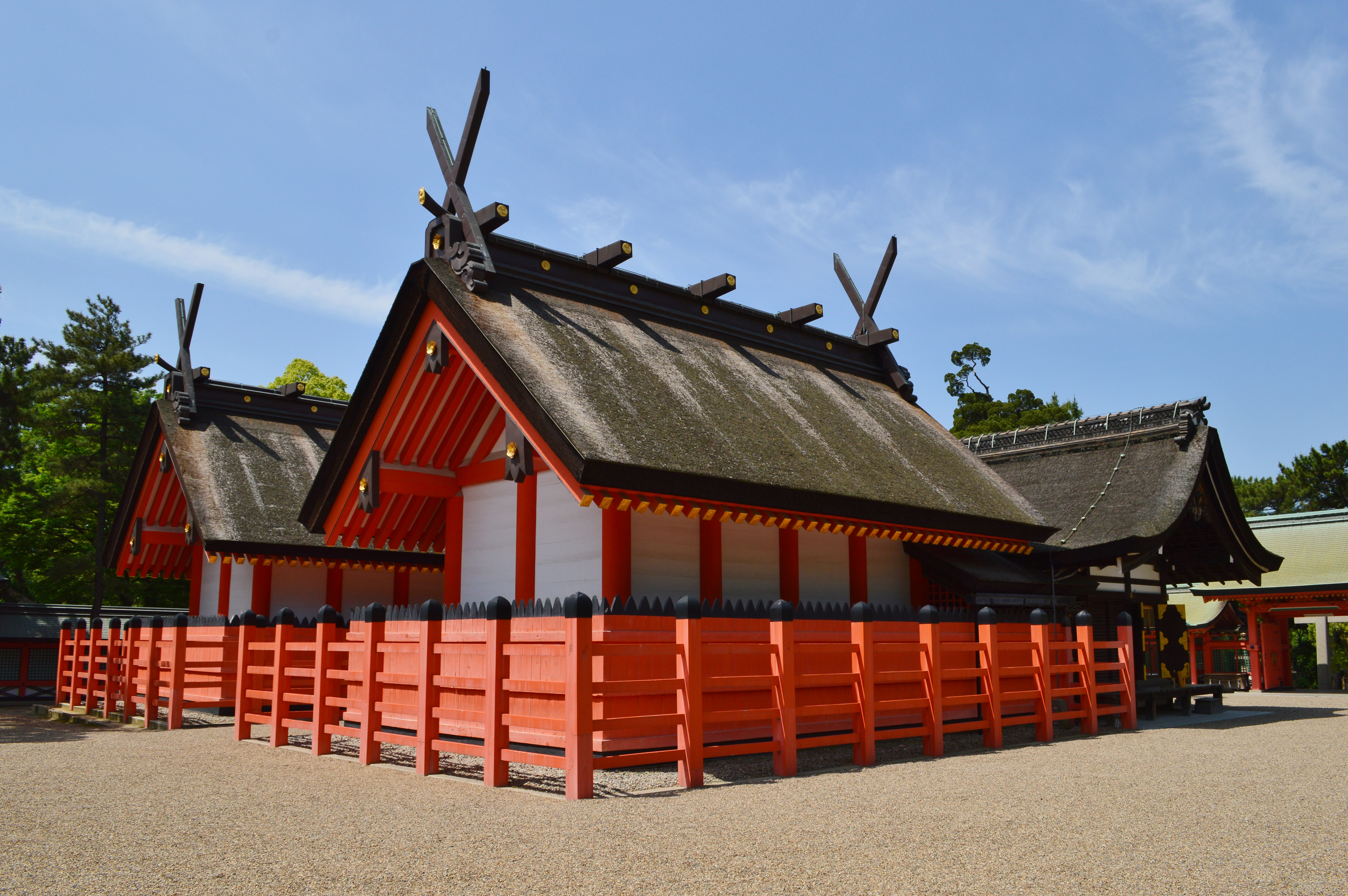
第三本宮本殿（手前：千木は外削ぎ）・第四本宮本殿（奥：千木は内削ぎ）
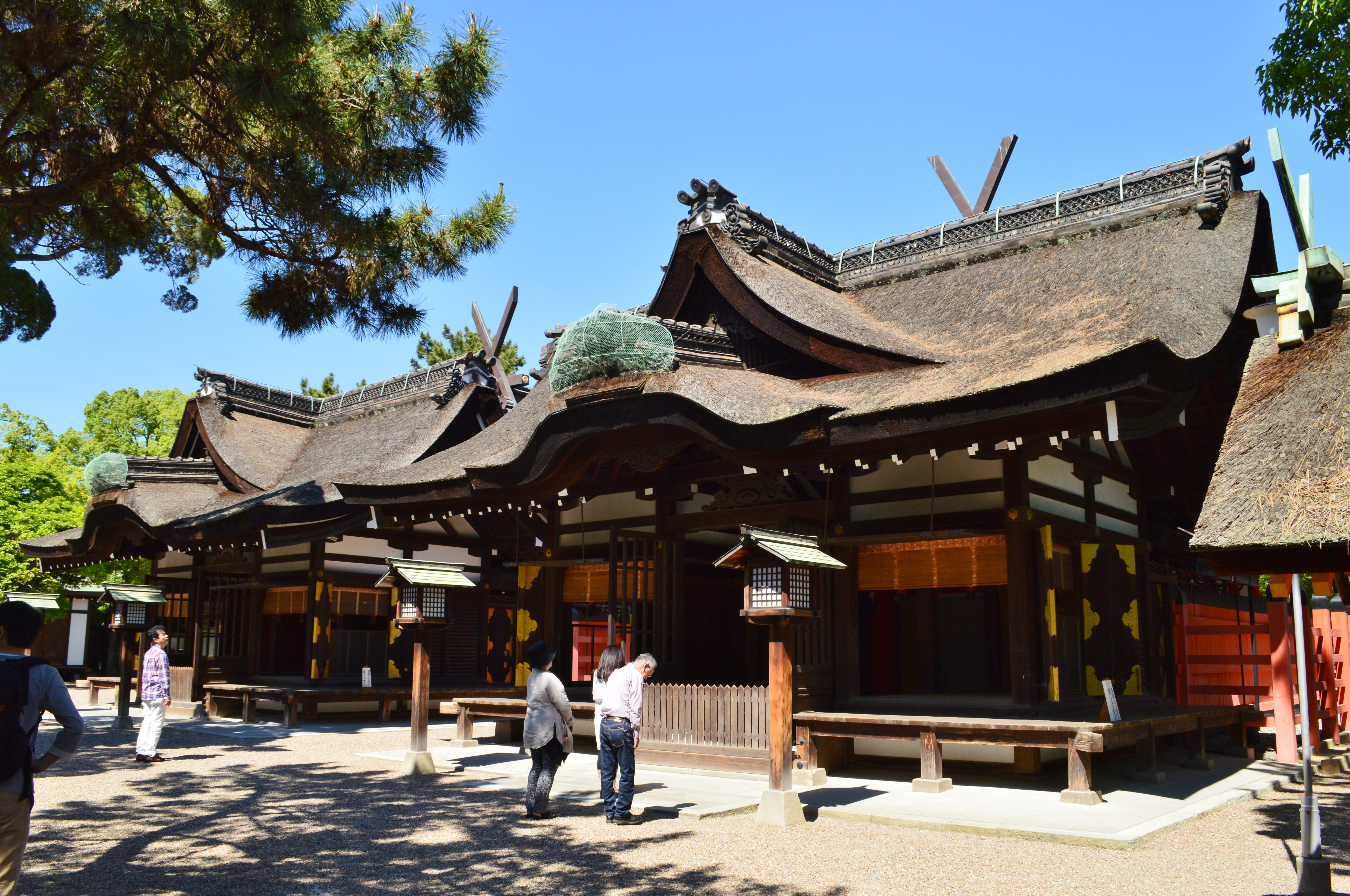
第三本宮幣殿（奥）・第四本宮幣殿（手前）
本殿平面図

### 本宮以外の社殿
| 北高蔵（左）・南高蔵（右）（いずれも重要文化財）  |  | 北高蔵（左）・南高蔵（右）（いずれも重要文化財） |
| 北高蔵（左）・南高蔵（右） （いずれも重要文化財） |  |                                                  |

第一本宮の裏手（東側）には、高蔵（たかくら）2棟が南北に並んで建てられており、それぞれ北高蔵・南高蔵と称される。いずれも桃山時代の慶長12年（1607年）の造営で、大阪府内にある指定文化財の蔵のうちでは最古になる。形式は桁行三間・梁間二間（北：5.40メートル×4.81メートル、南：4.85メートル×4.24メートル）、板校倉造の高床倉庫で、上部は寄棟造、屋根は本瓦葺。釘を1本も使用せずに建てられており、「釘無宝庫（くぎなしほうこ）」とも称される。「津守家盛記」では高蔵4棟の造営と見えるが、他の2棟は非現存で、現在の2棟も1970年（昭和45年）の境内地内移築ののち現在地に定まった。かつては内部に神宝が収められたが、神宝は住吉文華館に移され、現在は祭具収蔵庫として使用されている。北高蔵・南高蔵の2棟は国の重要文化財に指定されている。

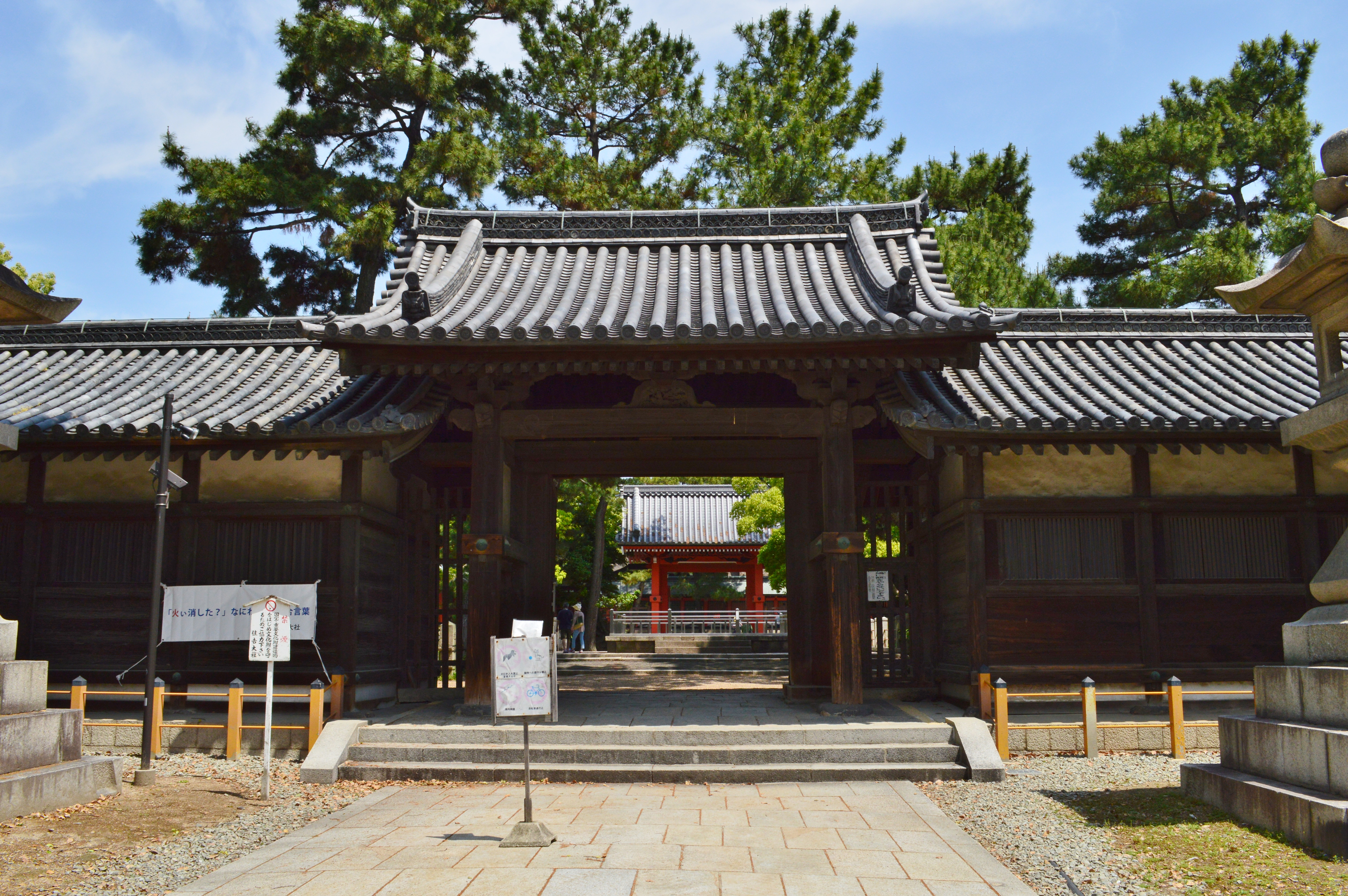
南門（重要文化財）左右に東西楽所。

境内南側にあって境内を画する南門、およびその両側の楽所（がくしょ、東楽所・西楽所）は、江戸時代初期の慶長12年（1607年）の豊臣秀頼の再興による造営。いずれも南面し、南門は四脚門、切妻造で、屋根は本瓦葺。太い木割や絵様には桃山時代の特色が見られる。東楽所は桁行十一間、梁間二間、東面は入母屋造、西面は切妻造で、屋根は本瓦葺。西楽所は桁行五間、梁間二間、西面は入母屋造、東面は切妻造で、屋根は本瓦葺。南門・東西楽所の3棟は国の重要文化財に指定されている。
そのほか、境内南寄りにある神館は1915年（大正4年）に大正天皇の即位記念として建てられたものである。本宮北方の旧神宮寺跡地にある住吉文華館（1977年（昭和52年）竣工）には、神宝が収蔵されている。また住吉文華館の東側には、御文庫（おぶんこ、住吉御文庫）と称される漆喰塗の建物がある。享保8年（1723年）に書籍商の発願によって建てられたもので、以来約5万冊に及ぶ写本・版本が奉納されており、「大阪最古の図書館」とも称される。

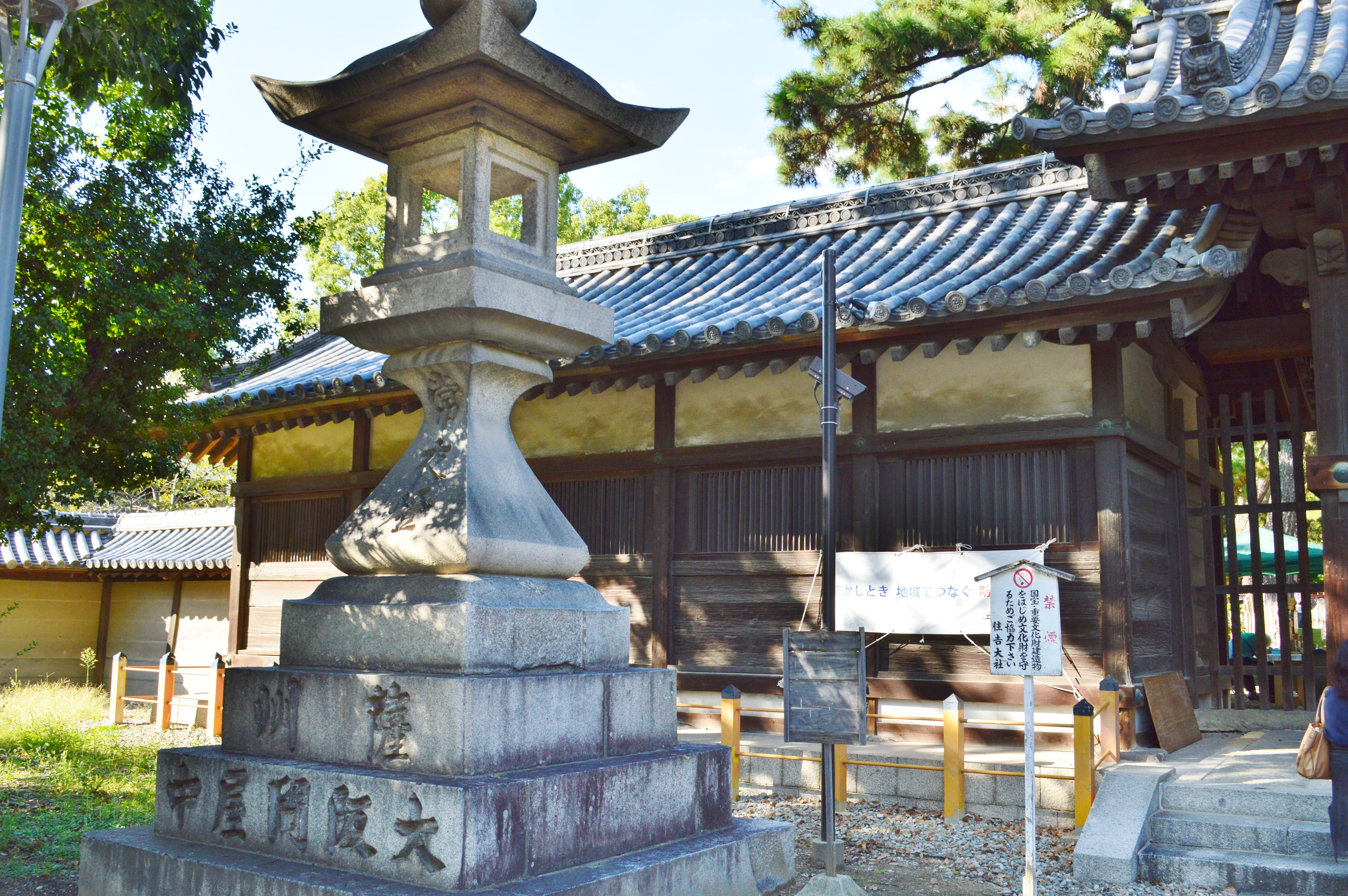
西楽所（重要文化財）
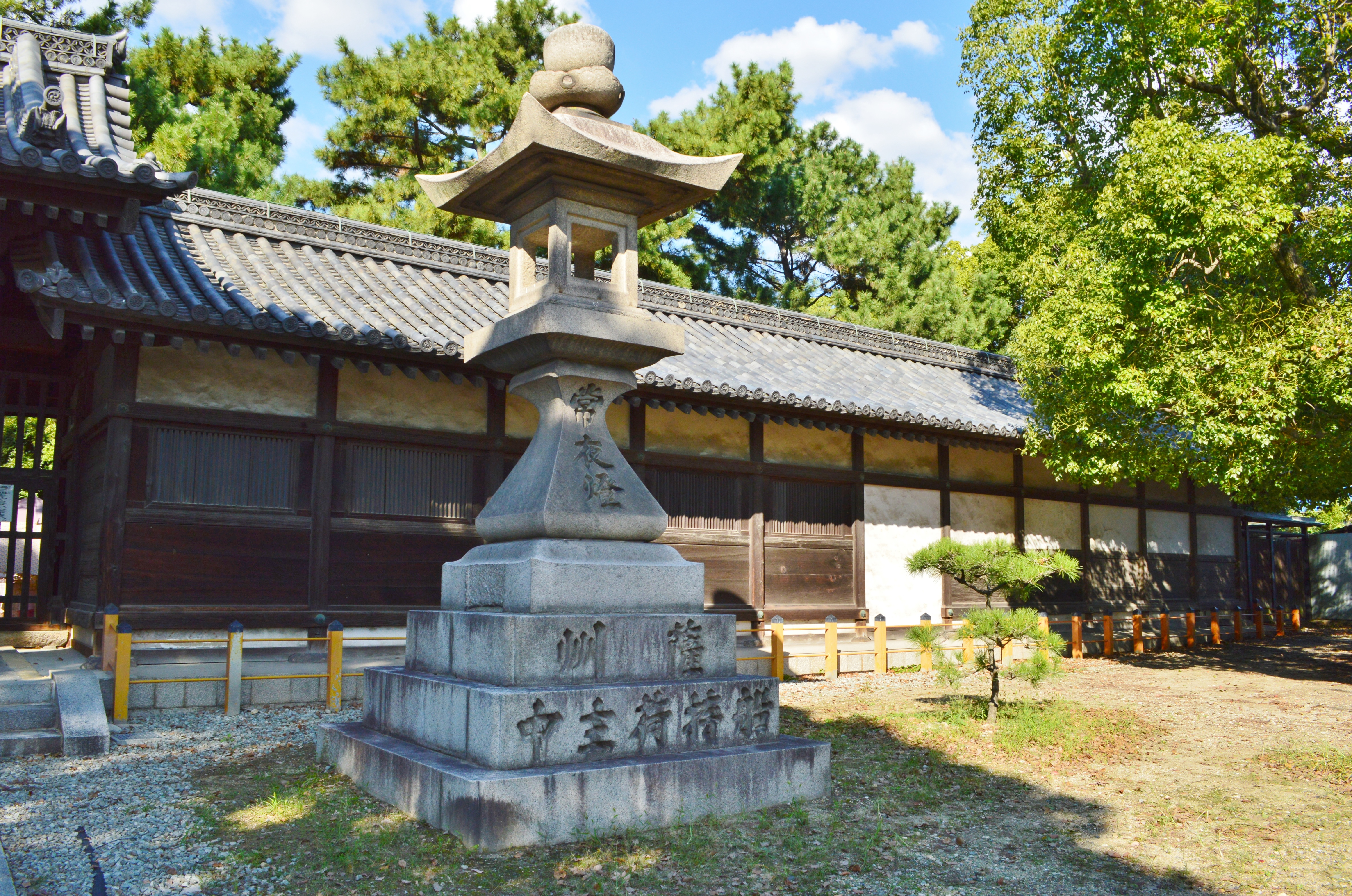
東楽所（重要文化財）
神館
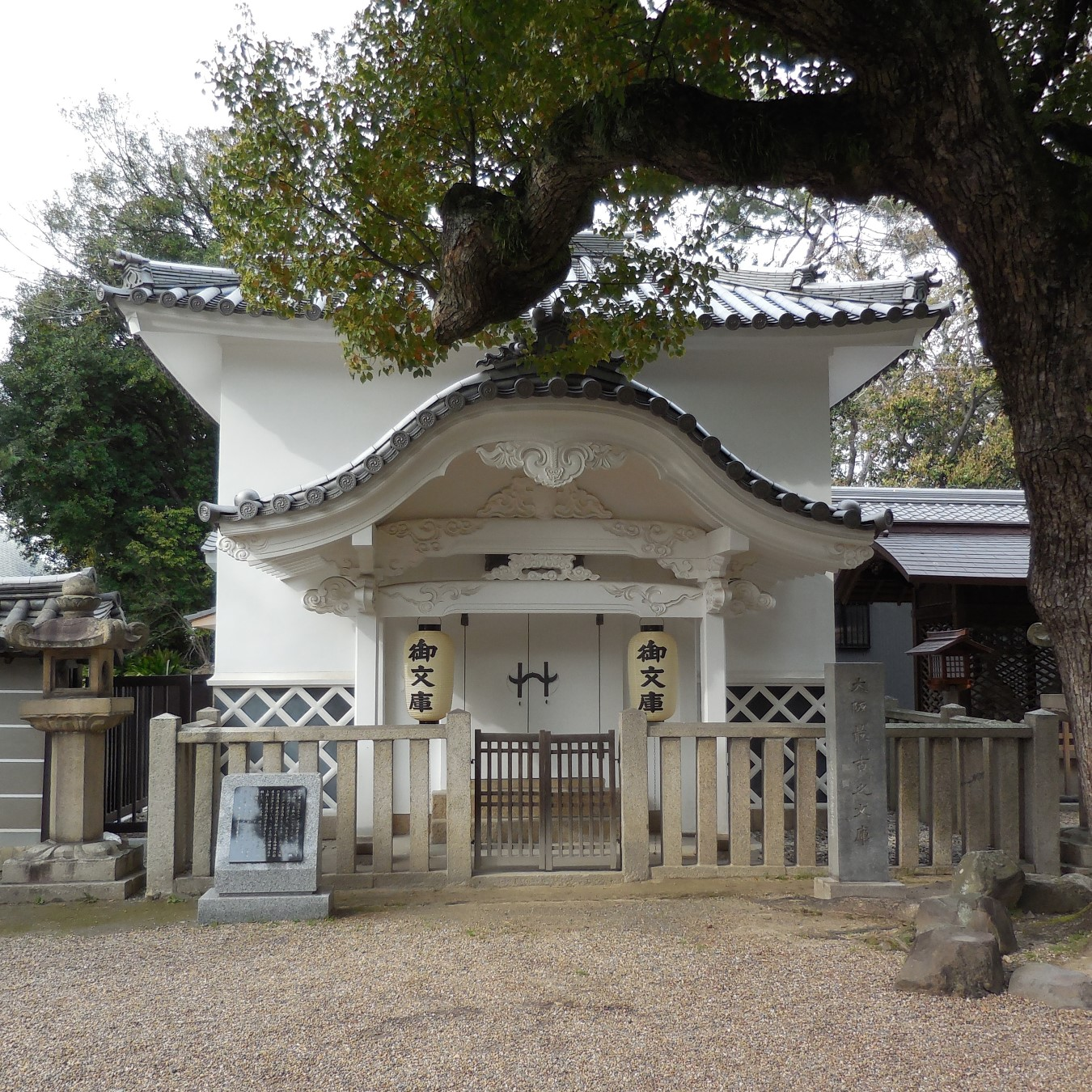
住吉御文庫
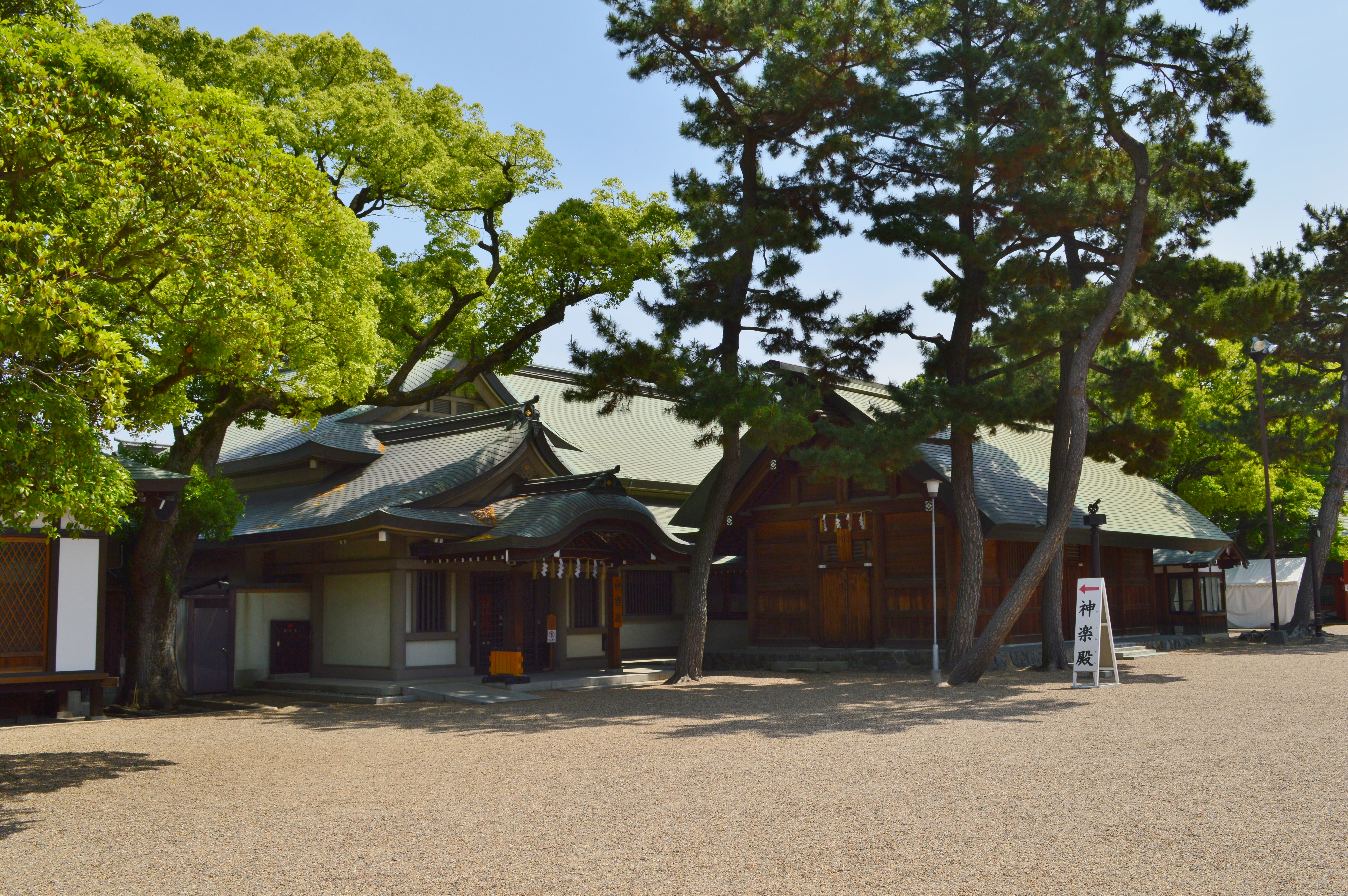
神楽殿
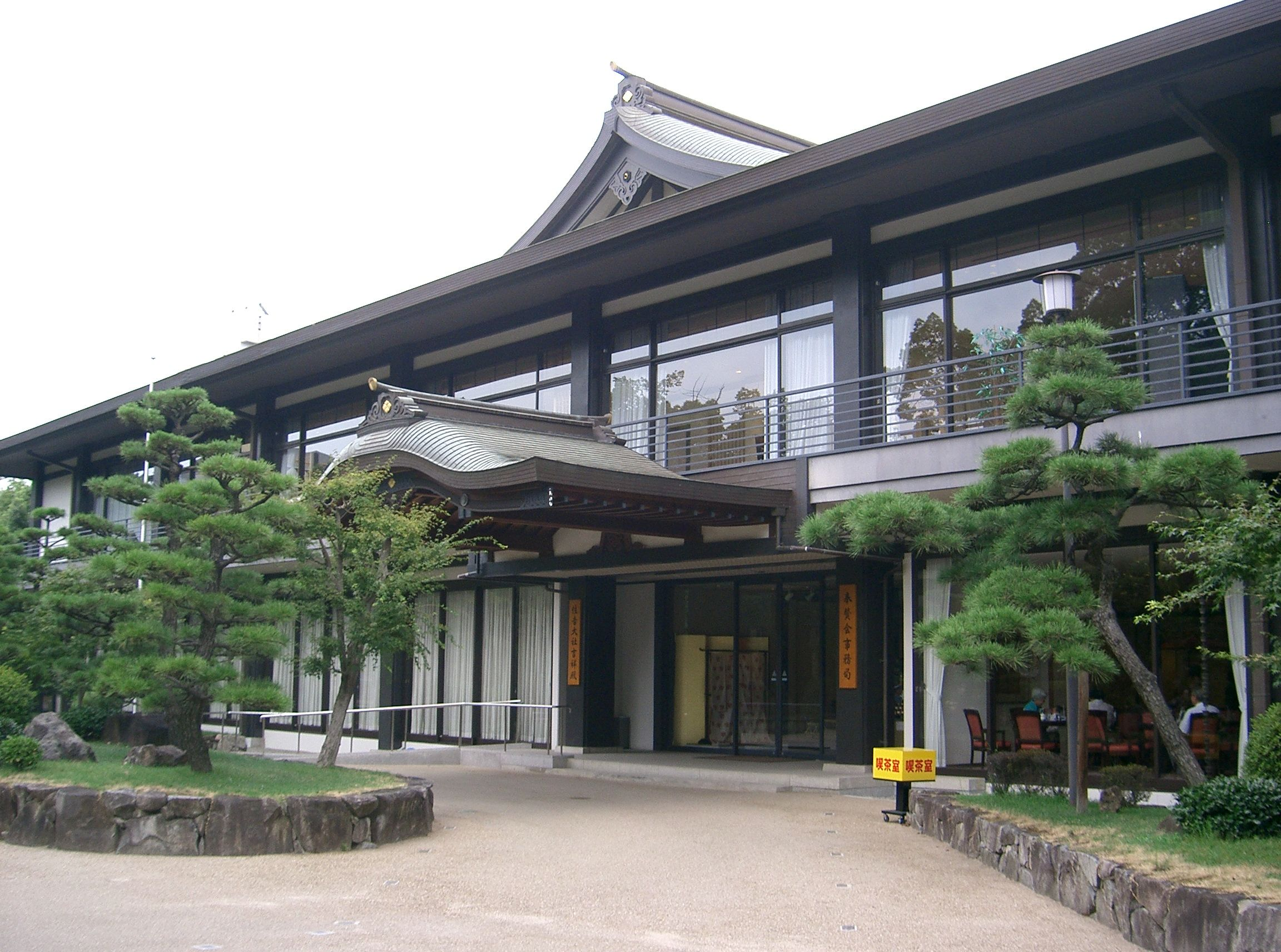
吉祥殿
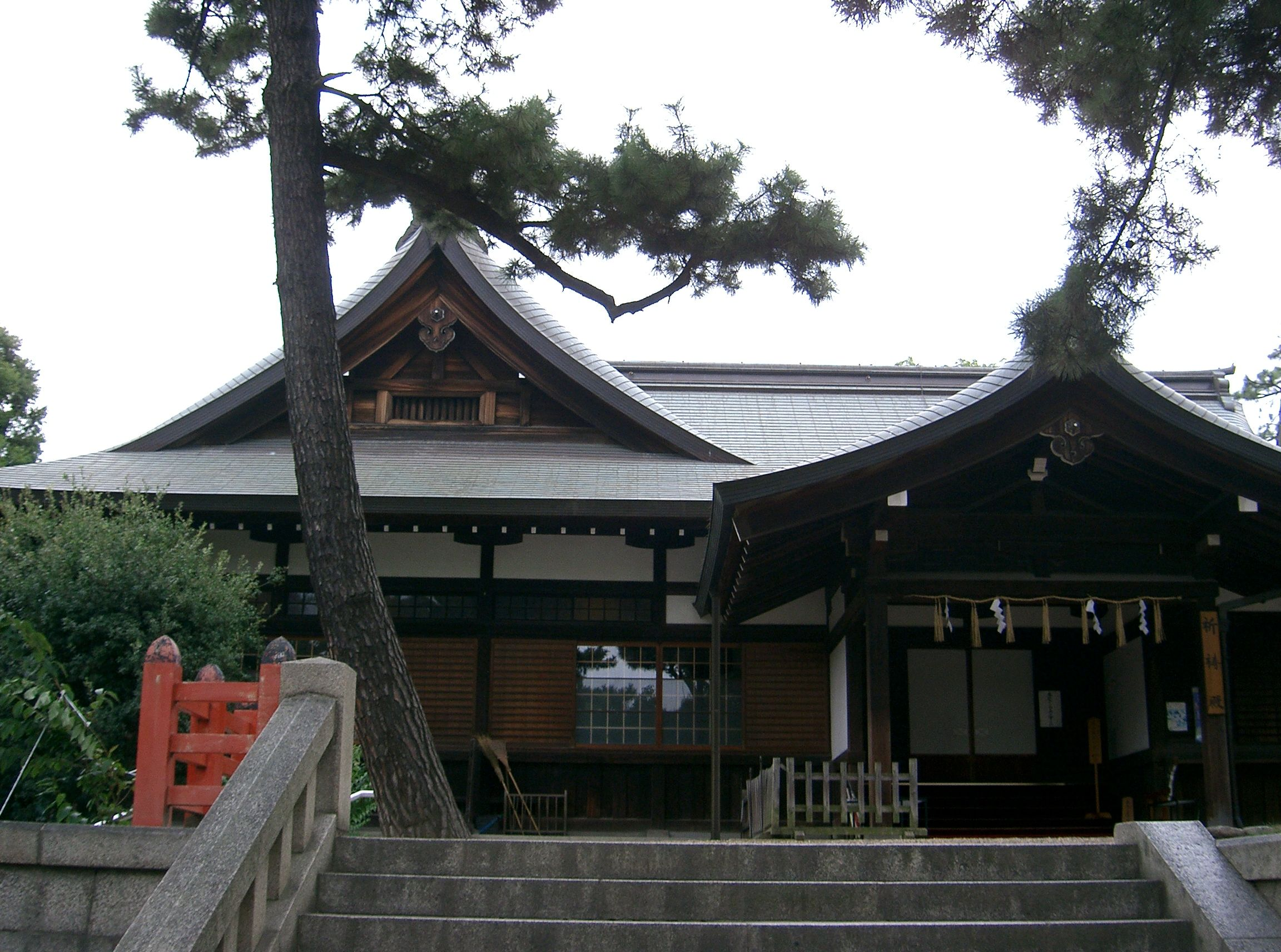
祈祷殿
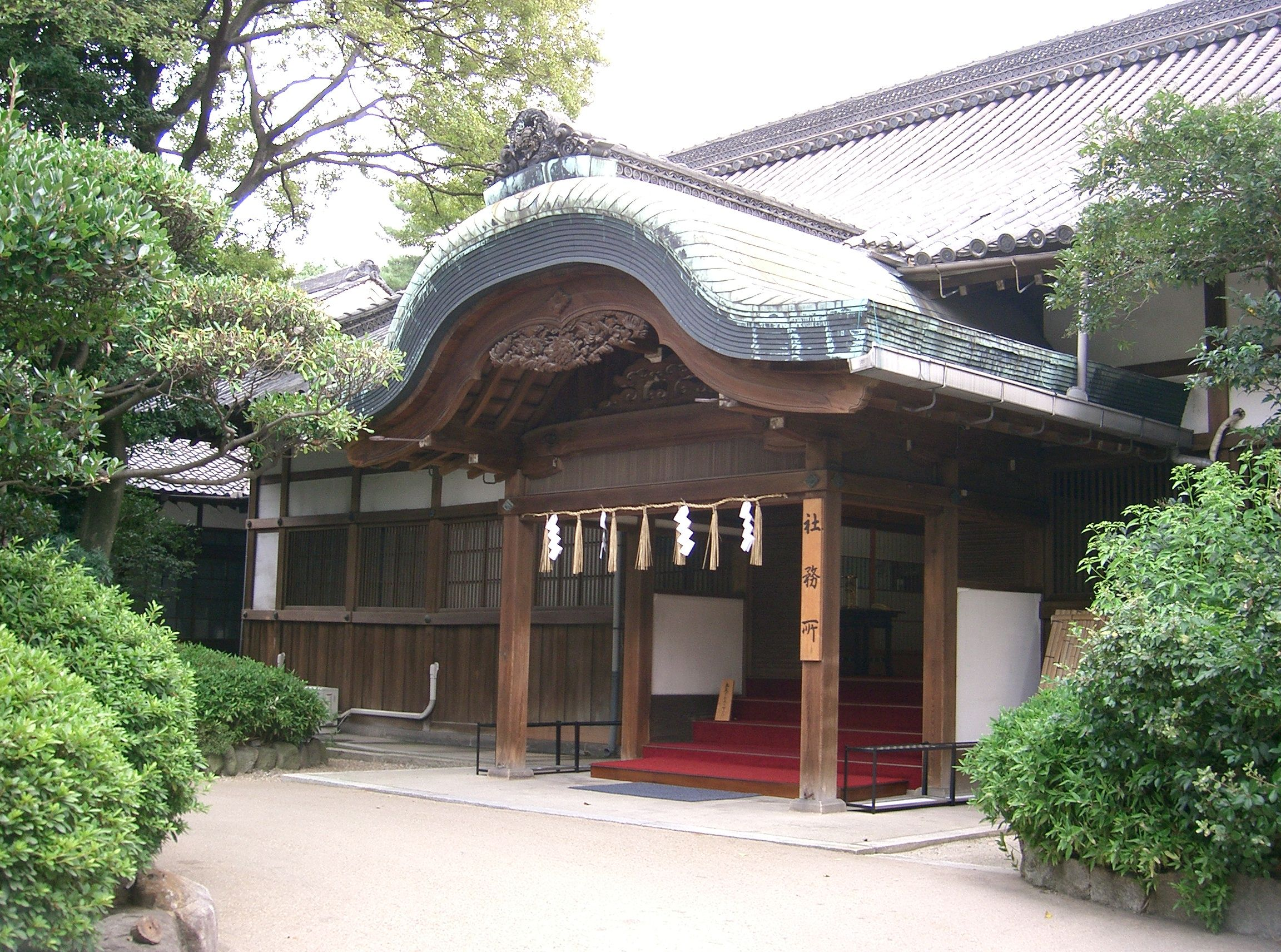
社務所

### その他の建造物

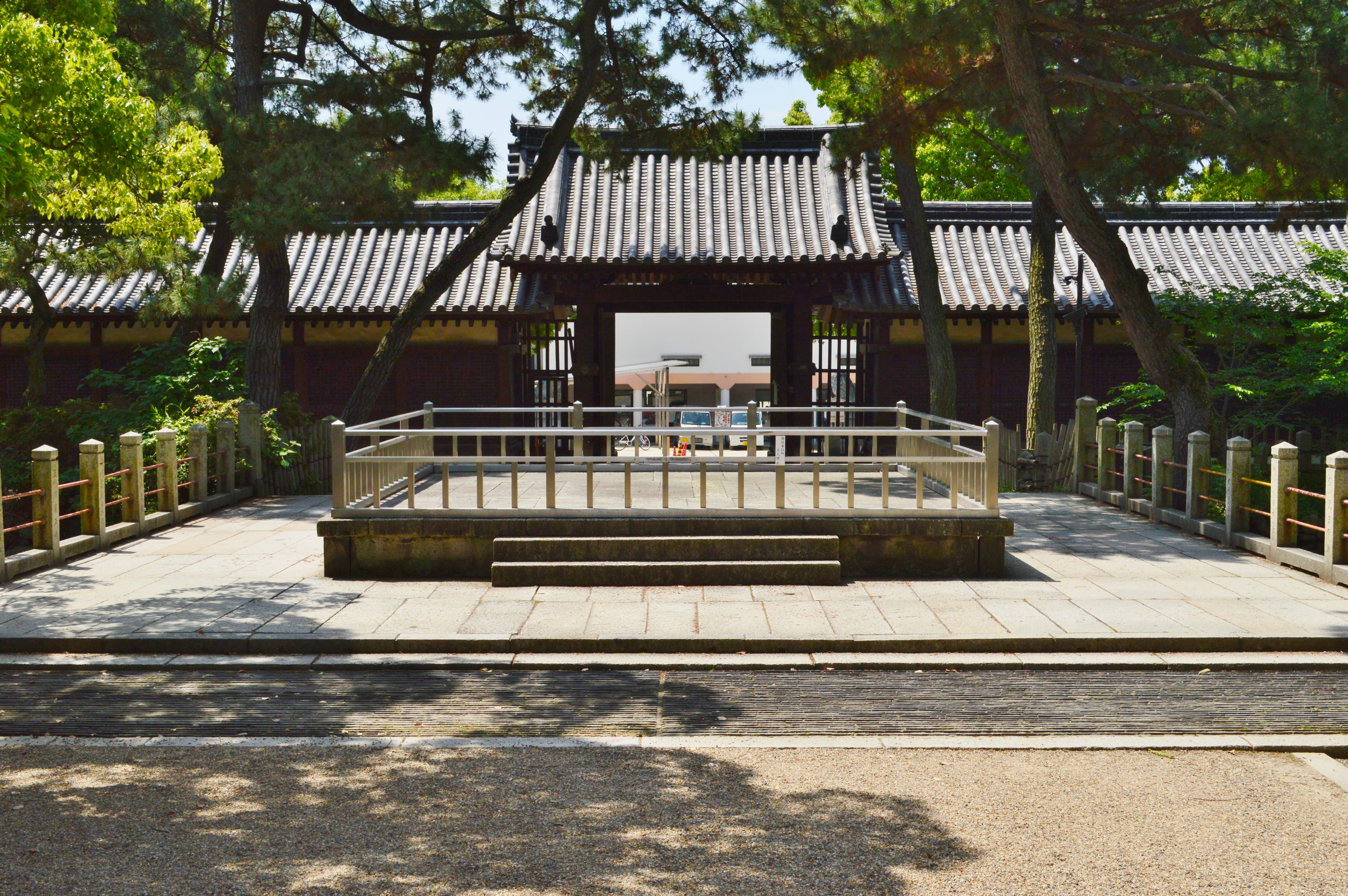
石舞台（重要文化財）「日本三舞台」の一つ。

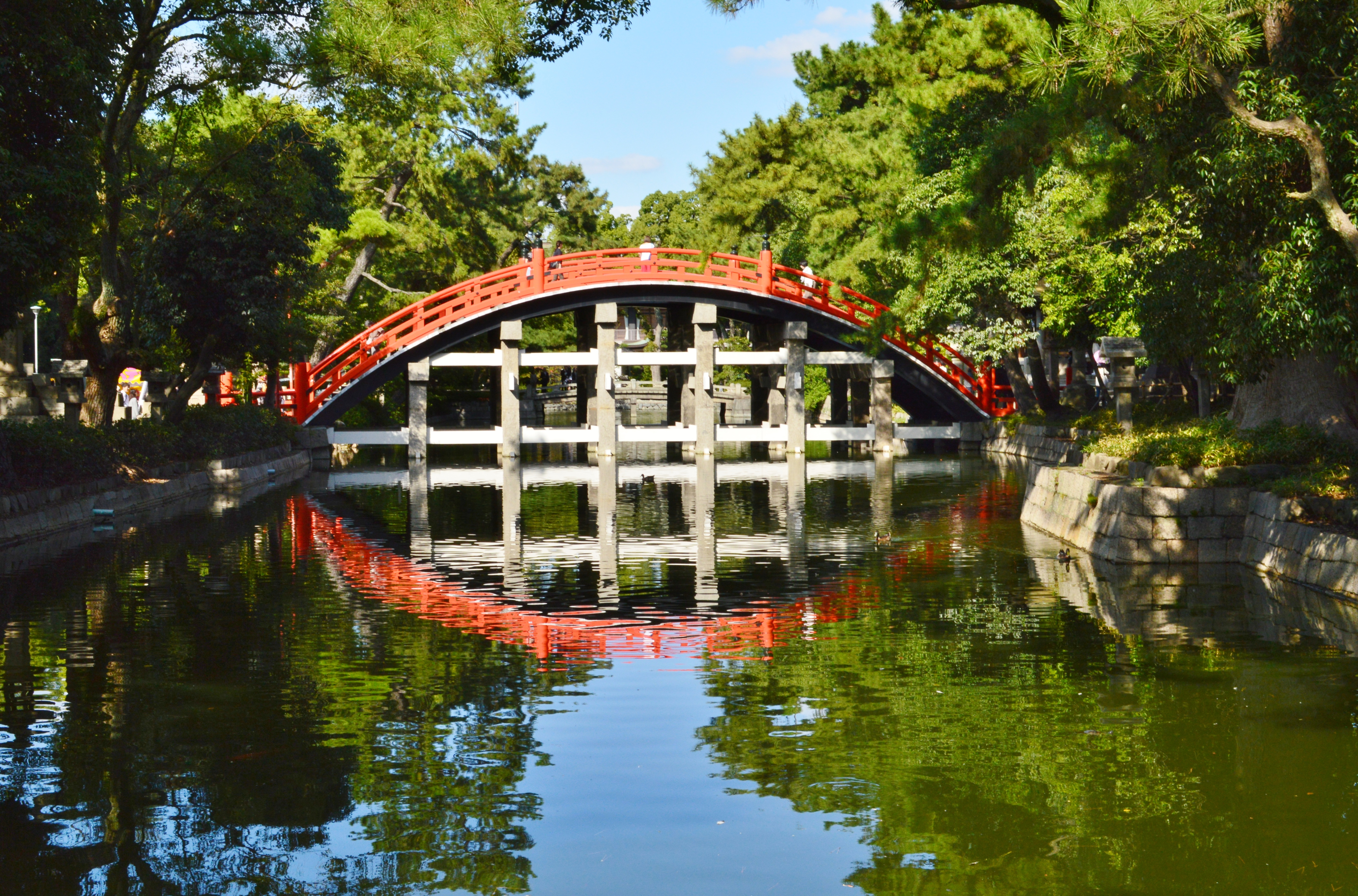
反橋（太鼓橋）

第一本宮の南側には石舞台がある。南門・東西楽所と同様に慶長12年（1607年）の豊臣秀頼の再興による造営。池に架けられた石造桁橋（幅約11メートル×長さ約12メートル）の上に、一辺約6メートル、高さ約0.5メートルの規模で築かれている。前面に階段を付し、舞楽を演じる際には上面に木製の高欄が取り付けられる。「日本三舞台」の一つに数えられるとともに、国の重要文化財に指定されている。
4本宮の外周に巡らされた瑞垣には、西側に幸禄門（西北面）・幸壽門（幸寿門、西面）・幸福門（西南面）の3門が開く。そのうち第三本宮正面の幸壽門の門前には角鳥居（かくとりい）が建てられている。「角鳥居」の名は柱が四角柱であることに由来し（本宮の渡殿内にある鳥居も同様の柱）、その独特な形式により「住吉鳥居」とも称される。扁額の「住吉神社」は有栖川宮幟仁親王の筆。
角鳥居から続く参道では、角鳥居前の池に反橋（そりはし）が架かる。「太鼓橋（たいこばし）」とも称され、住吉大社を象徴する橋になる。高さは4.4メートル。鎌倉時代の『諸神事次第記』にも橋の記述が見える。現在の橋は昭和56年（1981年）の造営によるものであるが、石造の脚・梁部分は慶長年間（1596年 - 1615年）の造営になり、豊臣秀頼によるものとも、淀殿の寄進によるものとも伝わる。反橋を舞台にした作品として川端康成の小説『反橋』がある。なお、この反橋付近まではかつて海であったといわれ、反橋が架かる池については古代の潟湖（ラグーン）の痕跡とする説がある。
参道には多数の石燈籠が建ち並び、その数は約600基にも及ぶ。最古は寛永21年（1644年）まで遡り、その多くは江戸時代の廻船業関係者からの奉納になる。

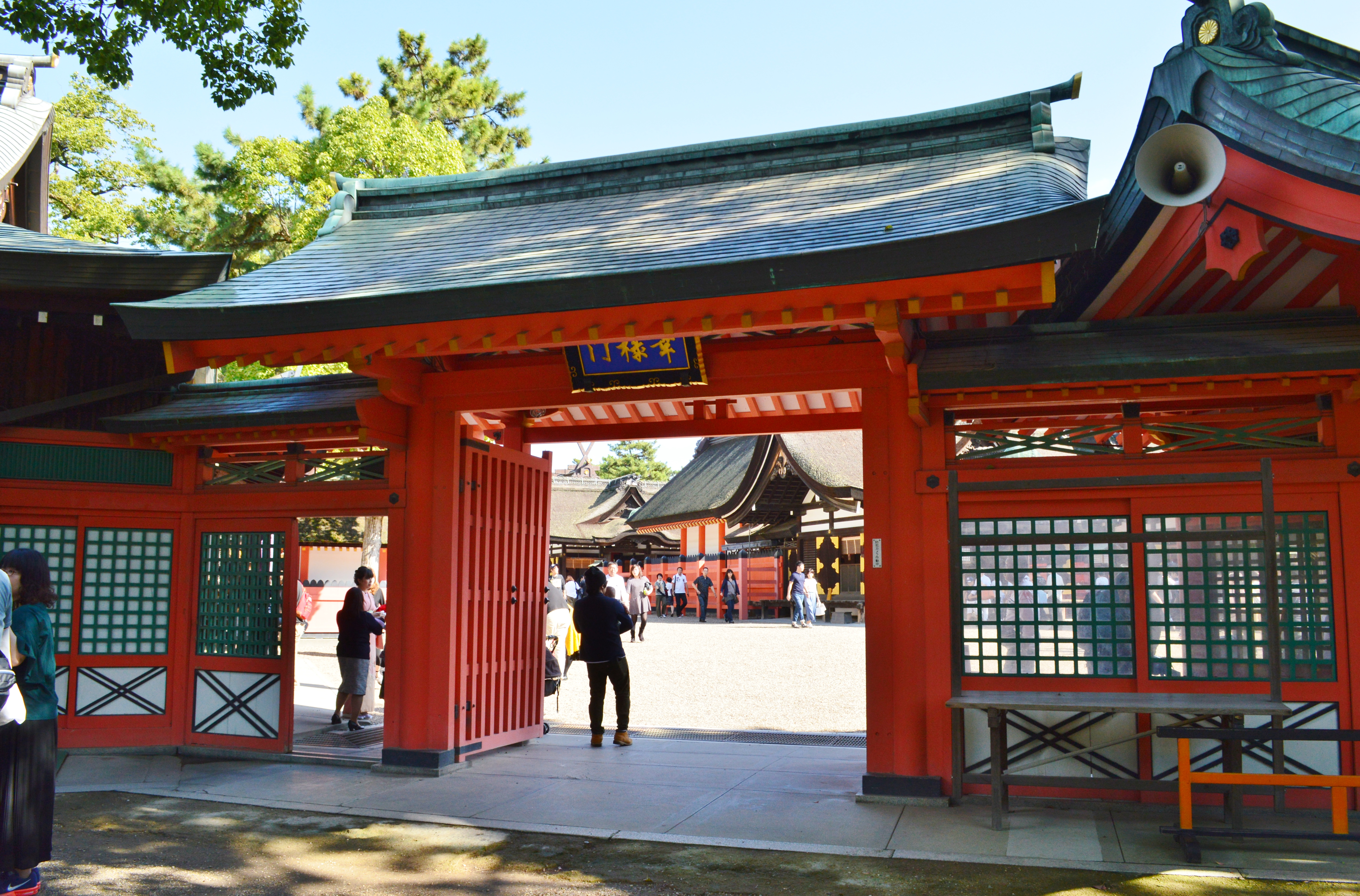
幸禄門
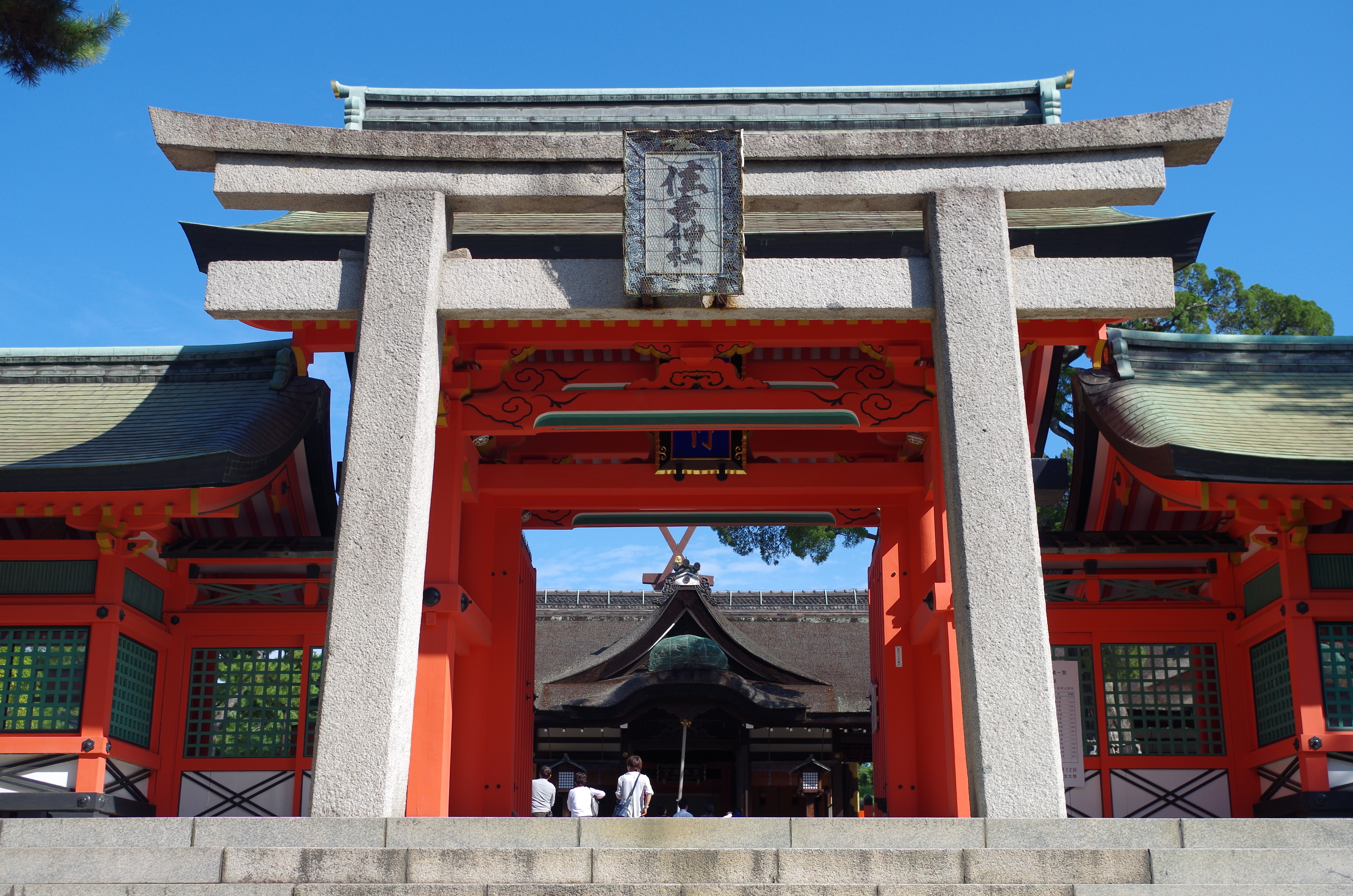
角鳥居（住吉鳥居）・幸壽門
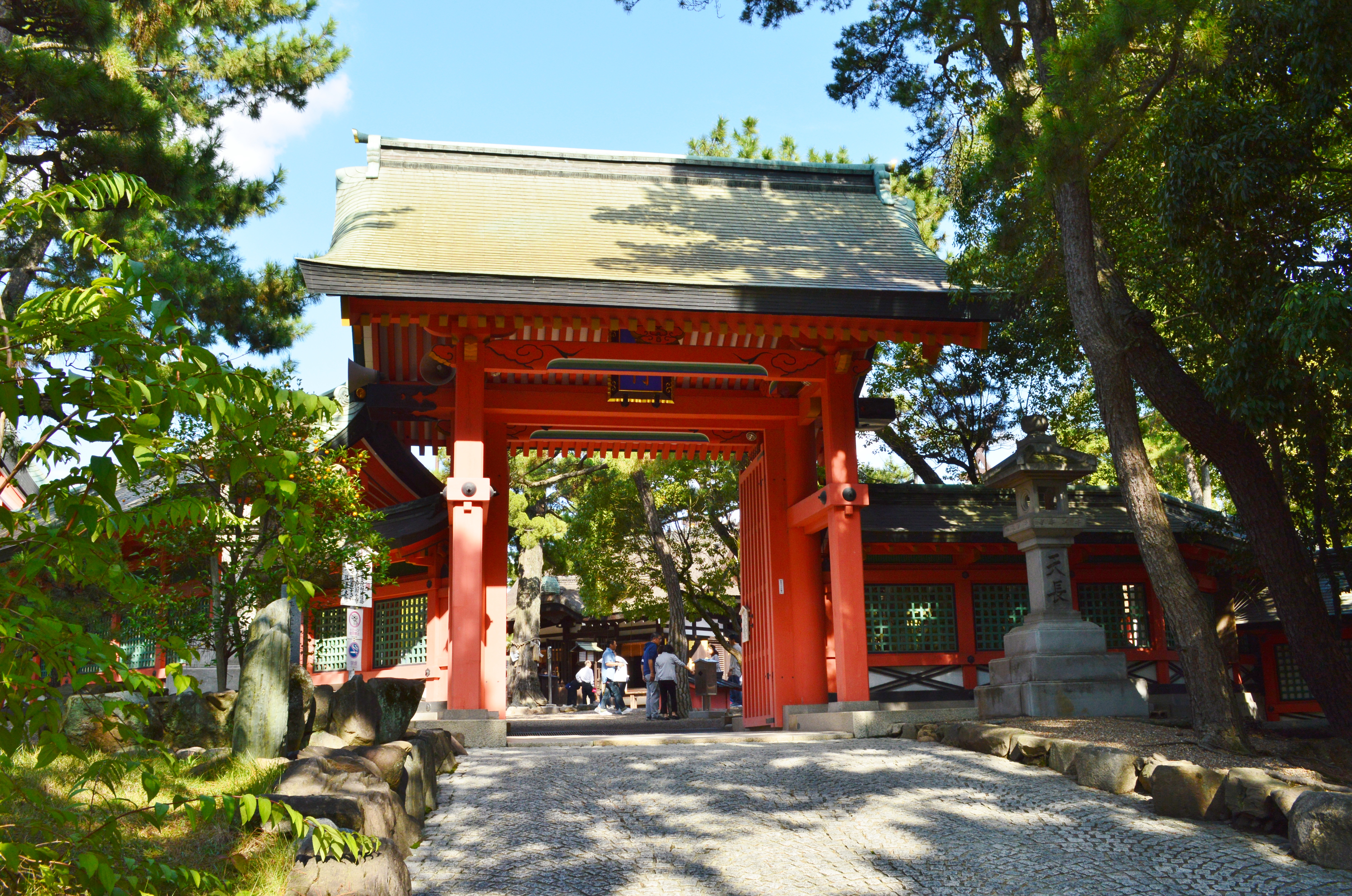
幸福門
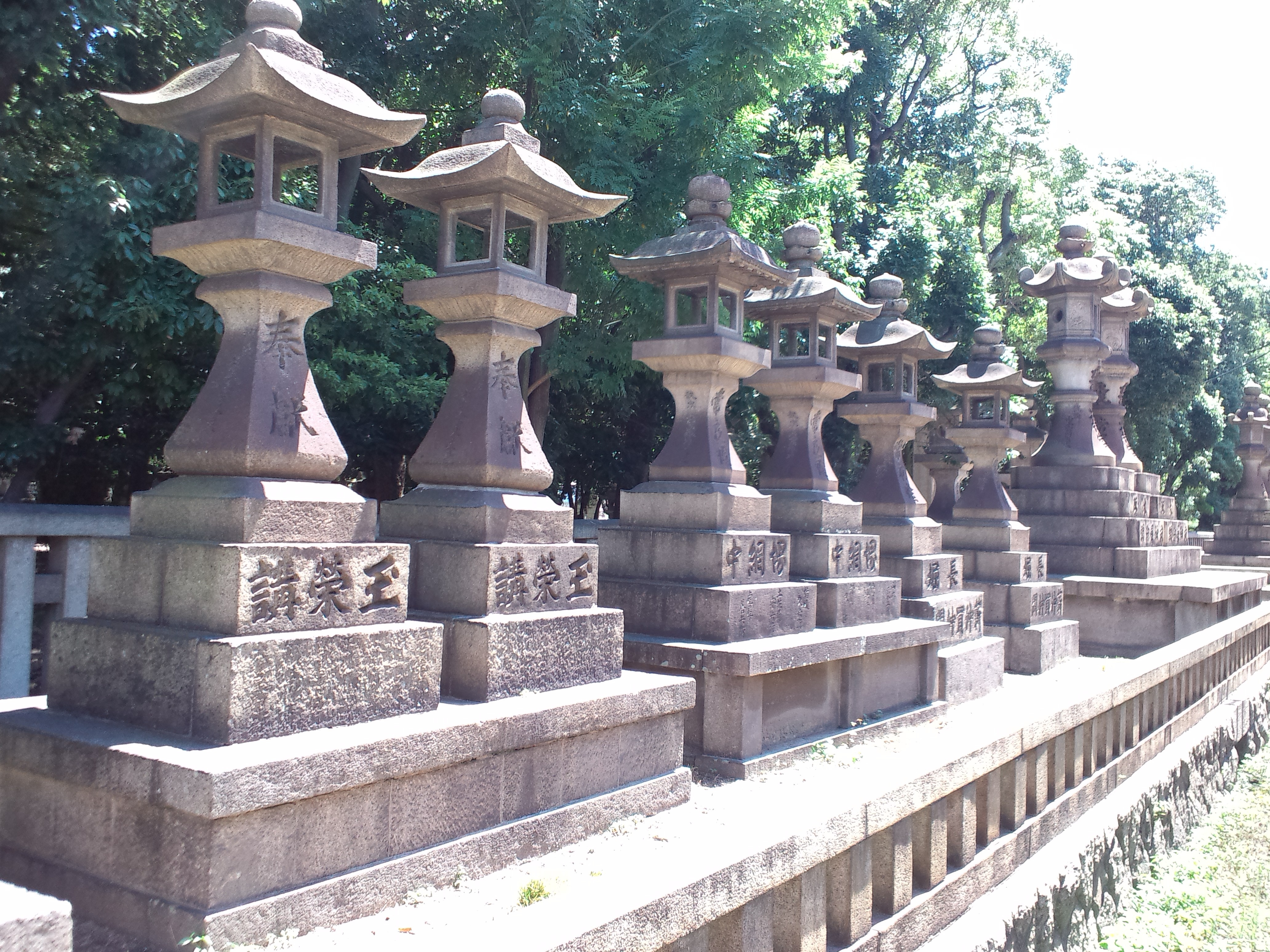
石燈籠

### 旧跡

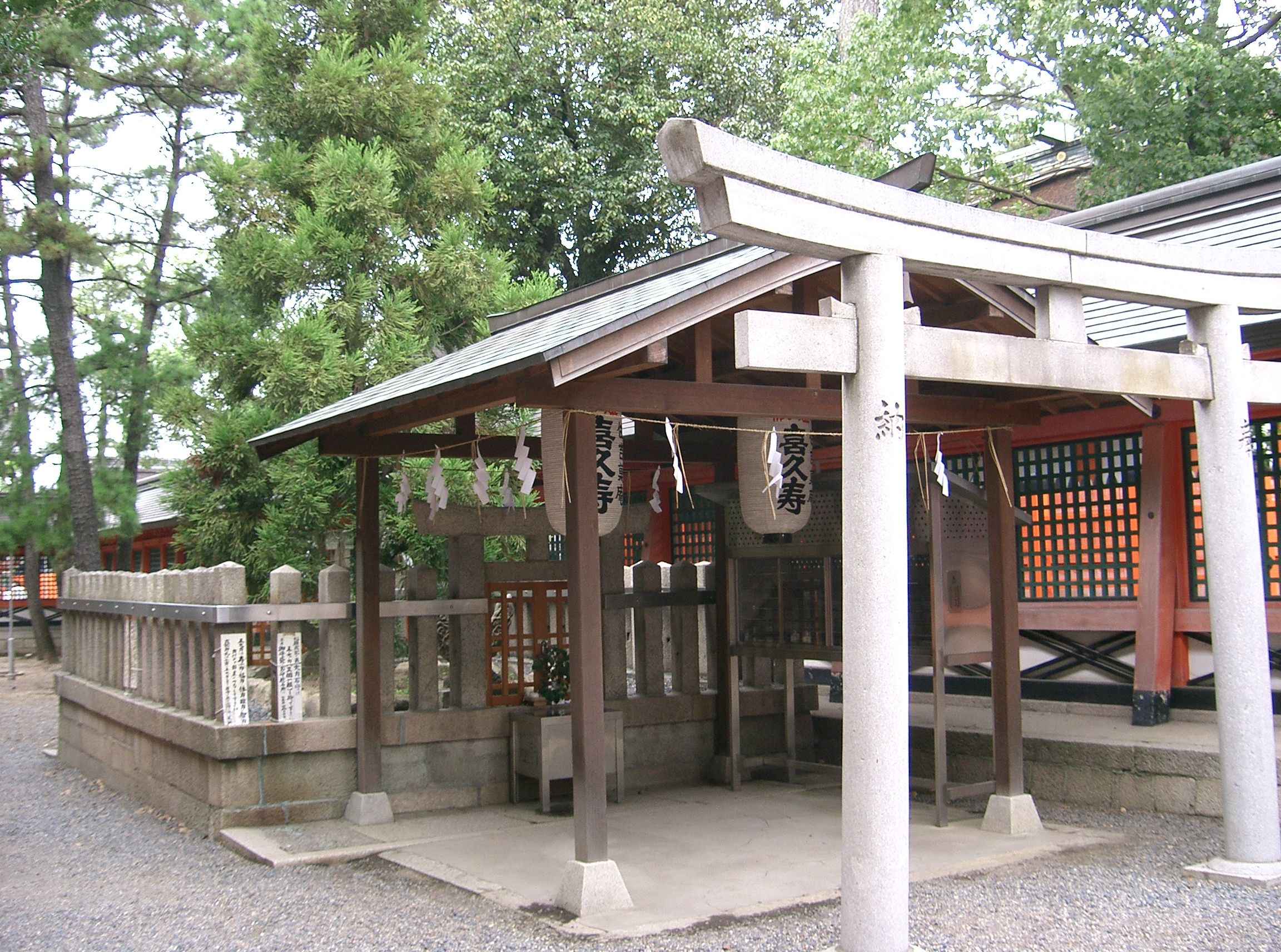
五所御前住吉神鎮座伝説地。

第一本宮の南側には五所御前（ごしょごぜん）という玉垣の区画があり、内側には杉の木が生育する。社伝では、神功皇后が住吉神の奉斎場所を探す際に3羽の鷺が杉の木にとまったので、この地を鎮座地に定めたという。元々は祭神来臨の神事を行うミアレ所（御阿礼所/御生所）であったとする説もある。現在は「高天原」とも称され、毎年5月初卯日（住吉大社創建伝承日）の卯之葉神事ではこの五所御前に卯の葉の玉串が捧げられる。五所御前では、「五」・「大」・「力」と書かれた石を拾い御守にすると願い事が叶うという信仰がある。
角鳥居近くにある誕生石（たんじょうせき）は、薩摩藩祖の島津忠久の誕生地と伝承される。その母の丹後局は、源頼朝の寵愛を受けるものの北条政子に捕まるが、本田次郎親経により難を逃れて住吉社に至り、この地で忠久を産んだと伝える。
境内南側には、御田（おんだ）と称される神田が広がる。毎年6月14日には御田植神事（国の重要無形民俗文化財）がこの田で行われる。

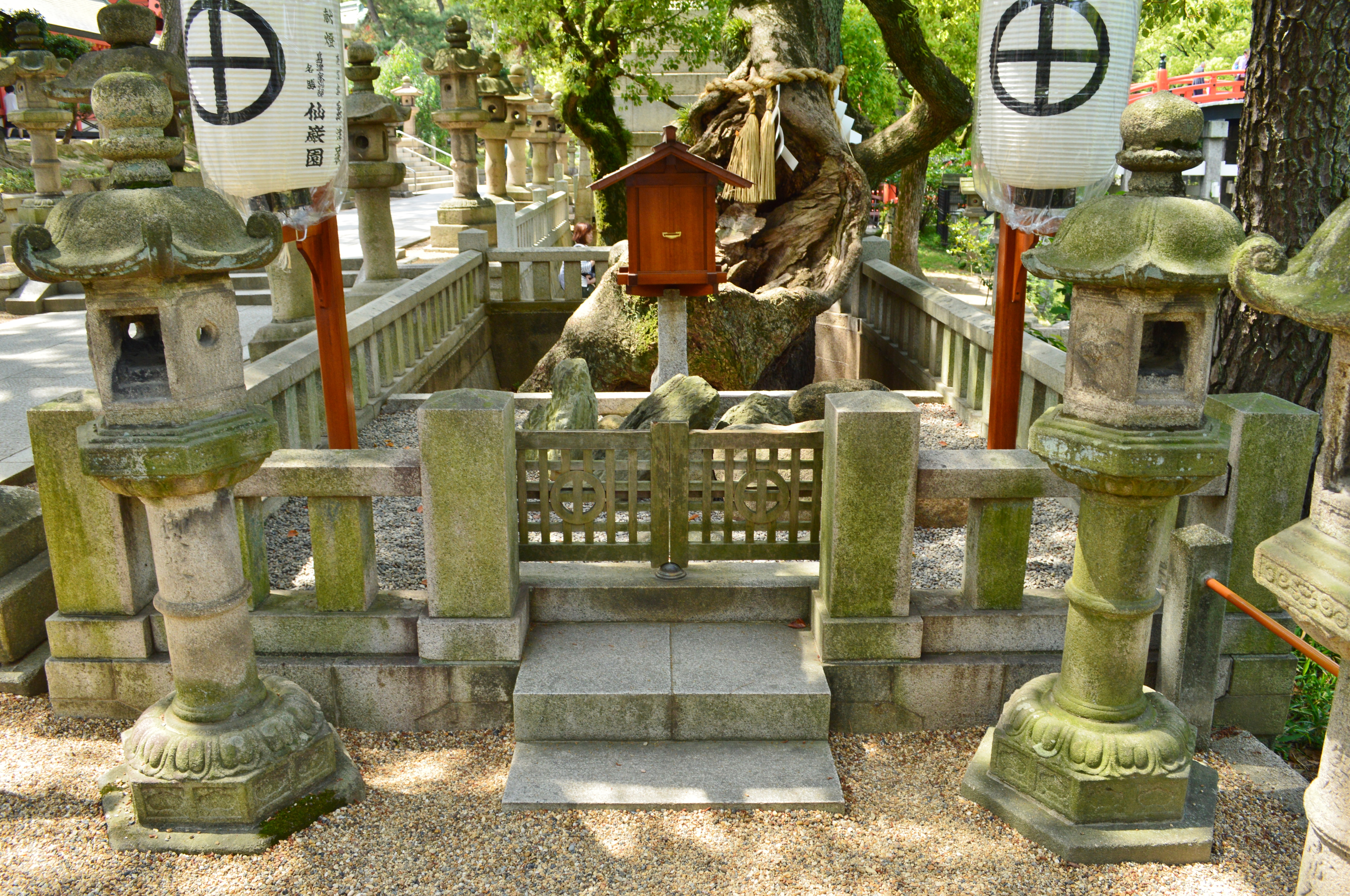
誕生石 島津忠久誕生伝説地。
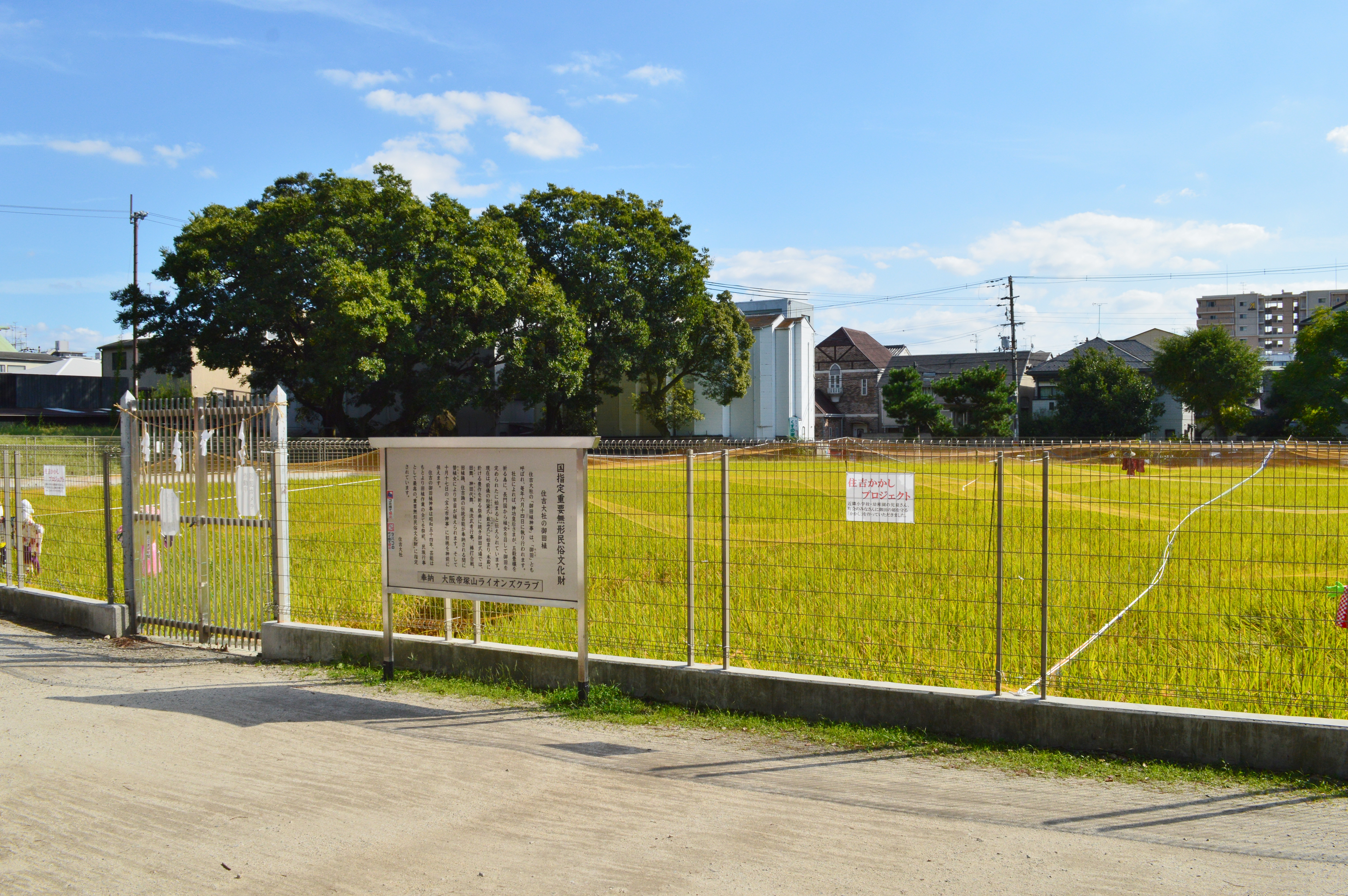
御田（神田）

### 概観
- 本殿 4棟
  - 第一本宮（国宝） - 文化7年（1810年）再建。
    - 幣殿及び渡殿（重要文化財） - 文化7年（1810年）再建。
    - 瑞垣及び門（国宝） - 文化7年（1810年）再建。

  - 第二本宮（国宝） - 文化7年（1810年）再建。
    - 幣殿及び渡殿（重要文化財） - 文化7年（1810年）再建。
    - 瑞垣及び門（国宝） - 文化7年（1810年）再建。

  - 第三本宮（国宝） - 文化7年（1810年）再建。
    - 幣殿及び渡殿（重要文化財） - 文化7年（1810年）再建。
    - 瑞垣及び門（国宝） - 文化7年（1810年）再建。

  - 第四本宮（国宝） - 文化7年（1810年）再建。
    - 幣殿及び渡殿（重要文化財） - 文化7年（1810年）再建。
    - 瑞垣及び門（国宝） - 文化7年（1810年）再建。
- 北瑞籬門（国登録有形文化財） - 江戸時代後期の造営、1963年（昭和38年）移築。
- 南瑞籬門（国登録有形文化財） - 江戸時代後期の造営、1963年（昭和38年）移築。
- 幸禄門 - 西北面の門。
- 幸壽門（幸寿門、国登録有形文化財） - 西面の門。社殿の正面に当たる。江戸時代前期の造営、1970年（昭和45年）移築。
- 角鳥居（国登録有形文化財） - 江戸時代前期の建立。扁額「住吉神社」は有栖川宮幟仁親王の筆。
- 幸福門（国登録有形文化財） - 西南面の門。江戸時代前期の造営、1970年（昭和45年）移築。
- 誕生石 - 薩摩藩祖の島津忠久の誕生地とされる。
- 池
- 反橋（太鼓橋） - 1981年（昭和56年）再建。石造の脚・梁部分は慶長年間（1596年 - 1615年）に豊臣秀頼もしくは母の淀殿による再建。
- 北絵馬殿（国登録有形文化財） - 1929年（昭和4年）再建。
- 南絵馬殿（国登録有形文化財） - 1929年（昭和4年）再建。
- 神馬舎（国登録有形文化財） - 1931年（昭和6年）再建。
- 祓殿
- 神楽殿
- 祈祷殿
- 社務所
- 住吉文華館 - 1977年（昭和52年）築。
- 御文庫（国登録有形文化財） - 享保8年（1723年）築。昭和時代前期に移築。
- 吉祥殿
- 東門
- 北高蔵（重要文化財） - 慶長12年（1607年）に豊臣秀頼により再建。
- 南高蔵（重要文化財） - 慶長12年（1607年）に豊臣秀頼により再建。
- 東小門
- 五所御前 - 住吉神鎮座伝説地。
- 南中門（国登録有形文化財） - 江戸時代後期の造営、1963年（昭和38年）移築。
- 斎館（国登録有形文化財） - 文政11年（1828年）再建で、1915年（大正4年）に移築。
- 神館（国登録有形文化財） - 1915年（大正4年）築。
- 神館西門（国登録有形文化財） - 文政11年（1828年）造営で、明治時代中期に移築。
- 池
- 石舞台（重要文化財） - 慶長12年（1607年）に豊臣秀頼により再建。
- 東楽所（重要文化財） - 慶長12年（1607年）に豊臣秀頼により再建。
- 西楽所（重要文化財） - 慶長12年（1607年）に豊臣秀頼により再建。
- 南門（重要文化財） - 慶長12年（1607年）に豊臣秀頼により再建。
- 庭園「卯の花苑」
- 住吉武道館
- 御田
- 五月殿（国登録有形文化財） - 1936年（昭和11年）造営。
- 南手水舎（国登録有形文化財） - 江戸時代末期の造営。
- 北大鳥居（国登録有形文化財） - 江戸時代前期の造営で、明治時代前期に移築。
- 北脇参道角鳥居（国登録有形文化財） - 1919年（大正8年）造営。
- 西大鳥居（国登録有形文化財） - 江戸時代前期の造営。
- 南大鳥居（国登録有形文化財） - 江戸時代前期の造営。
- 南脇参道角鳥居（国登録有形文化財） - 1919年（大正8年）造営。

## 摂末社
摂末社は、摂社4社（いずれも境内社）・末社25社（境内21社、境外4社）の計29社。そのほかに祠がある。

### 摂社

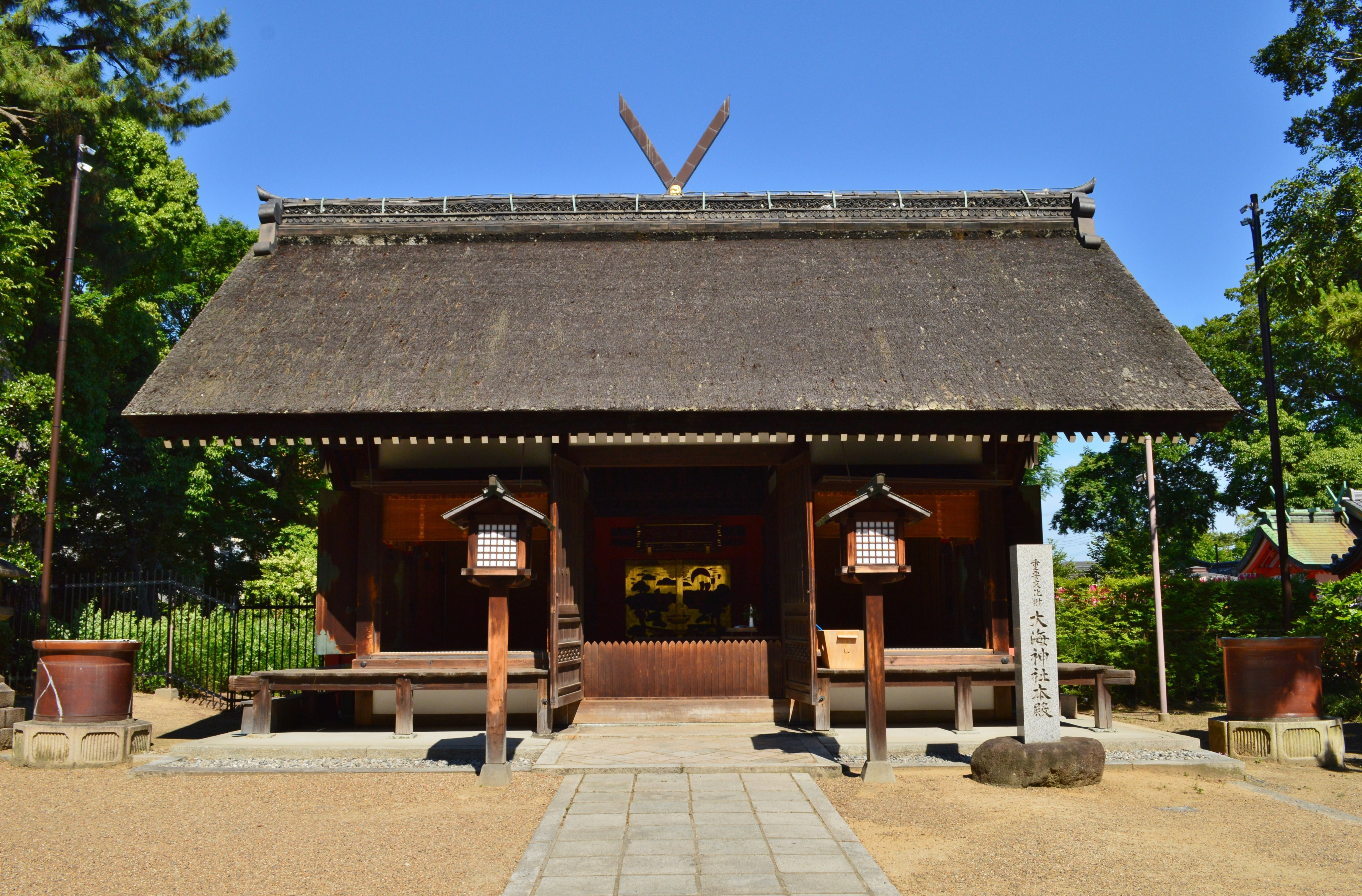
大海神社本殿・渡殿・幣殿は重要文化財。

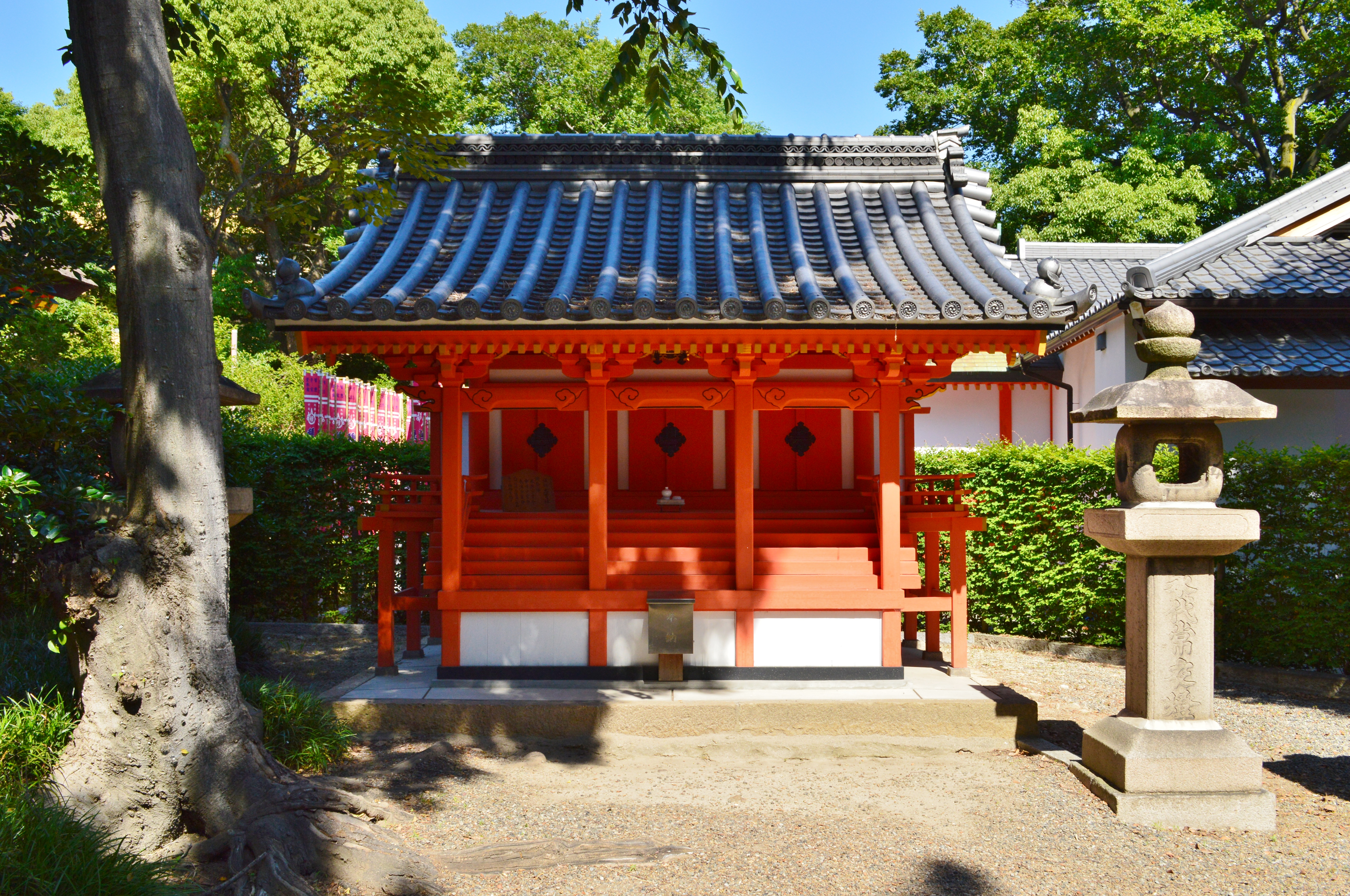
志賀神社

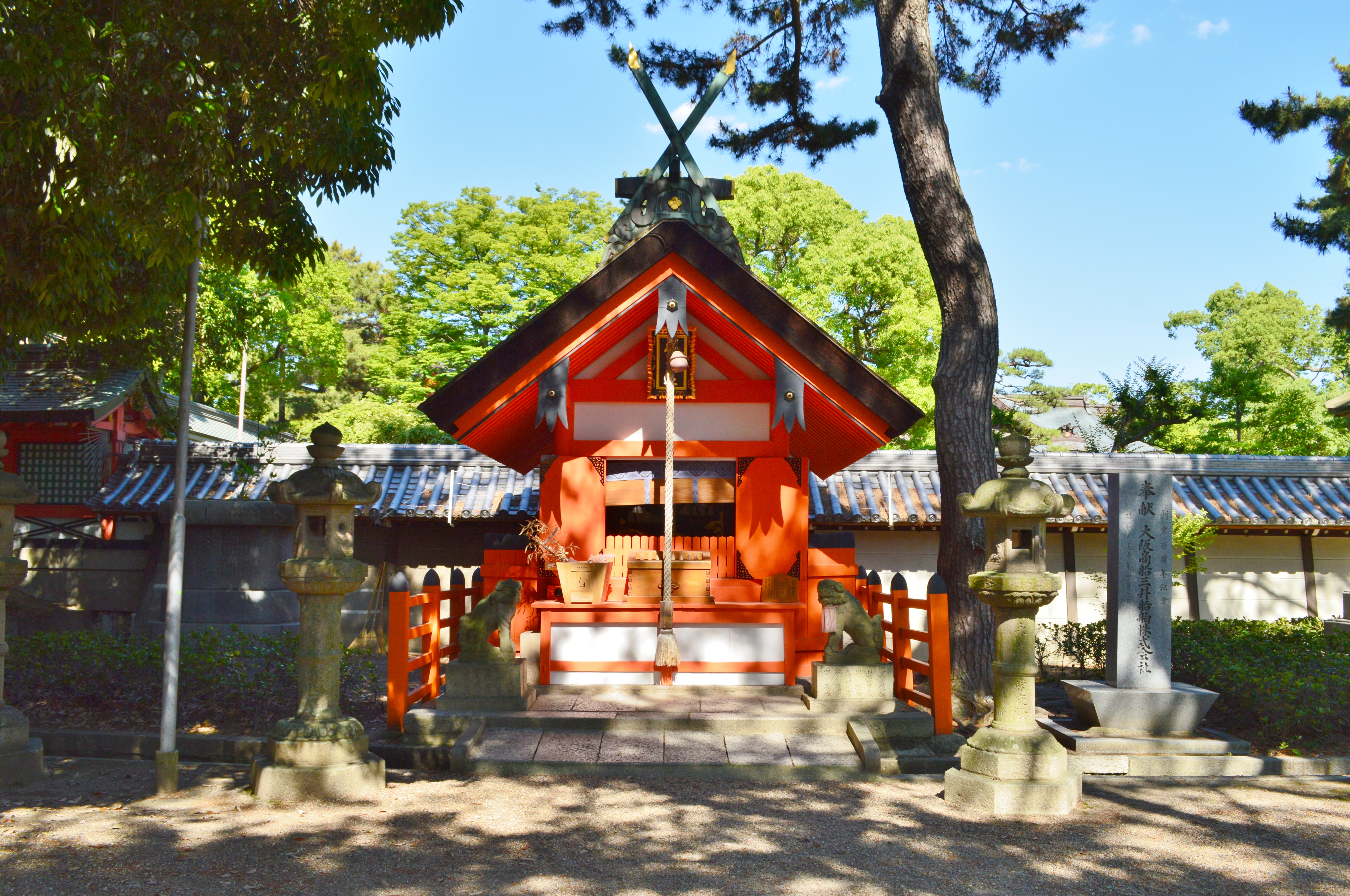
船玉神社

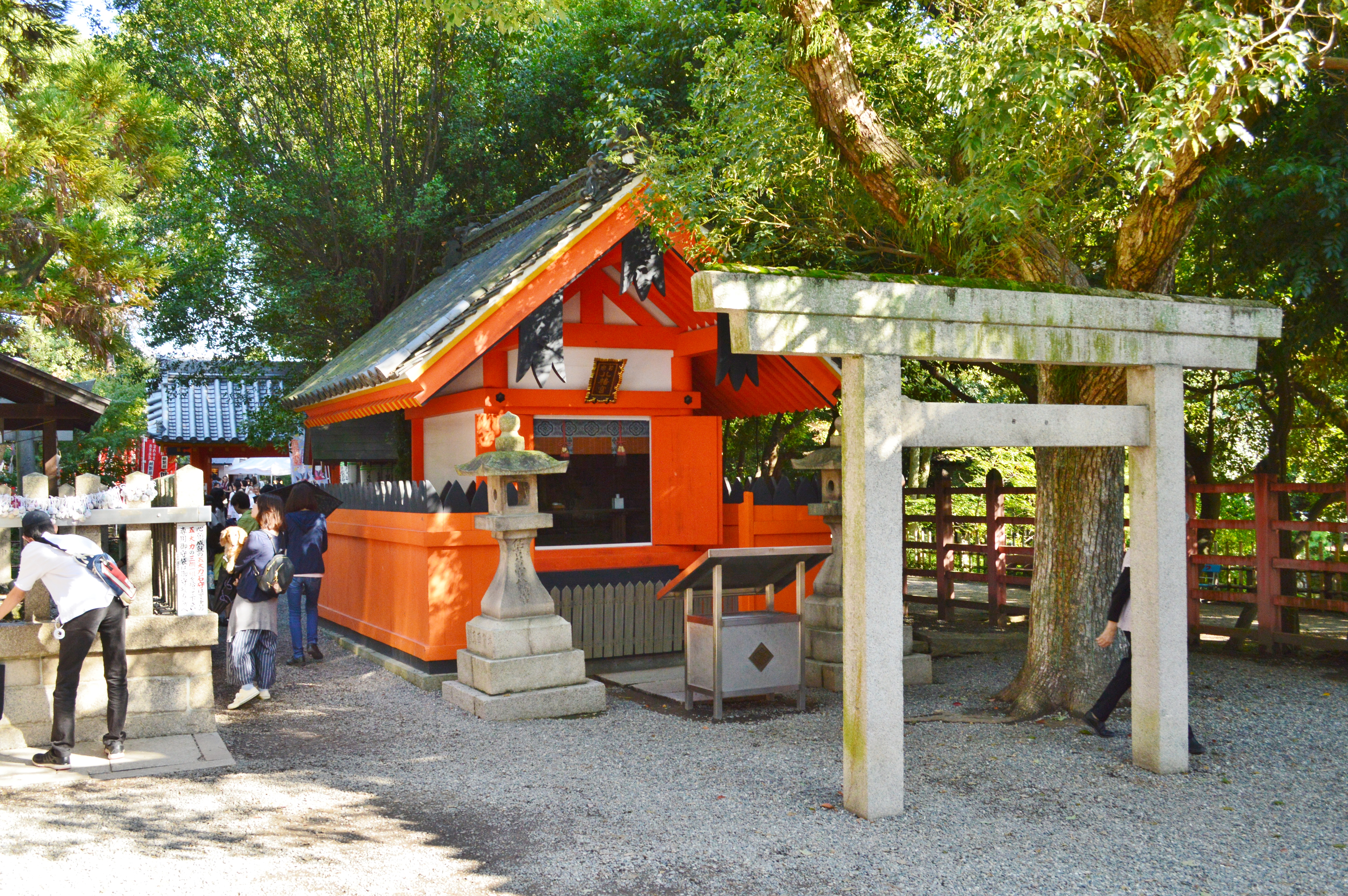
若宮八幡宮

大海神社
- 祭神：豊玉彦命、豊玉姫命
- 社格：式内社「大海神社二座」
- 例祭：10月13日

「だいかいじんじゃ」。第一の摂社。境内北寄りにおいて本宮同様に西面して鎮座する（北緯34度36分50.05秒 東経135度29分37.21秒 / 北緯34.6139028度 東経135.4936694度）。『延喜式』神名帳では「元名津守安人神」とあるが、これを「氏人神」と校訂して津守氏の氏神社とする説のほか、『住吉大社神代記』にも「津守安必登神」と見えるため「安人神/安必登神 = 現人神」と解釈して津守氏の現人神信仰の神社とする説がある（詳細は「大海神社」を参照）。
社殿は本宮社殿とともに西面する。本殿は本宮本殿と同様の住吉造であるが、本宮本殿よりも古い江戸時代中期の宝永5年（1708年）の造営で、重要文化財に指定されている。また幣殿・渡殿（宝永5年（1708年）造営）、西門（江戸時代前期の造営）も重要文化財に指定。
北小門（国登録有形文化財）は江戸時代後期の造営で、明治時代前期に移築したもの。南小門（国登録有形文化財）は江戸時代後期の造営で、1881年（明治14年）頃に移築。社前には「玉の井」と称される井戸がある。
志賀神社
- 祭神：底津少童命、中津少童命、表津少童命
- 例祭：9月9日

「しがじんじゃ」。境内北寄りの大海神社近くに西面して鎮座する（北緯34度36分49.53秒 東経135度29分36.98秒 / 北緯34.6137583度 東経135.4936056度）。祭神の綿津見三神（海三神）は住吉三神とともに禊祓で生まれた海の神で、阿曇氏祖神。志賀海神社（福岡県福岡市）を本社とする。本殿（国登録有形文化財）は江戸時代中期の造営で、1963年（昭和38年）に移築。
船玉神社
- 祭神：天鳥船命、猿田彦神
- 社格：式内社「船玉神社」
- 例祭：10月21日

「ふねたまじんじゃ」。本宮南西、瑞垣外（幸福門外）において西面して鎮座するが（北緯34度36分43.73秒 東経135度29分33.72秒 / 北緯34.6121472度 東経135.4927000度）、1970年（昭和45年）までは第四本宮の社前に鎮座した。元々の祭神を住吉神の荒魂とする説もある。『住吉大社神代記』では紀伊の志麻神・静火神・伊達神（和歌山県和歌山市の志磨神社・静火神社・伊達神社）の本社とする。本殿（国登録有形文化財）は明治時代前期の造営で、1970年（昭和45年）に移築。
若宮八幡宮
- 祭神：応神天皇、武内宿禰
- 例祭：1月12日

「わかみやはちまんぐう」。本宮南側、五所御前の南側において西面して鎮座する（北緯34度36分43.78秒 東経135度29分38.17秒 / 北緯34.6121611度 東経135.4939361度）。祭神の応神天皇は神功皇后の子。1月12日の例祭では湯立神楽が奉納される。本殿（国登録有形文化財）は江戸時代後期の造営。鳥居（国登録有形文化財）は1907年（明治40年）造営。
なお、江戸時代には住吉大社北方の生根神社も摂社とされていたが、1872年（明治5年）に分離独立した。

### 末社
境内社

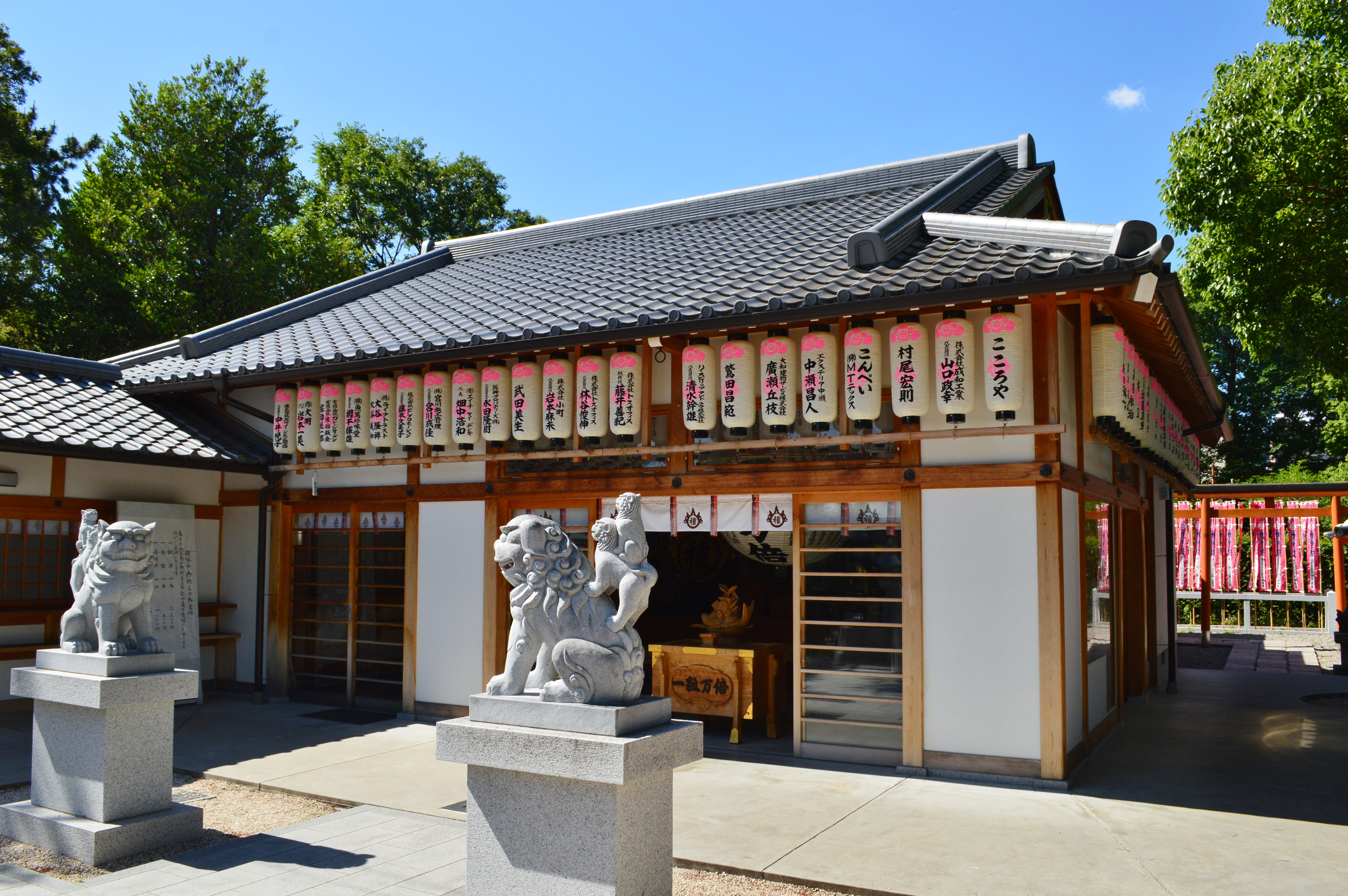
種貸社

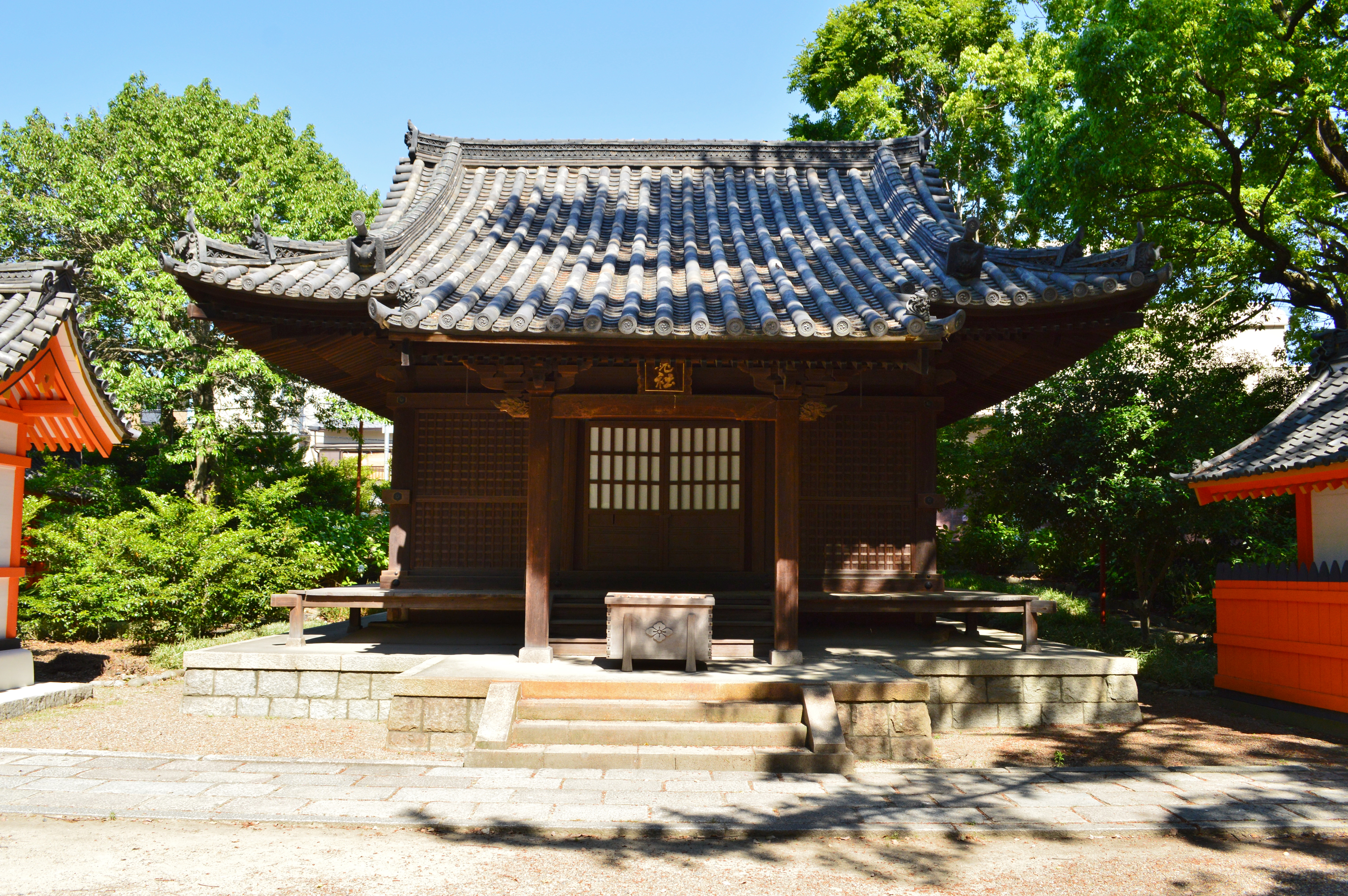
招魂社（旧護摩堂）
（重要文化財）

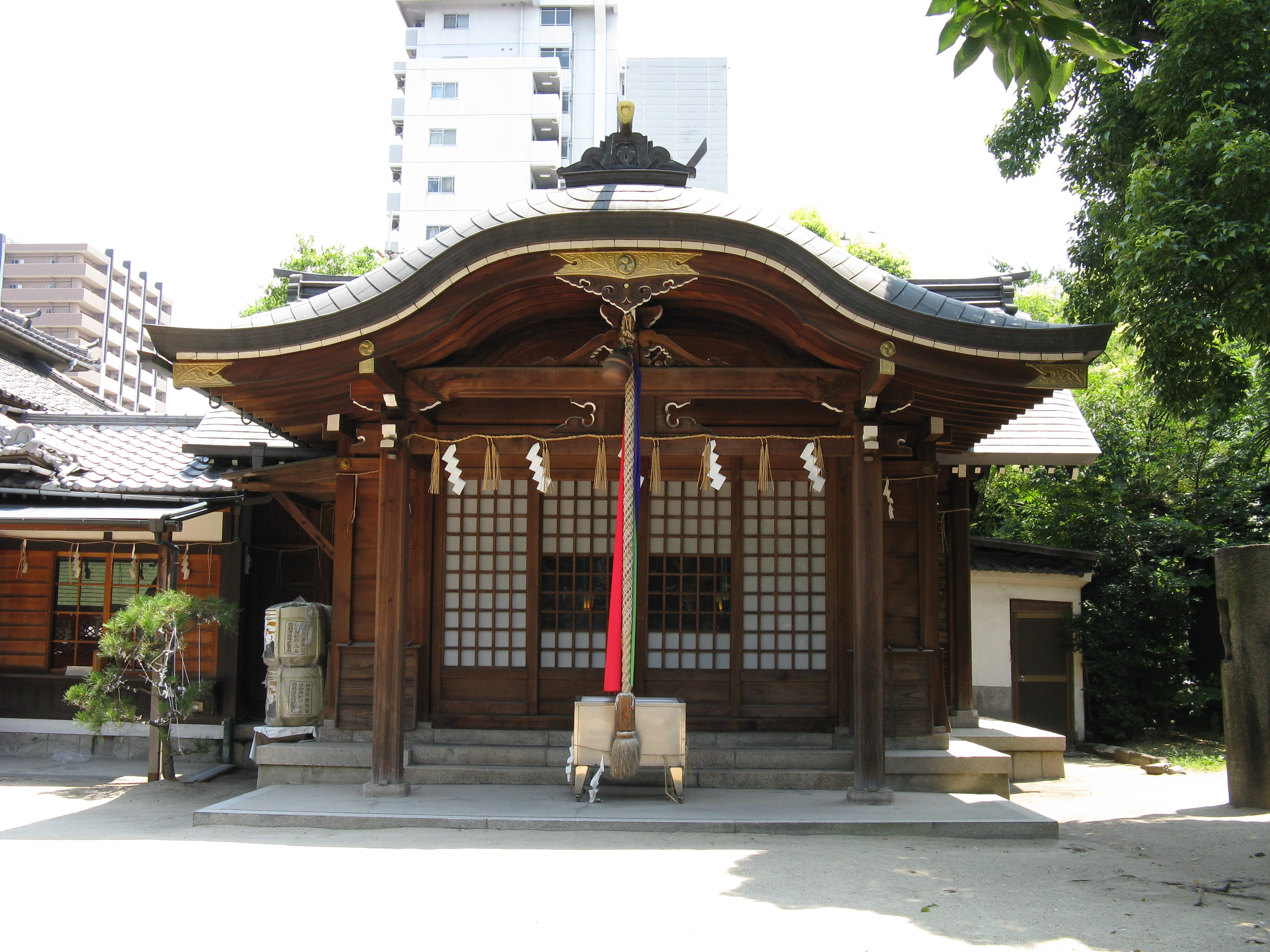
宿院頓宮住吉祭の御旅所。

- 楯社（たてしゃ） - 祭神：武甕槌命。例祭：9月1日。
- 鉾社（ほこしゃ） - 祭神：経津主命。例祭：4月14日。
- 侍者社（おもとしゃ） - 祭神：田裳見宿禰、市姫命。例祭：2月5日。本殿・拝所・神饌所はそれぞれ国登録有形文化財で、文政5年（1822年）に造営したもの。1930年（昭和5年）に改修。
- 后土社（ごうどしゃ） - 祭神：土御祖神。例祭：10月19日。本殿（国登録有形文化財）は江戸時代後期の造営で、昭和時代中期に移築したもの。
- 楠珺社（なんくんしゃ） - 祭神：宇迦魂命。例祭：5月辰日。本殿（国登録有形文化財）は1954年（	昭和29年）建立。拝殿（国登録有形文化財）は1956年（昭和31年）建立。
- 市戎・大国社（いちえびす・だいこくしゃ） - 祭神：事代主命、大国主命。例祭：1月10日。
- 種貸社（たねかししゃ） - 祭神：倉稲魂命。例祭：4月9日。
元は長居町に鎮座した式内社「多米神社」で（北緯34度36分45.58秒 東経135度30分45.51秒 / 北緯34.6126611度 東経135.5126417度）、多米氏（ためうじ、多米連）の氏神とされる[64]。明暦元年（1655年）に住吉大社境内に移転[64]。
- 児安社（こやすしゃ） - 祭神：興台産霊神。例祭：9月19日。
- 海士子社（あまごしゃ） - 祭神：鵜茅葺不合尊。例祭：2月1日。
- 龍社（たつしゃ、御井社） - 祭神：水波野女神。例祭：10月16日。本殿（国登録有形文化財）は江戸時代後期の造営で、1929年（昭和4年）に移築。
- 八所社（はっしょしゃ） - 祭神：素盞鳴尊。例祭：6月15日。
- 新宮社（しんぐうしゃ） - 祭神：伊邪那美命、事解男命、速玉男命。例祭：5月17日。熊野九十九王子の旧津守王子を合祀したとする説がある（詳細は「津守王子」参照）。
- 立聞社（たちぎきしゃ、長岡社） - 祭神：天児屋根命。例祭：2月1日。本殿（国登録有形文化財）は文政11年（1828年）に造営で、1952年（昭和27年）に移築したもの。
- 貴船社（きふねしゃ） - 祭神：高龗神。例祭：6月1日。本殿（国登録有形文化財）は江戸時代後期の造営で、昭和時代中期に移築。
- 星宮（ほしみや） - 祭神：国常立命。例祭：7月7日。
- 五社（ごしゃ） - 祭神：大領、板屋、狛、津、高木、大宅、神奴祖神。例祭：4月初申日・11月初申日。本殿（国登録有形文化財）は1964年（昭和39年）建立。
- 薄墨社（うすずみしゃ） - 祭神：国基霊神（第39代神主津守国基）。例祭：8月7日。
- 斯主社（このぬししゃ） - 祭神：国盛霊神（第43代神主津守国盛）。例祭：7月21日。
- 今主社（いまぬししゃ） - 祭神：国助霊神（第48代神主津守国助）。例祭：1月27日。
- 招魂社（しょうこんしゃ） - 祭神：諸霊神。例祭：春分日・秋分日。
社殿は元は旧神宮寺護摩堂で、鬼瓦銘から江戸時代前期の元和5年（1619年）の造営とされる。形式は桁行三間・梁間三間、入母屋造で、前面に向拝一間を付し、屋根は本瓦葺。境内に唯一残る仏教建築になる。重要文化財に指定されている[65][37]。

境外社
- 大歳社（おおとししゃ、大阪市住吉区墨江、北緯34度36分37.36秒 東経135度29分40.37秒） - 祭神：大歳神。式内社「草津大歳神社」論社[注 4]。例祭：10月9日。
- 浅沢社（あささわしゃ、大阪市住吉区上住吉、北緯34度36分38.56秒 東経135度29分40.10秒） - 祭神：市杵島姫命。例祭：6月17日。
- 港住吉神社（みなとすみよしじんじゃ、大阪市港区築港、北緯34度39分12.36秒 東経135度26分18.56秒） - 祭神：住吉大神。例祭：7月15日。
  - 港住吉神社境内社：楠玉稲荷社 - 祭神：倉稲魂神。
- 宿院頓宮（しゅくいんとんぐう、堺市堺区宿院町東、北緯34度34分29.31秒 東経135度28分22.35秒） - 祭神：住吉大神、神功皇后、大鳥大神。住吉祭の御旅所。

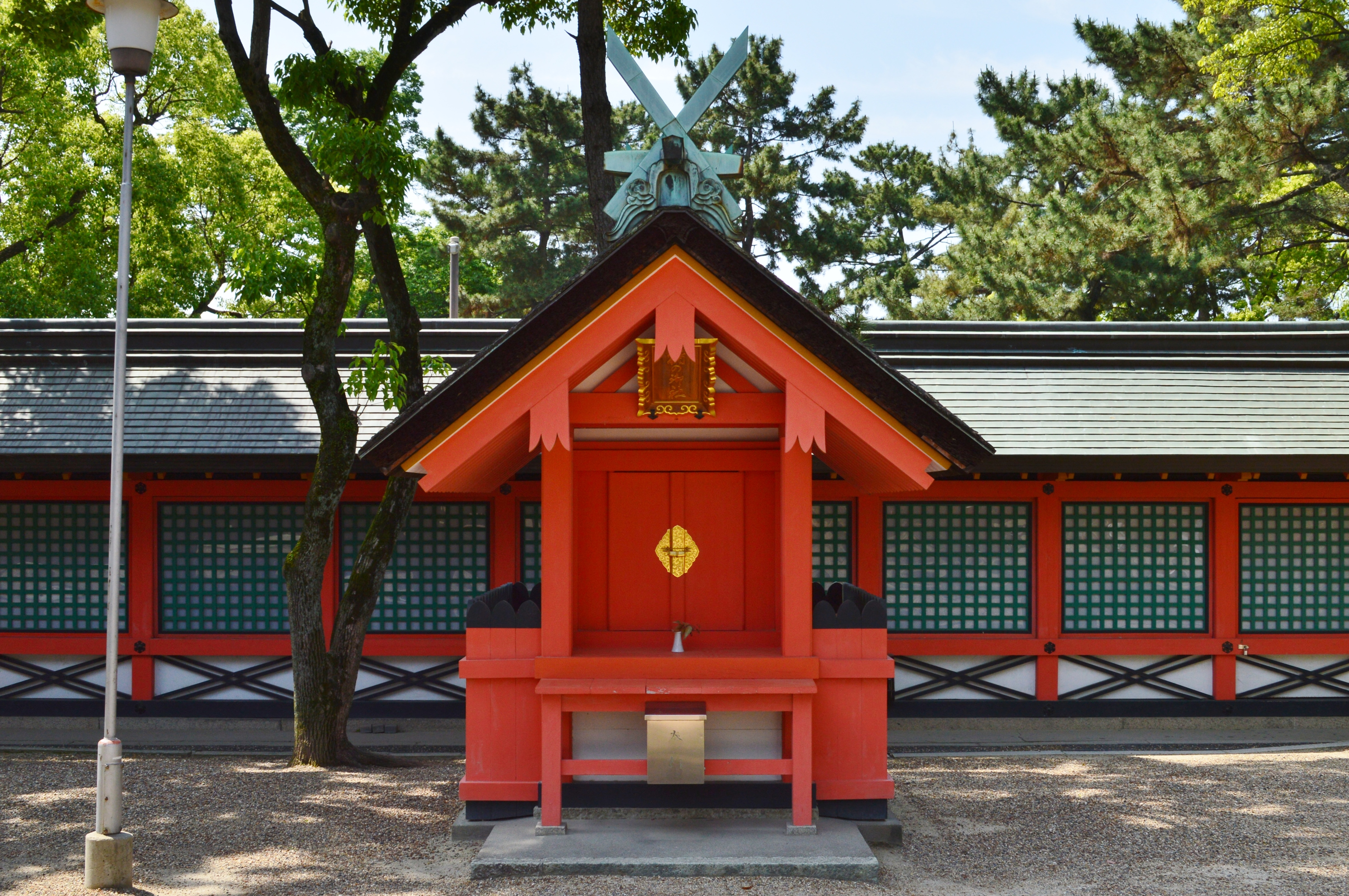
楯社
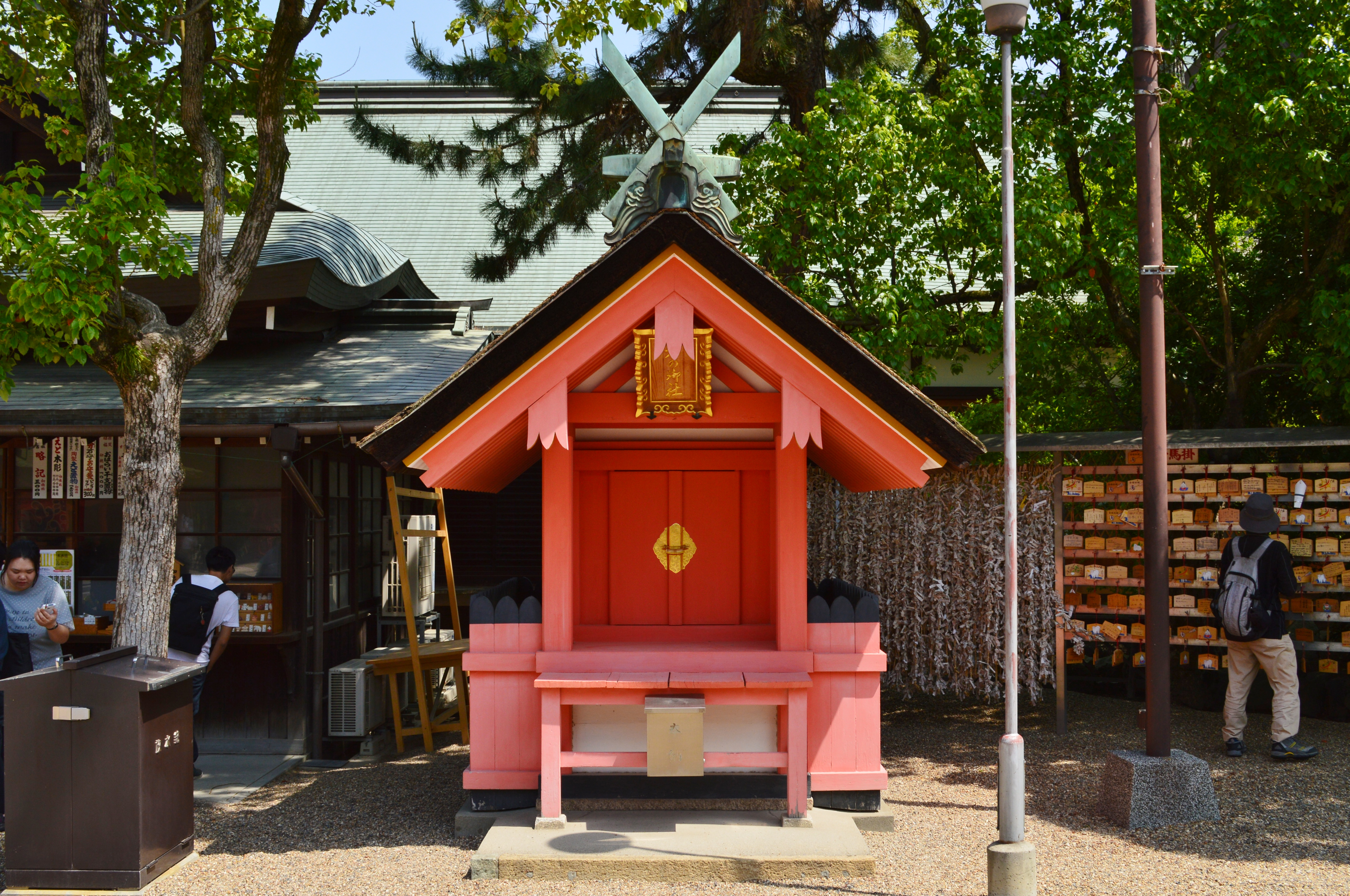
鉾社
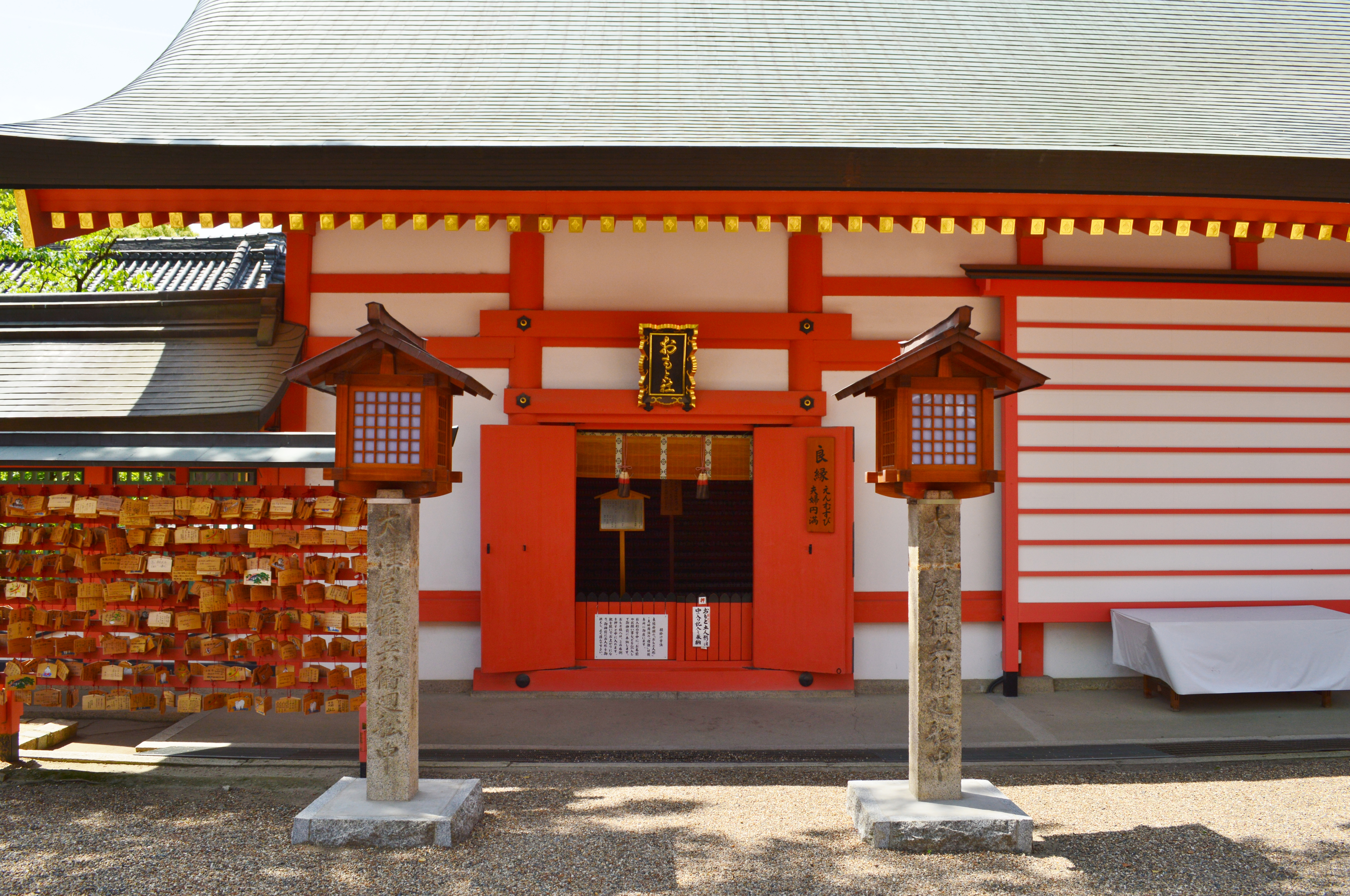
侍者社
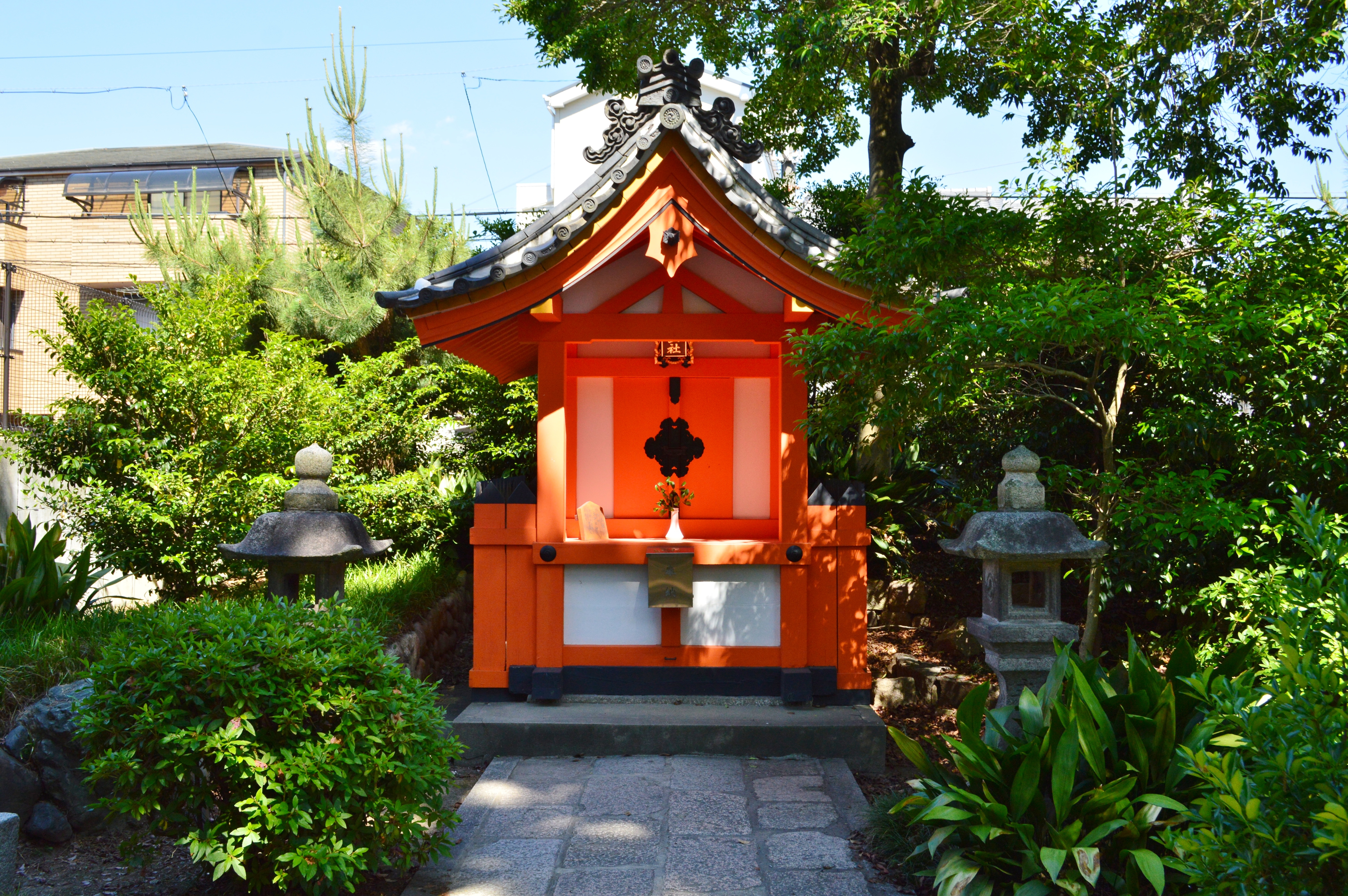
后土社
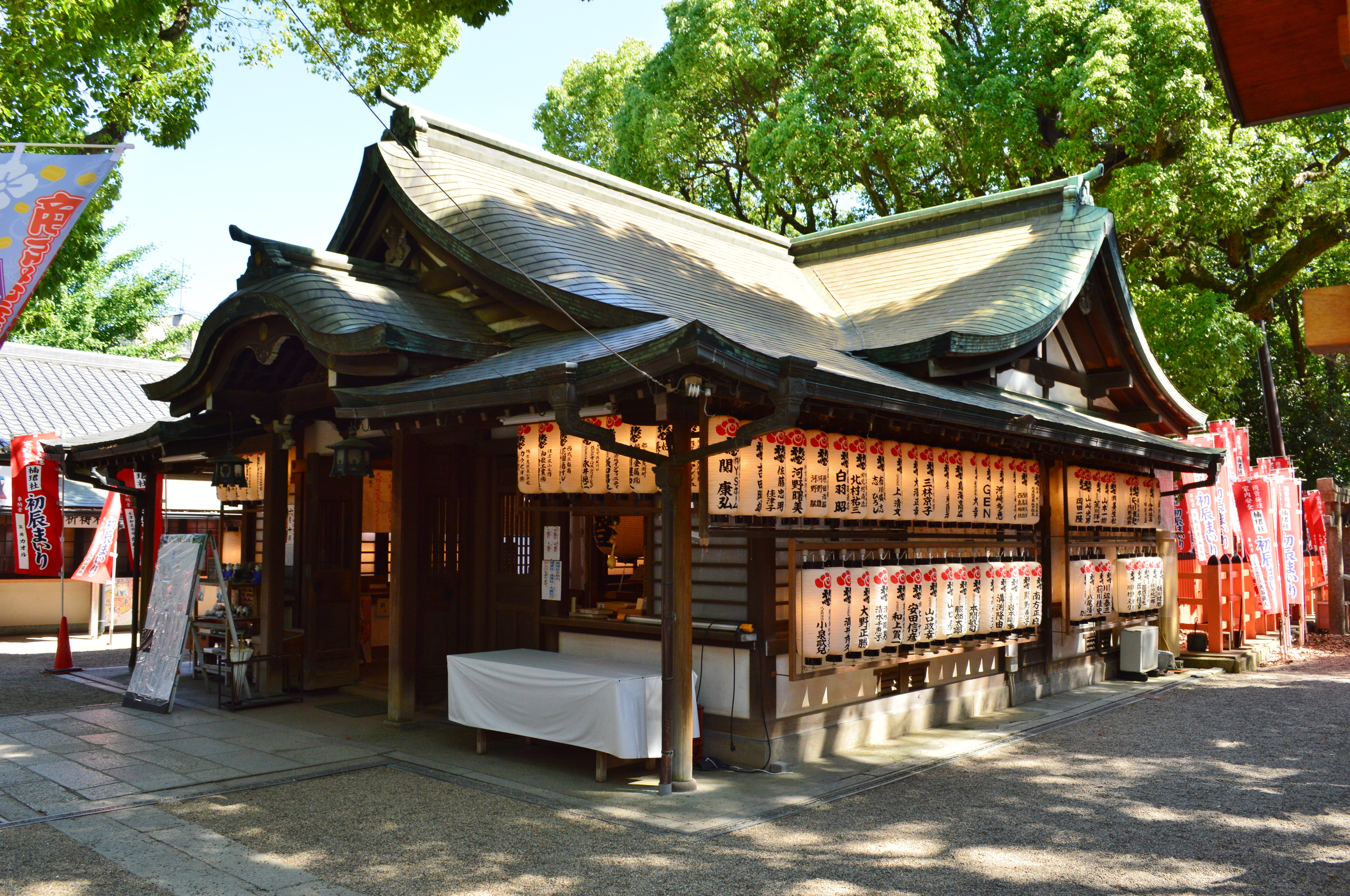
楠珺社
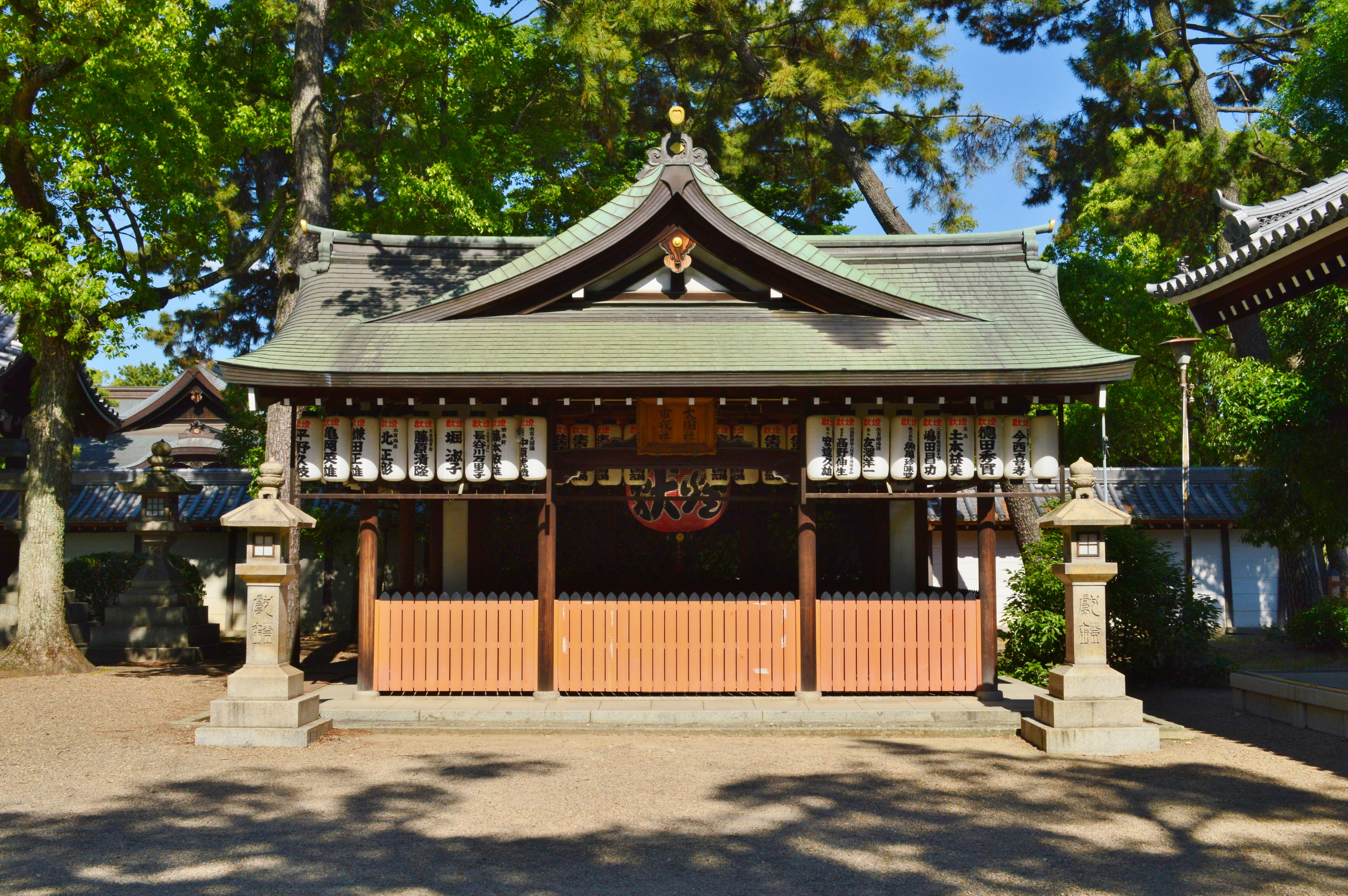
市戎・大国社
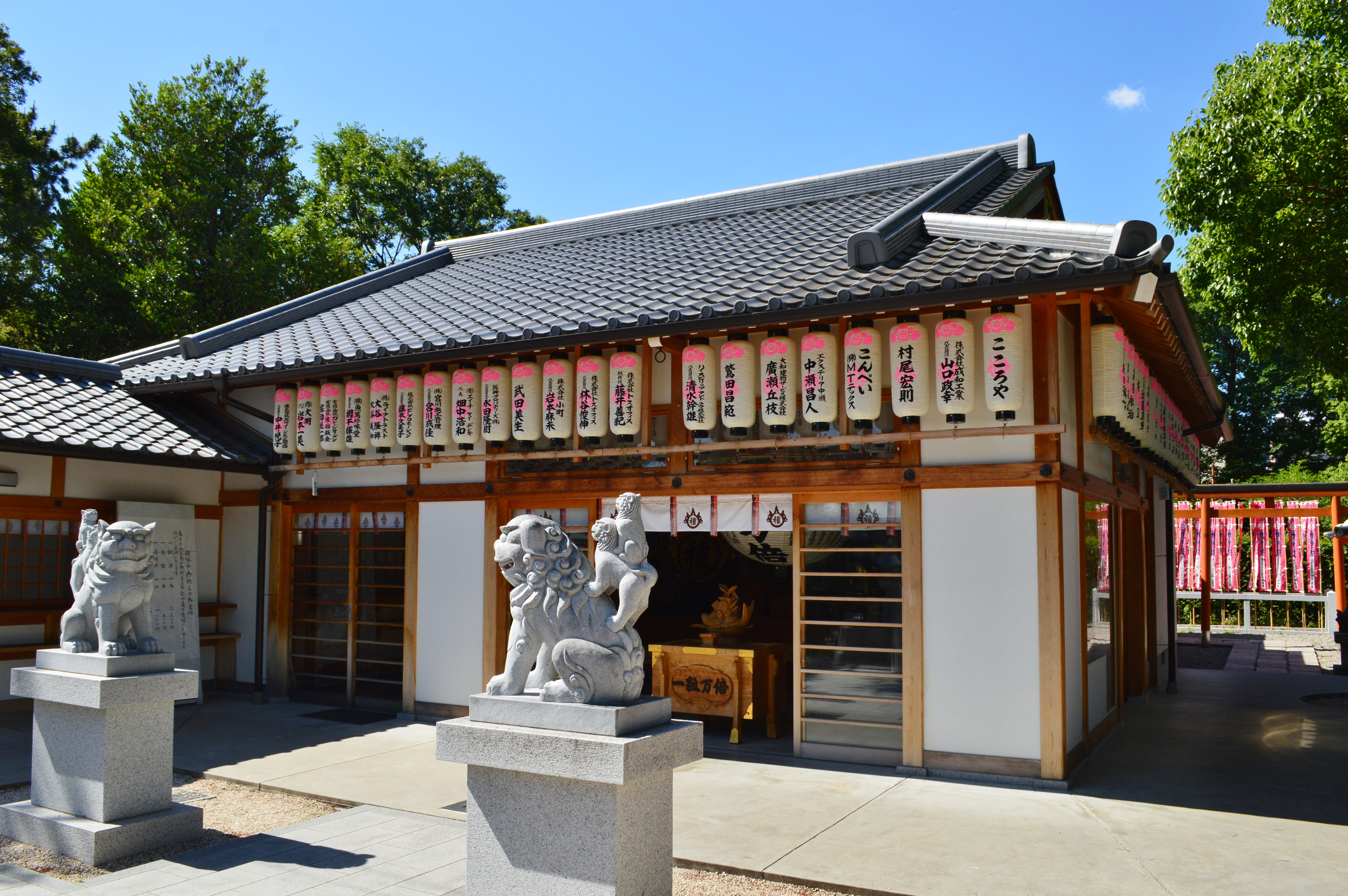
種貸社
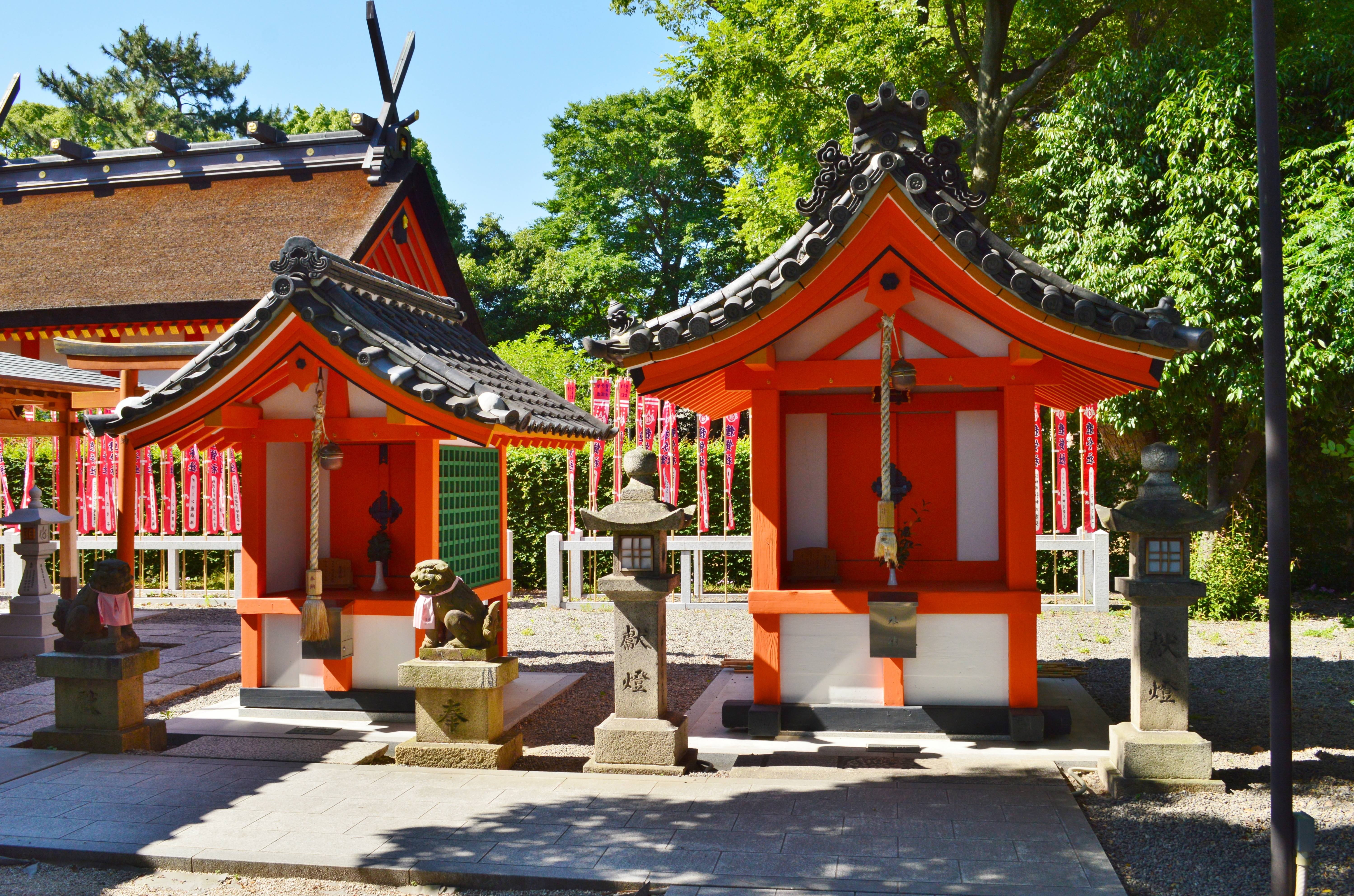
児安社（左）・海士子社（右）
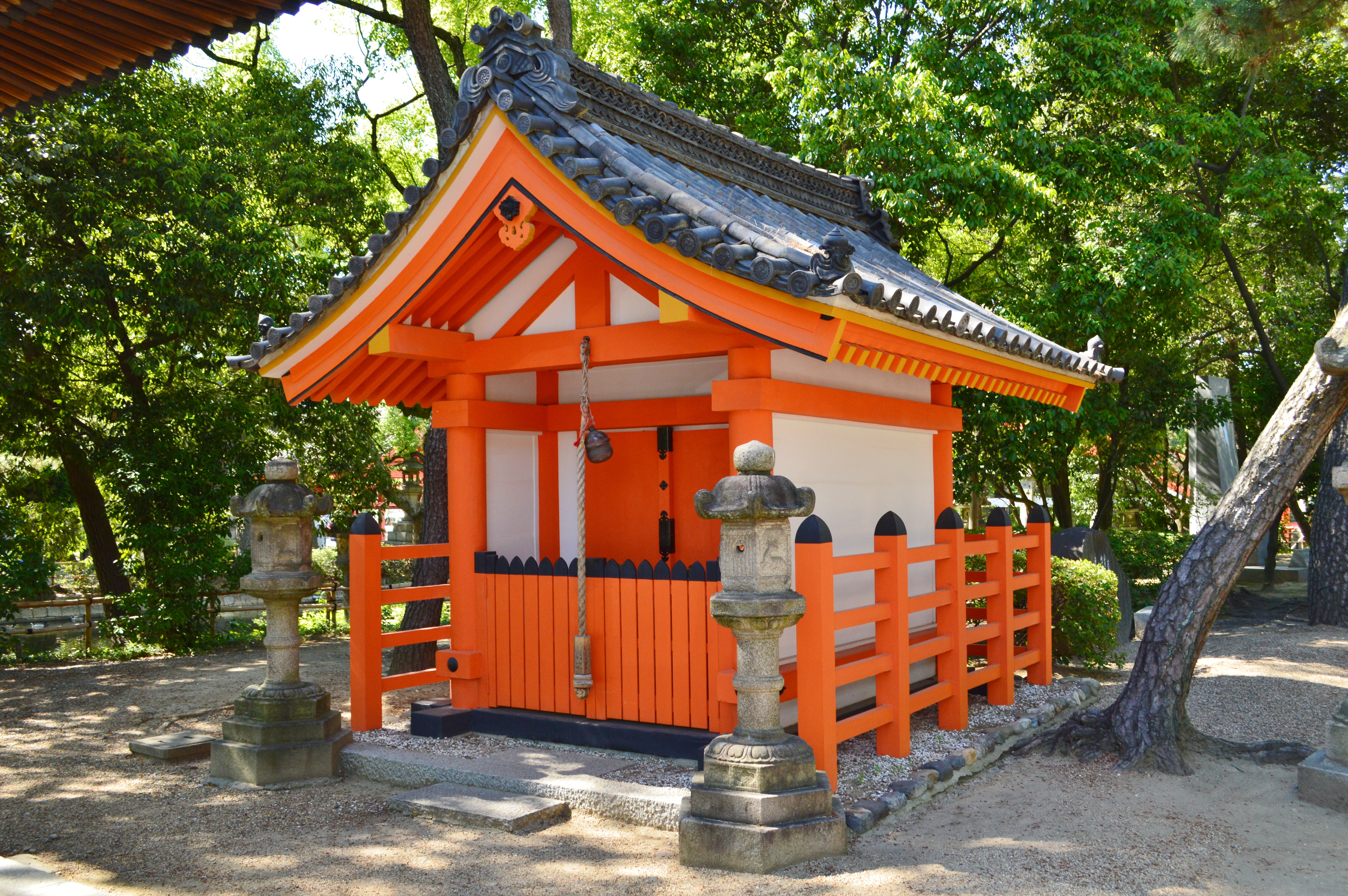
龍社
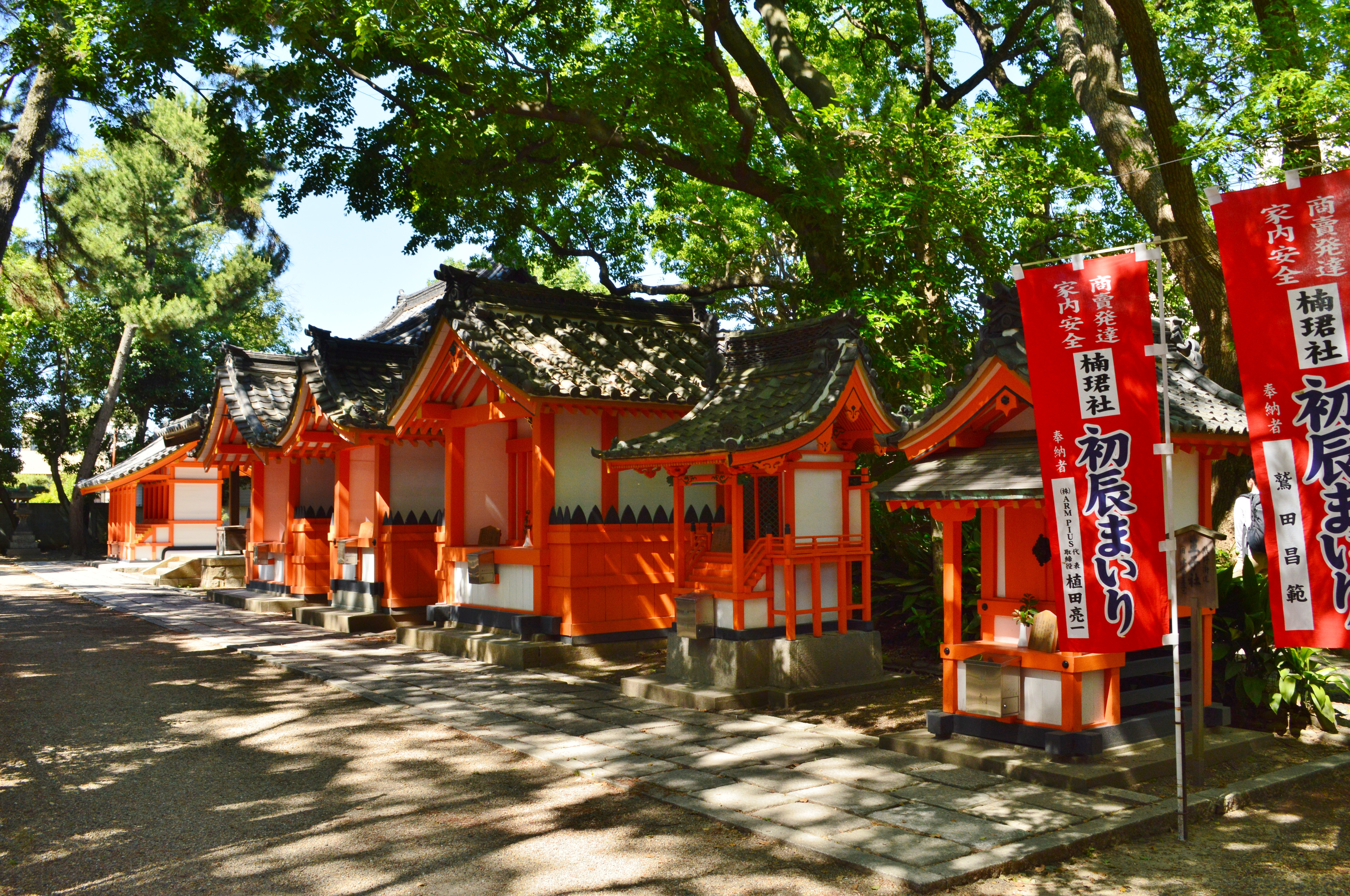
（右手前から）新宮社・八所社・今主社・斯主社・薄墨社
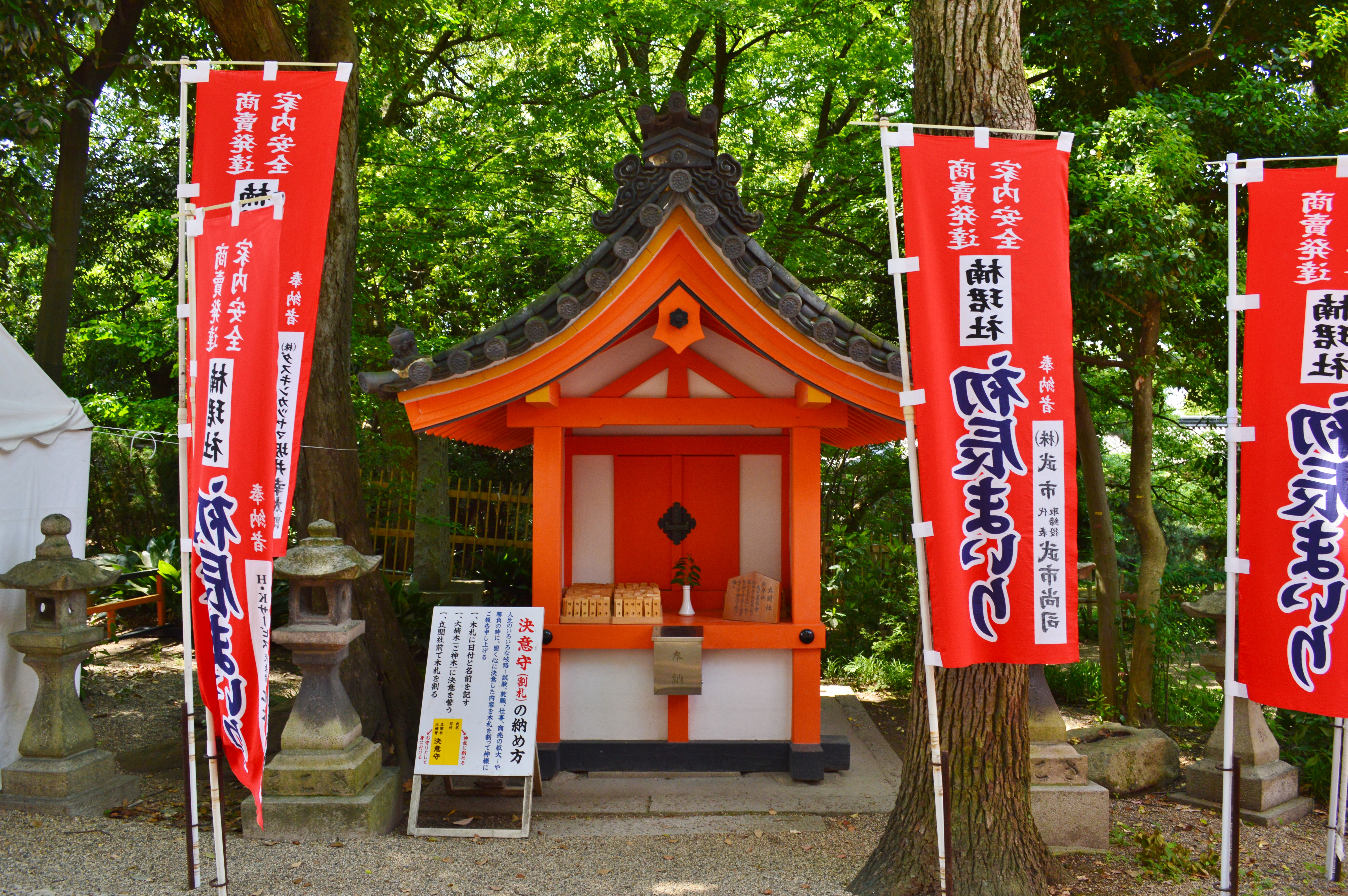
立聞社
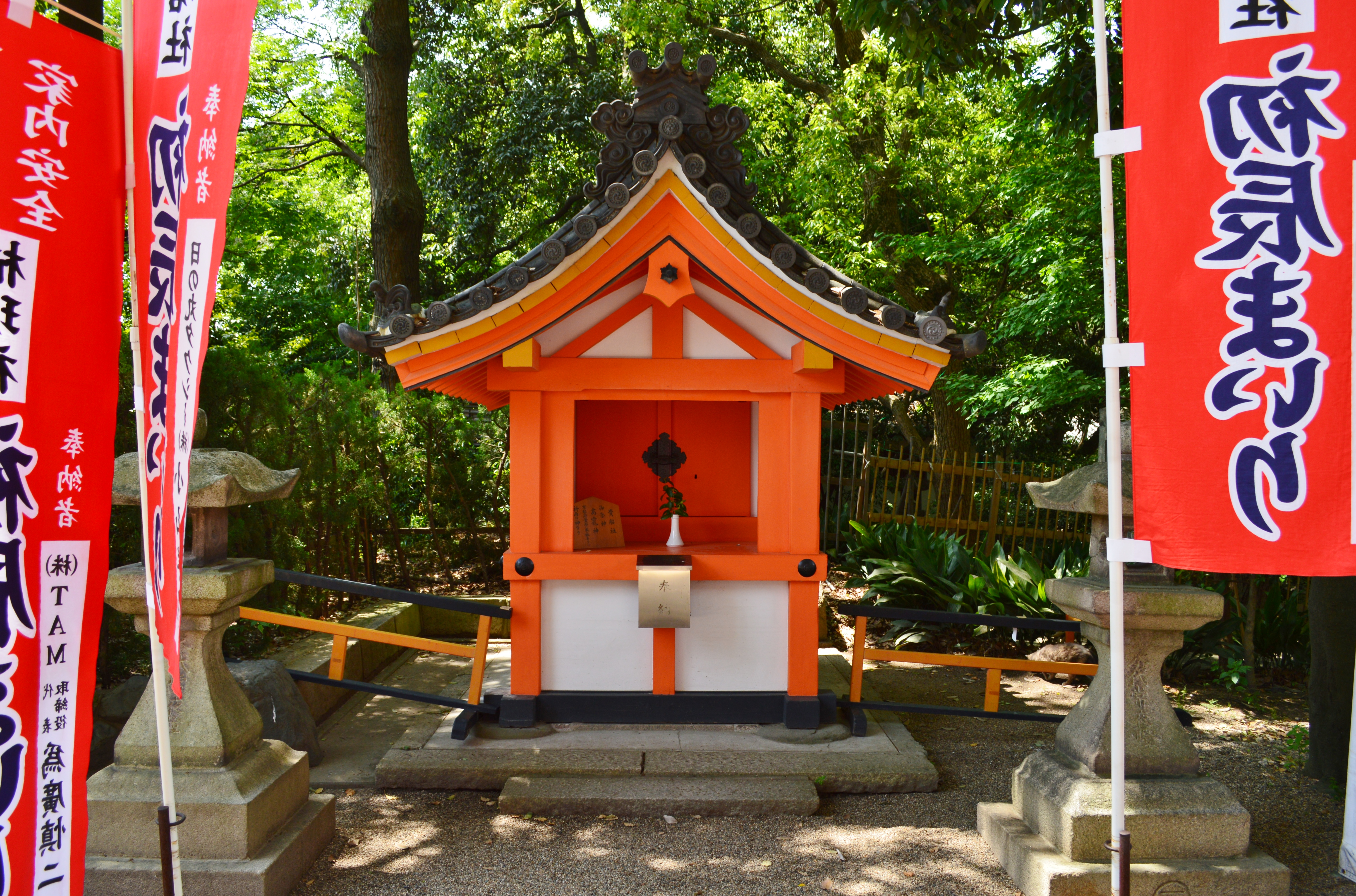
貴船社
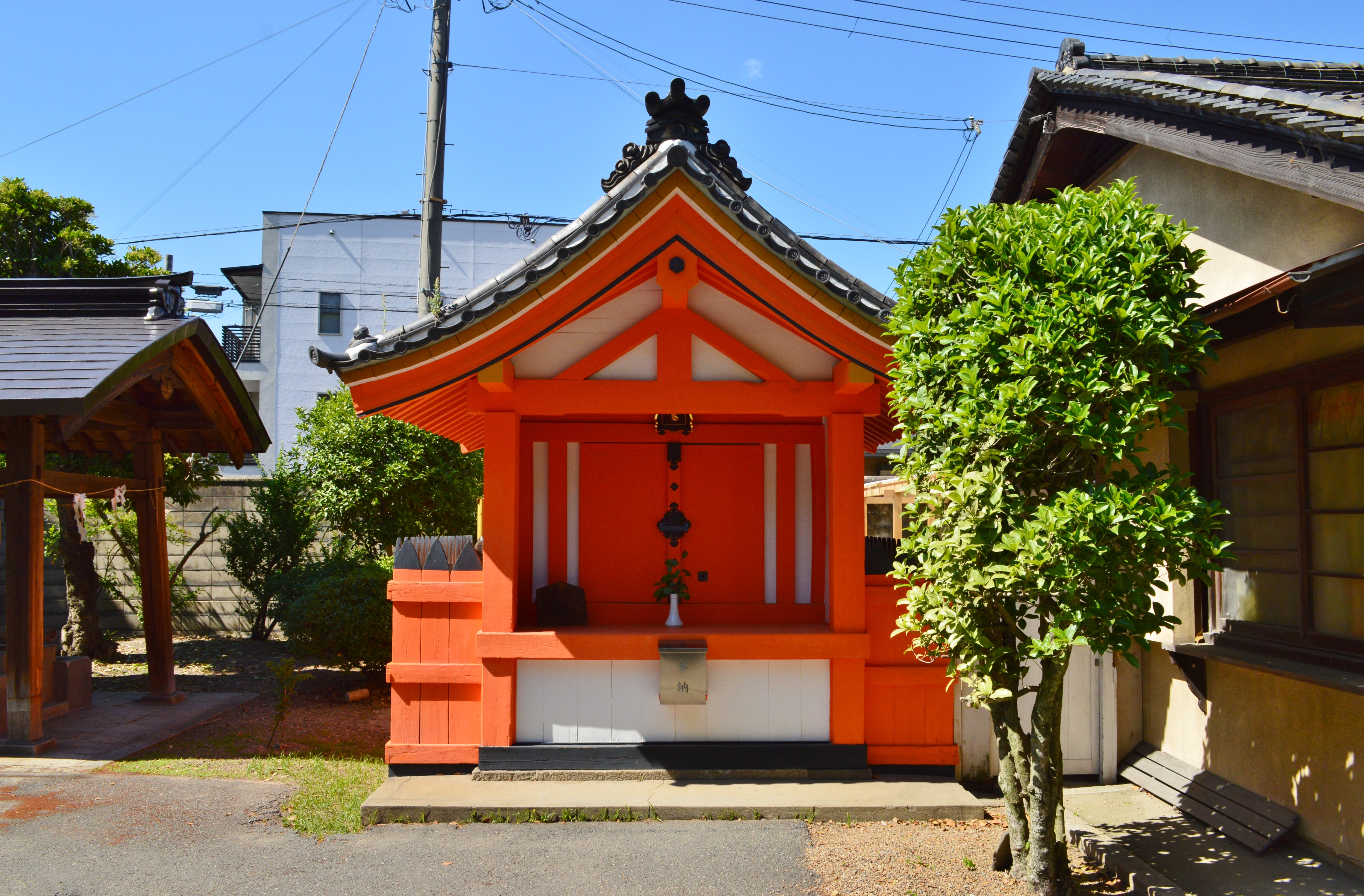
星宮
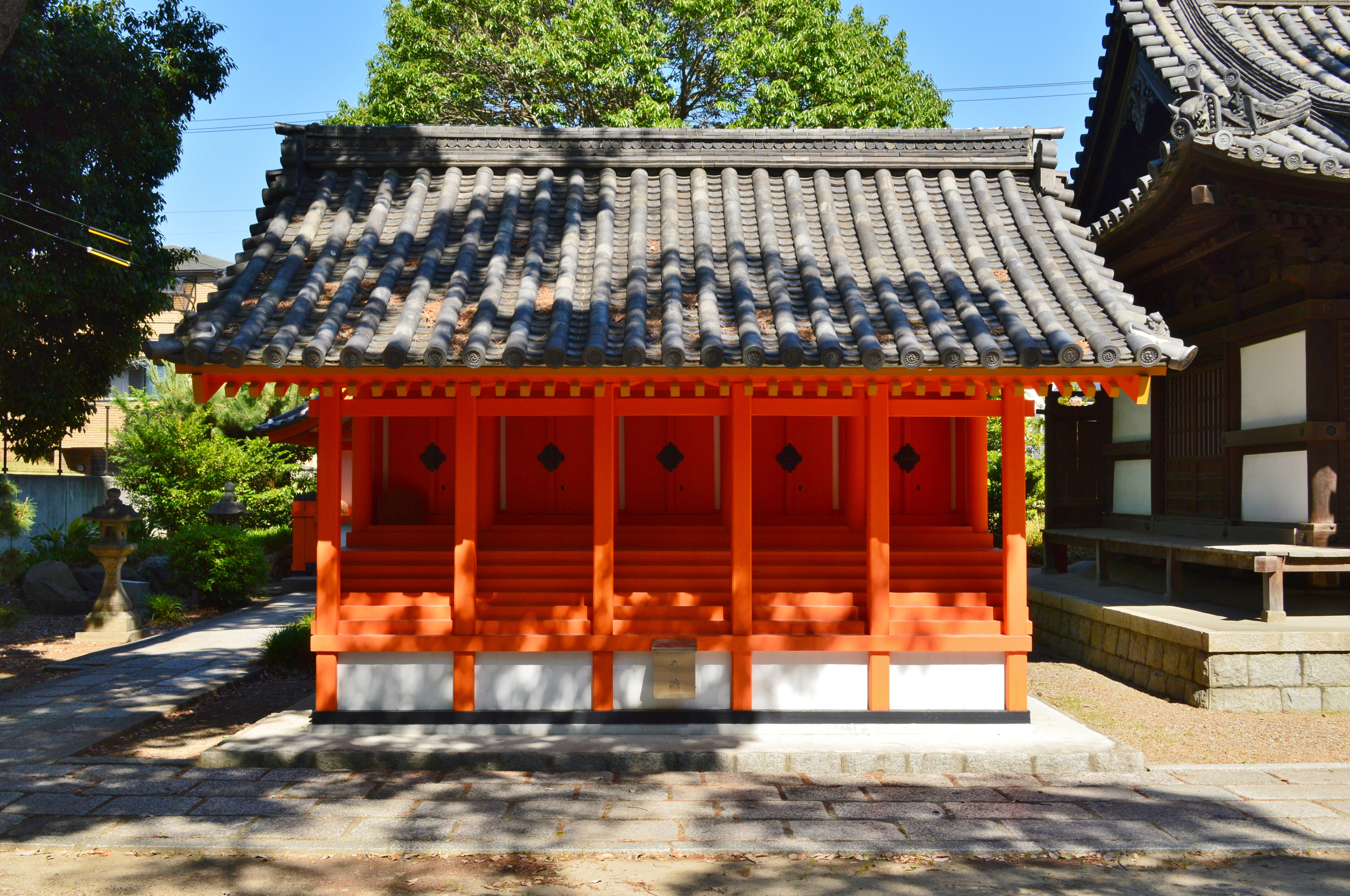
五社
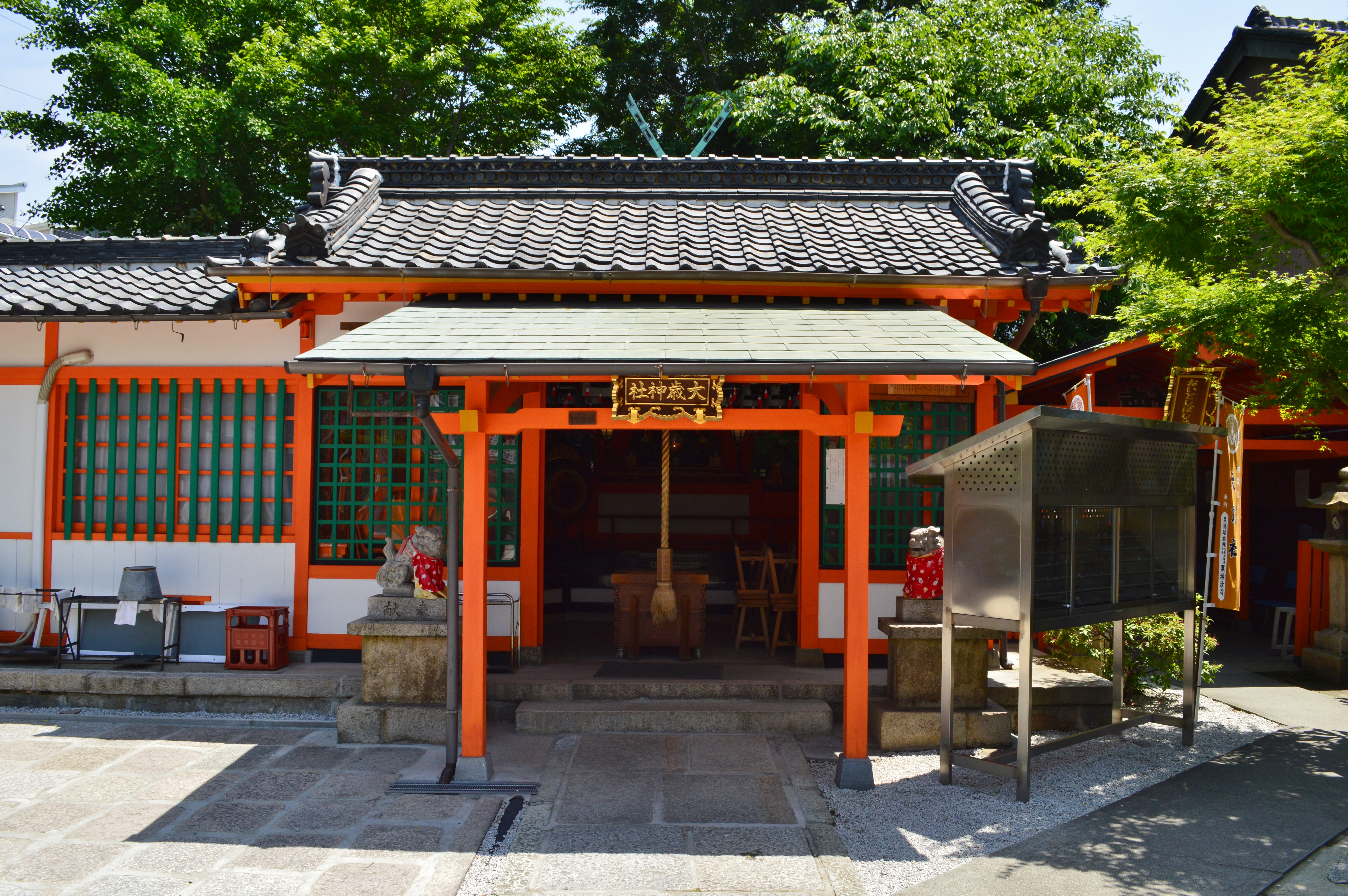
大歳社
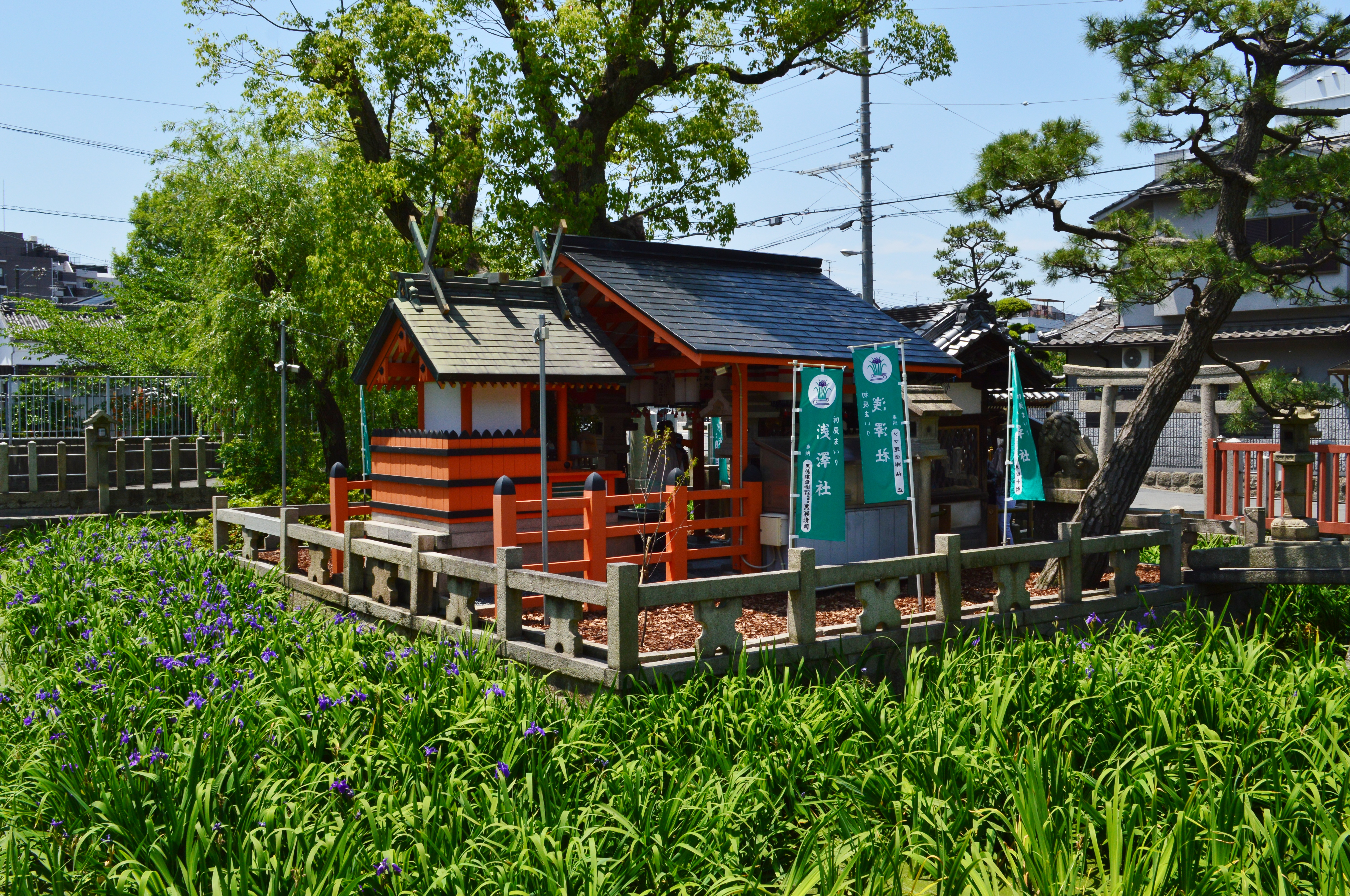
浅沢社 カキツバタの名所として知られる。

### 祠
- おいとしぼし社 - 大歳社境内。
- 楠高社
- 海龍社
- 御滝社
- 姫松稲荷社
- 吉松稲荷社
- 結乃神社
- 神馬塚

## 祭事

### 年間祭事
住吉大社で年間に行われる祭事の一覧。
- 毎月
  - 朔日祭（毎月1日）
  - 卯之日祭（毎月初卯日）
  - 初辰祭（毎月初辰日）
  - 十五日祭（毎月15日）
  - 海上・交通安全祈願祭（毎月20日）
- 1月
  - 元旦祭（1月1日）
  - 元始祭（1月3日）
  - 踏歌神事（1月4日）
  - 白馬神事（1月7日）
  - 御結鎮神事（1月13日）
- 2月
  - 節分祭（2月節分日）
  - 紀元祭（2月11日）
- 3月
  - 祈年祭（3月17日）[66]
- 4月
  - 松苗神事（4月3日）
- 5月
  - 卯之葉神事（5月初卯日）
- 6月
  - 御田植神事（6月14日）
  - 大祓式（6月30日）
- 7月
  - 神輿洗神事（7月第3月曜日・火曜日）
  - 宵宮祭（7月30日）
  - 例大祭、夏越大祓神事（7月31日）
- 8月
  - 渡御祭、荒和大祓神事（8月1日）
- 9-10月
  - 観月祭（中秋名月日）
- 10月
  - 宝之市神事（10月17日）
- 11月
  - 明治祭（11月3日）
  - 新嘗祭（11月23日）
- 12月
  - 天長祭（12月23日）
  - 煤払式（12月26日）
  - 大祓式、除夜祭（12月31日）

### 住吉祭

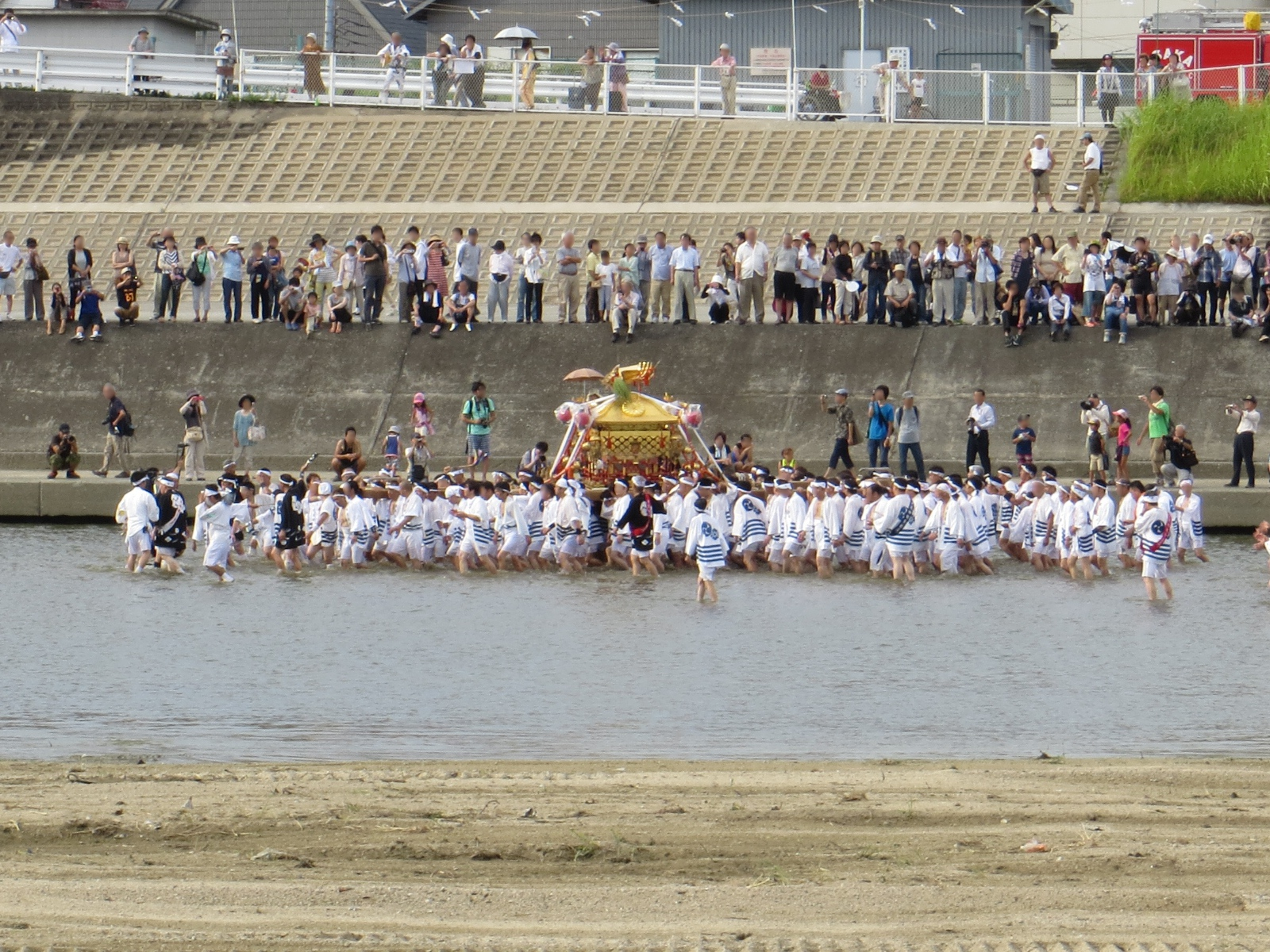
住吉祭で大和川を渡る渡御列

住吉大社の例祭（例大祭、1年で最も重要な祭）を中心とした祭は「住吉祭（すみよしさい/すみよしまつり）」と称される。大阪を祓い清める祭りとして「おはらい」とも称され、「大阪三大夏祭り」の一つにも数えられる。かつては旧暦6月30日を中心に斎行されたが、1874年（明治7年）の太陽暦移行後は7月31日を中心に斎行される。『住吉大社神代記』に「六月御解除、開口水門姫神社」「九月御解除、田蓑嶋姫神社」と見えるうちの前者（南祭）を継承するものとされるが、後者（北祭）は現在までに廃絶している。
現在の祭儀次第は次の通り。
- 7月第3月曜日（海の日）・火曜日 - 神輿洗神事
- 7月30日 - 住吉祭宵宮祭
- 7月31日 - 夏越祓神事、住吉祭例大祭
- 8月1日 - 渡御祭、頓宮祭、荒和大祓神事

7月第3月曜日（海の日）から翌火曜日にかけて行われる神輿洗神事（みこしあらいしんじ）は、例大祭（住吉祭）に先立って海水で神輿を祓い清める神事である。かつては6月15日宵の満潮に長峡の浦で行われたが、現在では大阪湾沖合の海水を使って住吉公園において行われ、御旅所（住吉高燈籠）で一晩奉安したのち、翌日に還御する。
7月31日の夏越祓神事（なごしのはらえしんじ）では、五月殿での大祓式ののち、伝統衣装で着飾った夏越女・稚児の行列が茅の輪くぐりを行う。この夏越祓神事は「住吉大社の夏越祭」として大阪府選択無形民俗文化財に選択されている。次いで第一本宮において例大祭（れいたいさい）が斎行され、祭典ののちに神楽「熊野舞」・住吉踊が奉納される。

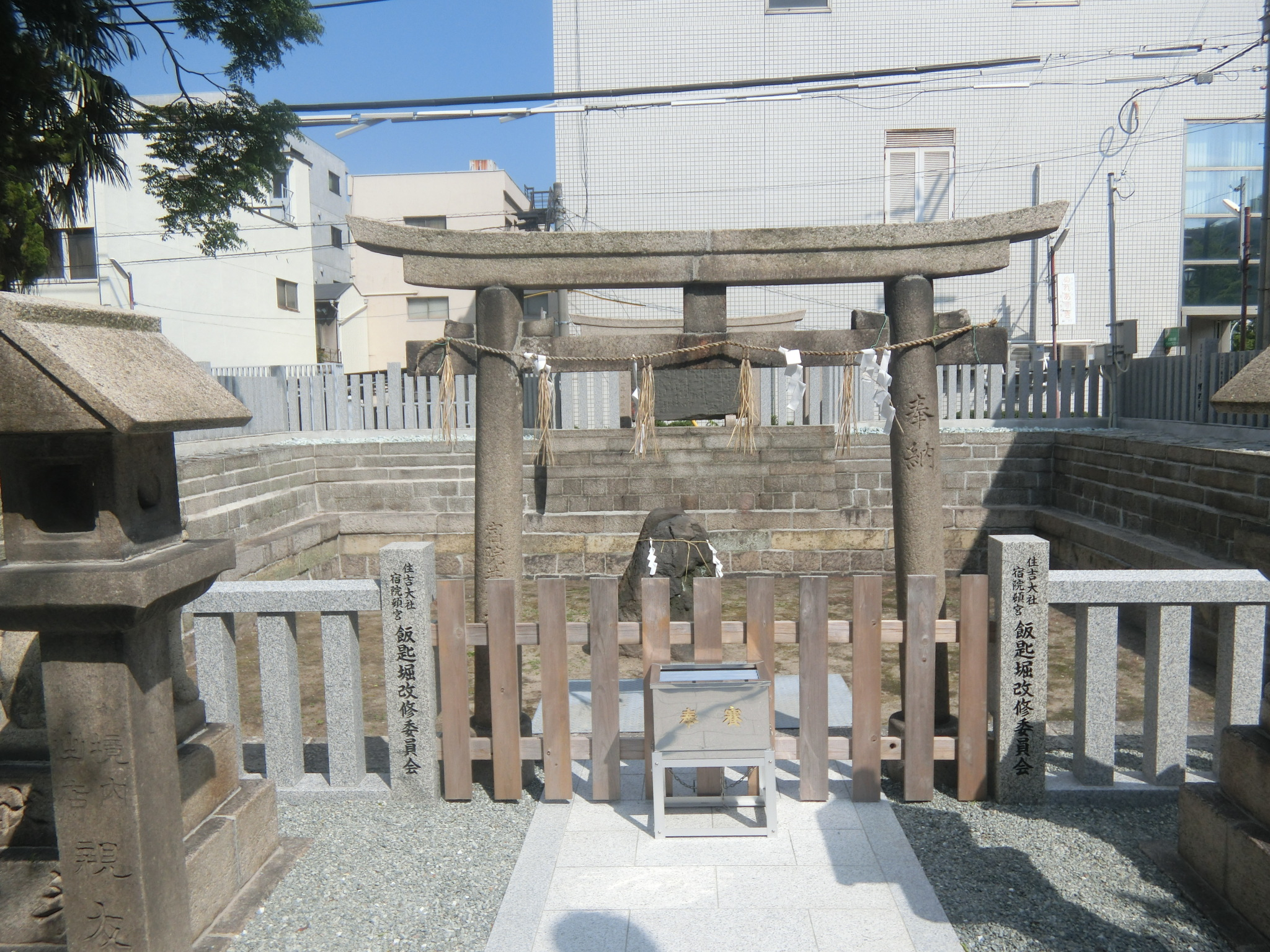
宿院頓宮境内の飯匙堀

翌日の8月1日には、住吉神の神霊を乗せた神輿が堺の宿院頓宮（堺市堺区宿院町東）までの渡御を行う。渡御は1962年（昭和37年）以降は自動車列となっていたが、2005年（平成17年）からは鳳輦・神輿列が復活し、街道を練り歩き大和川では川の中を進む。宿院頓宮に到着後は頓宮境内の飯匙堀（いいがいぼり）において荒和大祓神事（あらにごのおおはらいしんじ）を行う。この飯匙堀は海幸山幸神話の潮干珠を埋めたところと伝わる場所で、この地で本社で行なったのと同様の茅の輪くぐりを行う。

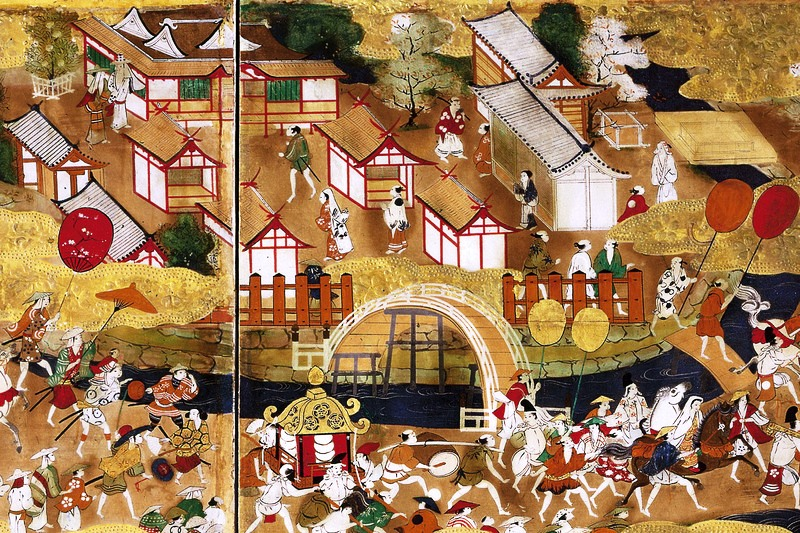
豊臣期大坂図屏風で描かれる荒和大祓神事

### 特殊神事
踏歌神事
「とうかしんじ」。1月4日。大地を踏みしめて五穀豊穣を祈る神事。中国の隋・唐で流行した群集歌舞に由来するもので、かつては宮中でも1月中旬に踏歌節会が催されて「阿良礼走（あらればしり）」とも称されたが、現在は当社と熱田神宮（愛知県名古屋市）に残るのみといわれる。
神事では、第一本宮での祝詞奏上後、直垂を着用した所役2人（言吹〈ごんすい〉・袋持）が、それぞれ梅の枝（言吹）・袋（袋持）を持って斎庭で向かい合って立ち、3度声を掛け合ったのち袋持が神前に餅を供える。その後神楽女が白拍子舞、熊野舞を奉納して、餅まきを行う。
白馬神事
「あおうましんじ」。1月7日。白馬が各本宮を巡拝して邪気を祓う神事。年初に白馬（青馬）を見れば年中の邪気が祓われるとする中国の信仰に由来するもので、かつては宮中でも1月7日に白馬節会（青馬節会）が催され、現在は当社のほか賀茂別雷神社（京都府京都市）・鹿島神宮（茨城県鹿嶋市）などに残る。
神事では、祝詞奏上後、神馬と奉行2人・神馬舎人が各本宮で拝礼したのち全本宮を外周する。
御結鎮神事
「みけちしんじ」。1月13日。弓矢で除魔招福を祈願する神事。神事では、第一本宮での祭典・饗膳後、射場で古式による弓十番が行われる。
松苗神事
「まつなえしんじ」。4月3日。松の苗の植樹と俳句披露を行う神事。住吉大社の松は歌枕の「住吉の松」として古来著名であったが、江戸時代の天明期（1781年 - 1788年）に枯死が目立った。そのために当時の俳人が松苗献木と俳句献詠を募り『松苗集』として住吉御文庫に奉納した、という故事に因む。
卯之葉神事
「うのはしんじ」。5月初卯日。鎮座伝承日（神功皇后摂政11年辛卯年卯月上卯日）に因み鎮座を記念する神事。旧暦では4月（卯月）、太陽暦移行後は5月に斎行される。
神事では、鎮座伝承地の五所御前に卯の葉の玉串を捧げる。その祭典後、石舞台で舞楽が奉納されるとともに、卯の花苑の一般公開も行われる。
御田植神事
「おたうえしんじ」。6月14日。御田（神田）で盛大に田植えを催す神事。住吉大社鎮座時に、神功皇后が長門国から植女を召して田を作らせたのが始まりと伝える。
神事では、まず神館で植女の粉黛・戴盃式を行なったのち、石舞台で全員の修祓、第一本宮で豊穣の祭典を行い、神前の早苗が植女に授けられる。そして御田に向かい、替植女による植付けが始まるが、その植付けの間に舞台や畦で田舞・神田代舞・風流武者行事・棒打合戦・田植踊・住吉踊といった芸能が催される。
御田植行事は各地に残るが、住吉大社の御田植は規模が大きく代表的なものであるとされ、「住吉の御田植」として国の重要無形民俗文化財に指定されているほか、芸能は国の選択無形民俗文化財に選択されている。
宝之市神事
「たからのいちしんじ」。10月17日。神功皇后が三韓の貢物・百貨をもって市を立てて庶人に分かった故事に因むと伝えるが、五穀を神前に供えたのち庶人に分かったのが本旨ともされる。神事では、御田の刈り取りののち、本宮にて初穂や升に入れた五穀を供える祭典が行われるほか、近日日曜日に相撲大会が催される。かつては升が多く売られたことから「升の市」とも称され、その時に参詣した松尾芭蕉は句を残している。
そのほか、3月初旬頃・11月初旬頃には埴使（はにつかい）と称される神事が行われる。これは祈年祭・新嘗祭に先立って、奈良県の畝傍山で埴土（はにつち：両祭での供献土器を作る材料とする土）を採取する神事である。『住吉大社神代記』で住吉大神が神功皇后に詔をして天香山の埴土で天平瓮を作らせたとする記事との関連が推測されるほか、『日本書紀』神武天皇即位前紀では神武天皇が天香山の埴土で祭器を作らせて丹生川上での祭祀に使用したと見えることから、畝傍山や天香山の埴土が古代氏族の祭祀権に関係したことが示唆される。神事では、住吉大社の神職が雲名梯神社（河俣神社）・畝火山口神社（いずれも奈良県橿原市）で祭典を行ったのち、畝傍山山頂で三握半の土を採取する。

## 文化財

### 国宝
- 住吉大社本殿 4棟（附 瑞垣及び門）（建造物）
4棟とも江戸時代後期、文化7年（1810年）の造営。
1902年（明治35年）4月17日に古社寺保存法に基づき特別保護建造物に指定、1950年（昭和25年）の文化財保護法施行により国の重要文化財に指定、1953年（昭和28年）11月14日に国宝に指定[41]。

### 重要文化財（国指定）
- 住吉大社 13棟（建造物）
内訳は以下。1974年（昭和49年）5月21日に南門・東楽所・西楽所・石舞台の4棟を指定、2010年（平成22年）12月24日にその他9棟を追加指定。
  - 南門 - 桃山時代、慶長12年（1607年）の造営[45]。
  - 東楽所 - 同上[46]。
  - 西楽所 - 同上[46]。
  - 石舞台 - 同上[48]。
  - 幣殿及び渡殿（第一殿） - 江戸時代後期、文化7年（1810年）の造営[37]。
  - 幣殿及び渡殿（第二殿） - 同上[37]。
  - 幣殿及び渡殿（第三殿） - 同上[37]。
  - 幣殿及び渡殿（第四殿） - 同上[37]。
  - 南高蔵 - 桃山時代、慶長12年（1607年）の造営[43]。
  - 北高蔵 - 同上[43]。
  - 摂社大海神社幣殿及び渡殿 - 江戸時代中期、宝永5年（1708年）の造営[60]。
  - 摂社大海神社西門 - 江戸時代前期の造営[61]。
  - 末社招魂社本殿（旧護摩堂） - 江戸時代前期、元和5年（1619年）の造営[65]。
  - （附指定）住吉松葉大記 19冊
- 住吉大社摂社大海神社本殿（建造物）
江戸時代中期、宝永5年（1708年）の造営。1964年（昭和39年）5月26日指定[59]。
- 木造舞楽面 9面（彫刻）
内訳は以下。平安時代から鎌倉時代の作。1968年（昭和43年）4月25日指定[80]。
  - 綾切4、抜頭1、貴徳番子1、皇仁庭1、秦王1、納曽利1
- 太刀 銘守家 1口（工芸品）
鎌倉時代の作。1926年（大正15年）4月19日指定[81]。
- 刀 銘小野繁慶 奉納接州住吉大明神御宝前 1口（工芸品）
江戸時代の作。1960年（昭和35年）6月9日指定[82]。
- 住吉神代記（書跡）
平安時代の作。1954年（昭和29年）3月20日指定[83]。

### 重要無形民俗文化財（国指定）
- 住吉の御田植 - 1979年（昭和54年）2月3日指定[76]。

### 選択無形民俗文化財（国選択）
- 住吉の御田植神事の芸能 - 1971年（昭和46年）11月11日選択[77]。

### 国の史跡
- 住吉行宮跡 - 1939年（昭和14年）3月7日指定[84]。

### 登録有形文化財（国登録）
以下の建造物のうち、神館は2006年（平成18年）10月18日に、他の34件は2006年（平成18年）5月10日にそれぞれ登録有形文化財に登録されている。
- 神館（建造物） - 1915年（大正4年）造営。2006年（平成18年）10月18日登録[47]。
- 摂社志賀神社本殿（建造物） - 江戸時代中期造営、1963年移築。2018年（平成30年）5月10日登録（以下33件も同日の登録）[85][86]。
- 摂社若宮八幡宮本殿（建造物） - 江戸時代後期造営[86]。
- 摂社船玉神社本殿（建造物） - 明治前期造営、1970年移築[86]。
- 末社侍者社本殿（建造物） - 文政5年（1822年）造営、1930年改修[86]。
- 末社侍者社拝所・神饌所（建造物） - 文政5年（1822年）造営、1930年改修[86]。
- 末社楠珺社本殿（建造物） - 1954年造営[86]。
- 末社楠珺社拝殿（建造物） - 1956年造営[86]。
- 末社龍社本殿（建造物） - 江戸時代後期造営、1929年移築[86]。
- 末社立聞社本殿（建造物） - 文政11年（1828年）造営、1952年移築[86]。
- 末社貴船社本殿（建造物） - 江戸時代後期造営、昭和中期移築[86]。
- 末社后土社本殿（建造物） - 江戸時代後期造営、昭和中期移築[86]。
- 末社五社本殿（建造物） - 1964年造営[86]。
- 南絵馬殿（建造物） - 1929年造営[86]。
- 北絵馬殿（建造物） - 1929年造営[86]。
- 五月殿（建造物） - 1936年造営[86]。
- 神馬舎（建造物） - 1931年造営[86]。
- 南手水舎（建造物） - 江戸時代末期造営[86]。
- 斎館（建造物） - 文政11年（1828年）造営、1915年移築[86]。
- 御文庫（建造物） - 江戸時代中期造営、江戸時代末期改修、昭和前期移築[86]。
- 幸寿門（建造物） - 江戸時代前期造営、1970年移築[86]。
- 幸福門（建造物） - 江戸時代前期造営、1970年移築。[86]
- 南瑞籬門（建造物） - 江戸時代後期造営、1963年移築[86]。
- 北瑞籬門（建造物） - 江戸時代後期造営、1963年移築[86]。
- 神館西門（建造物） - 文政11年（1828年）造営、明治中期移築[86]。
- 南中門（建造物） - 江戸時代後期造営、1963年移築[86]。
- 摂社大海神社南小門（建造物） - 江戸時代後期造営、1881年（明治14年）頃移築[86]。
- 摂社大海神社北小門（建造物） - 江戸時代後期造営、明治前期移築[86]。
- 西大鳥居（建造物） - 江戸時代前期造営[86]。
- 南大鳥居（建造物） - 江戸時代前期造営[86]。
- 北大鳥居（建造物） - 江戸時代前期造営、明治前期移築[86]。
- 角鳥居（建造物） - 江戸時代前期造営[86]。
- 南脇参道角鳥居（建造物） - 1919年（大正8年）造営[86]。
- 北脇参道角鳥居（建造物） - 1919年（大正8年）造営[86]。
- 摂社若宮八幡宮鳥居（建造物） - 1907年（明治40年）造営[86]。

### 大阪府指定文化財
- 有形文化財
  - 住吉大社太刀 銘国輝 1口（附 鳥頚太刀拵）（工芸品） - 1971年（昭和46年）3月31日指定[69]。
  - 住吉大社刀 銘治国 1口（附 金梨子地衛府太刀拵）（工芸品） - 1971年（昭和46年）3月31日指定[69]。
  - 住吉大社剣 銘吉道 1口（工芸品） - 1978年（昭和53年）8月4日指定[69]。
  - 住吉大社太刀 銘有続（陰陽太刀） 2口（附 松鷺蒔絵糸太刀拵（陰刀）、雲龍蒔絵太刀拵（陽刀））（工芸品） - 1978年（昭和53年）8月4日指定[69]。
  - 住吉大社鉄砲 銘野田善清尭 1口（工芸品） - 1978年（昭和53年）8月4日指定[69]。

以上のほか、住吉大社3棟（南高蔵、北高蔵、末社招魂社本殿、附 住吉松葉大記）が1999年（平成11年）2月5日に大阪府指定有形文化財（建造物）に指定されていた（2010年（平成22年）12月24日に国の重要文化財に指定）。

### 大阪府選択無形民俗文化財
- 住吉大社の夏越祭 - 1972年（昭和47年）3月31日選択[69]。

### 大阪市指定文化財
- 史跡
  - 住吉大社境内 - 2001年（平成13年）12月21日指定[69][38]。

### 関連文化財
- 切幡寺大塔
国の重要文化財（建造物）。旧住吉大社神宮寺西塔で、明治元年に切幡寺（徳島県阿波市）に移築。江戸時代前期の元和4年（1618年）の造営。1975年（昭和50年）6月23日指定[87]。

## 関係事項

### 住吉大社神代記
住吉大社に伝わる神宝のうち最も有名なものとして、『住吉大社神代記』（すみよしたいしゃじんだいき）がある。住吉大社司の解文の形で住吉大社の縁起・神宝・社領などを記した古文書で、天平3年（731年）7月の奥書を持つが、実際には平安時代前期以降の作とする説が有力視される。内容には『日本書紀』・『古事記』と同様の伝承に加えて、他の文書には見られない独自所伝も記載するため、数少ない古代史料・上代史料の一つとして重要視される（詳細は「住吉大社神代記」を参照）。
この住吉大社神代記の文献上初見は寛喜2年（1230年）で、その際も含め中世期の土地相論では神代記の記述が持ち出された。その後は神宝として第一本宮に秘蔵され門外不出とされていたが、明治頃から内容が公開された。現在原本は「住吉神代記」として国の重要文化財に指定されている。

### 住吉神宮寺

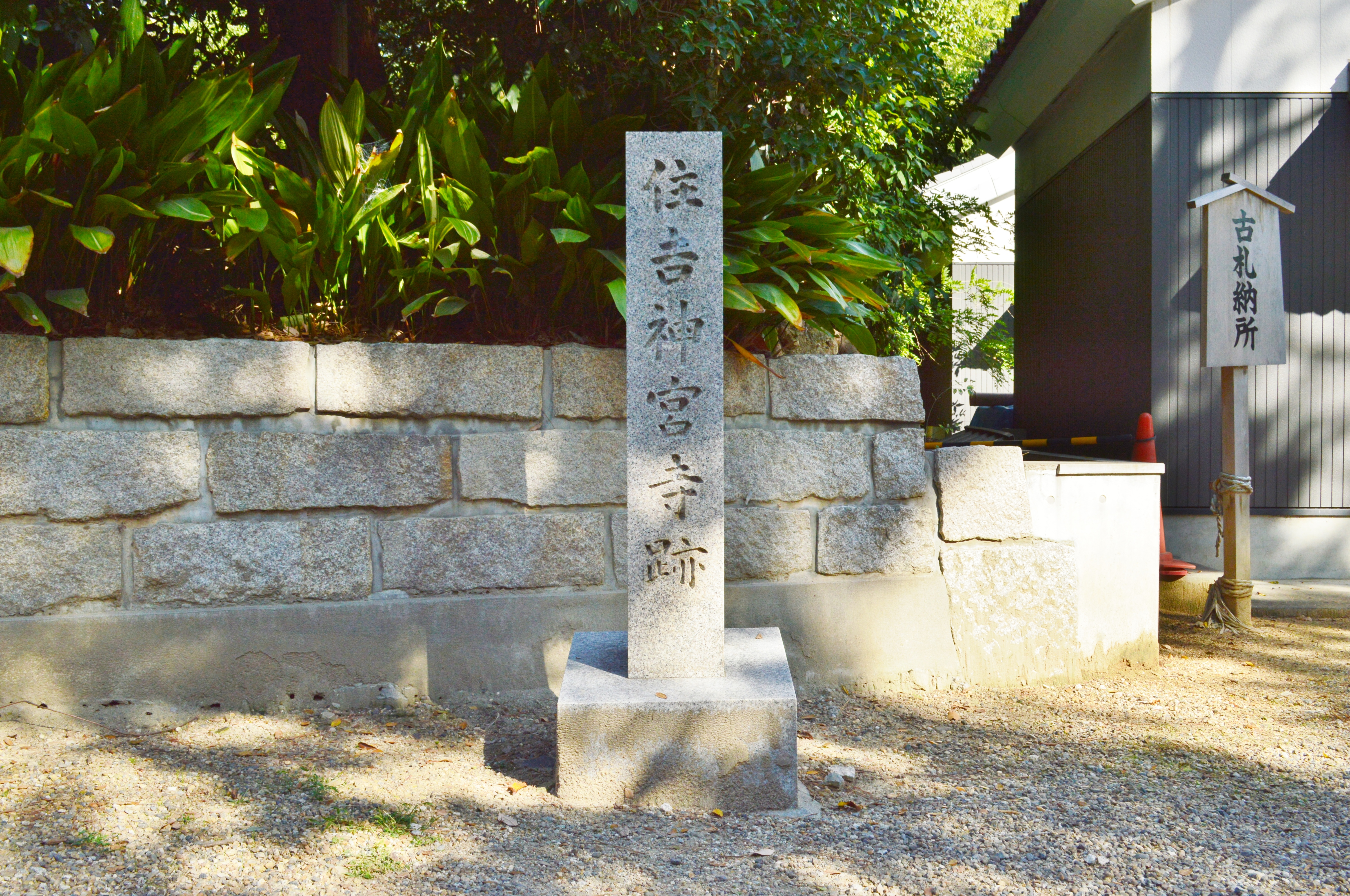
住吉神宮寺跡

神仏習合の思想により、住吉大社でも神宮寺が営まれていた。『古今著聞集』では本地仏の高貴徳王菩薩の託宣があったとし、『住吉松葉大記』では天平宝字2年（758年）の創建とし、新羅渡来の薬師如来を本尊としたため「新羅寺」とも称されたとする。ただし貞観8年（866年）には住吉社での読経の際に朝廷から僧11人が派遣されているため、この時点までの神宮寺の存在は必ずしも確かではない。
『扶桑略記』などでは、天慶3年（940年）11月21日には住吉神宮寺で藤原純友調伏の祈祷が行われたと見える。その後、天喜元年（1053年）に焼失したが、津守国基による再建で西塔が建立され、承久元年（1219年）には三綱が置かれた。
天正4年（1576年）、石山合戦の際に住吉社の社殿と共に新羅寺の仏堂も炎上する。しかし、慶長11年（1606年）に豊臣秀頼により片桐且元を奉行として住吉社と共に本格的な復興が行われ、本堂・法華三昧堂・常行三昧堂・僧坊・鐘楼などの他、方形二重の大塔である東塔と西塔が造営された。慶長20年（1615年）の大坂夏の陣の兵火によって再び灰燼に帰すが、元和4年（1618年）に徳川秀忠により再興される。
江戸時代の『住吉松葉大記』では、諸堂宇として本堂・東塔・西塔・東法華三昧堂・西常行三昧堂・大日堂・救聞持堂・護摩堂・食堂・東西両僧坊の記載が見える。しかし明治初年の神仏分離の影響を受け1873年（明治6年）には破却・廃寺となり、伽藍のうち護摩堂は境内末社の招魂社本殿に転用されたほか、西塔は切幡寺（徳島県阿波市）に移築された（切幡寺大塔：重要文化財）。現在の神宮寺の跡地には住吉文華館が建てられている。
その他の住吉大社関係寺院としては、津守氏氏寺と見られる津守寺（廃寺）・荘厳浄土寺がある。住吉神宮寺・津守寺・荘厳浄土寺は住吉の三大寺に数えられたという。
- 津守寺（跡地は大阪市住吉区墨江）
『中右記』永長元年（1096年）条[原 33]では、住吉社神主の津守国基が大伽藍を建立したと見える[12]。「住吉社神主并一族系図」によれば、津守氏は神主を勤めたのち晩年に津守寺別当・塔別当になる例であった[12]。明治元年の神仏分離で破却・廃寺[12][91]。
- 荘厳浄土寺（大阪市住吉区帝塚山東）
住吉大社の東に位置する。創建は不詳。『摂陽群談』によれば、応徳元年（1084年）に住吉社神主の津守国基が勅命によって再興し、その際に土中から出土した金札の銘の「七宝荘厳極楽浄土云々」により寺号を下賜されたといい、永長元年（1096年）に諸堂宇の建立と落慶供養とがなされたという[92]（詳細は「荘厳浄土寺」を参照）。

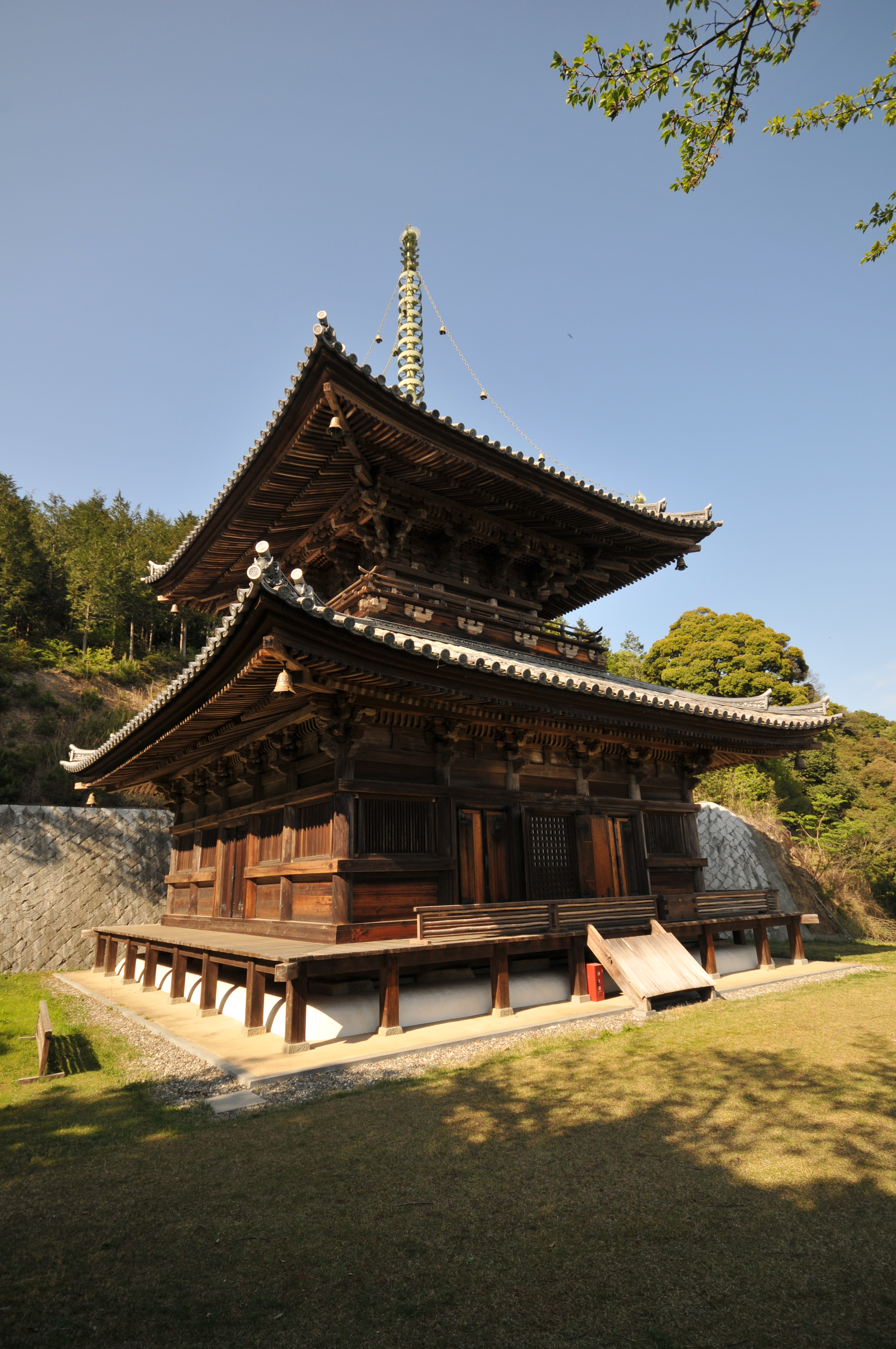
切幡寺大塔（徳島県阿波市）
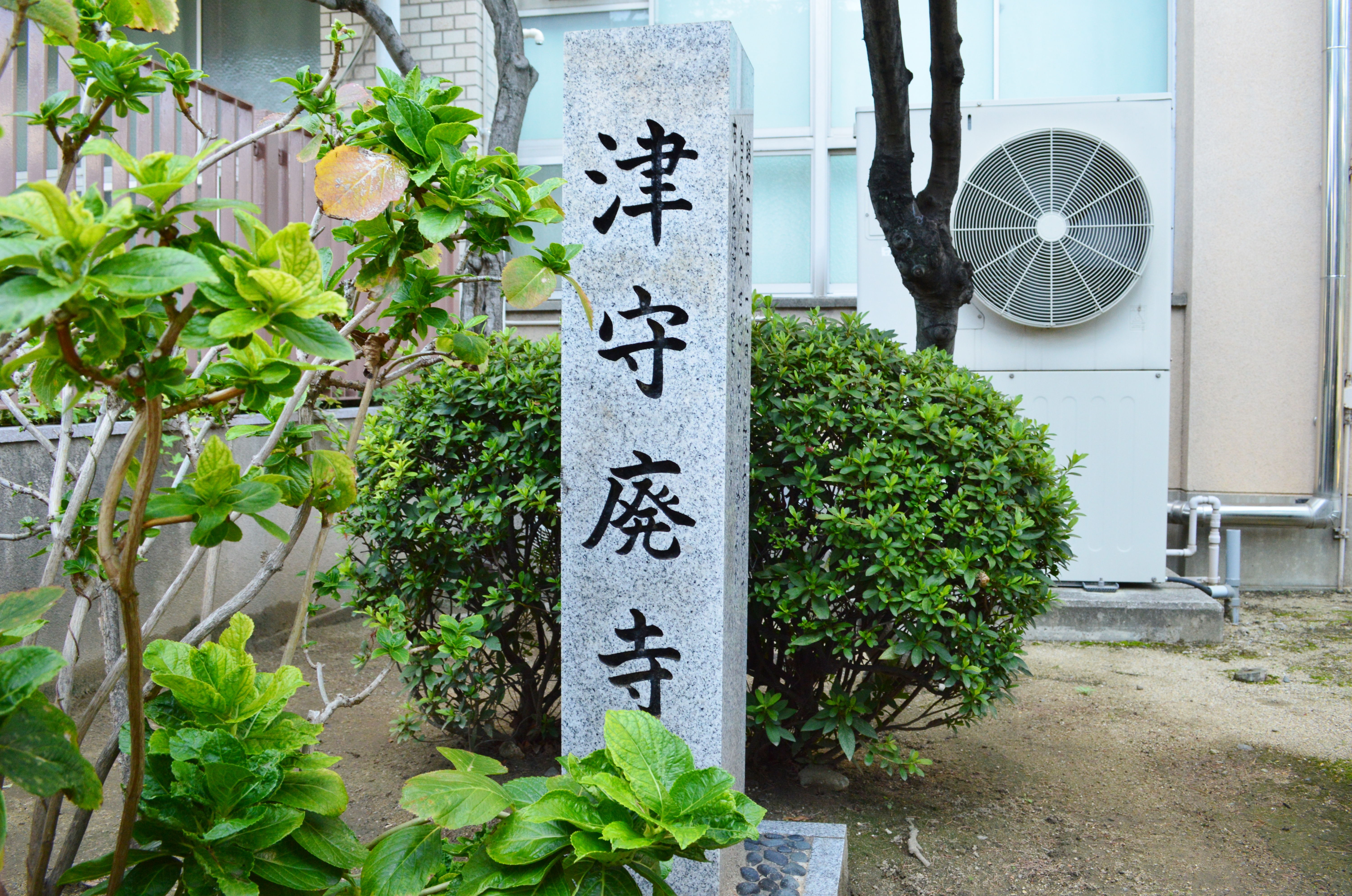
津守廃寺跡（大阪市住吉区墨江）
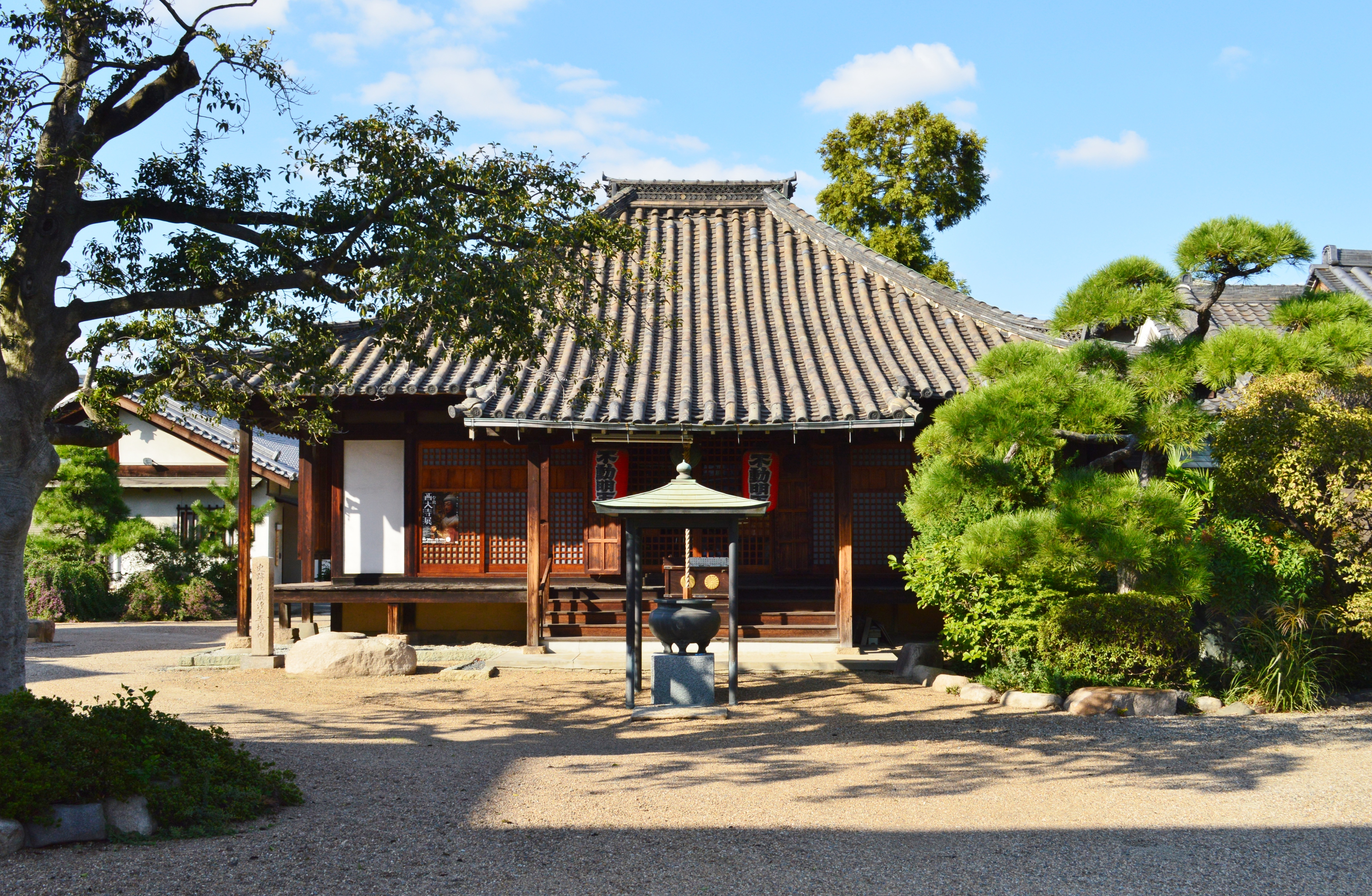
荘厳浄土寺（大阪市住吉区帝塚山東）

### 住吉行宮

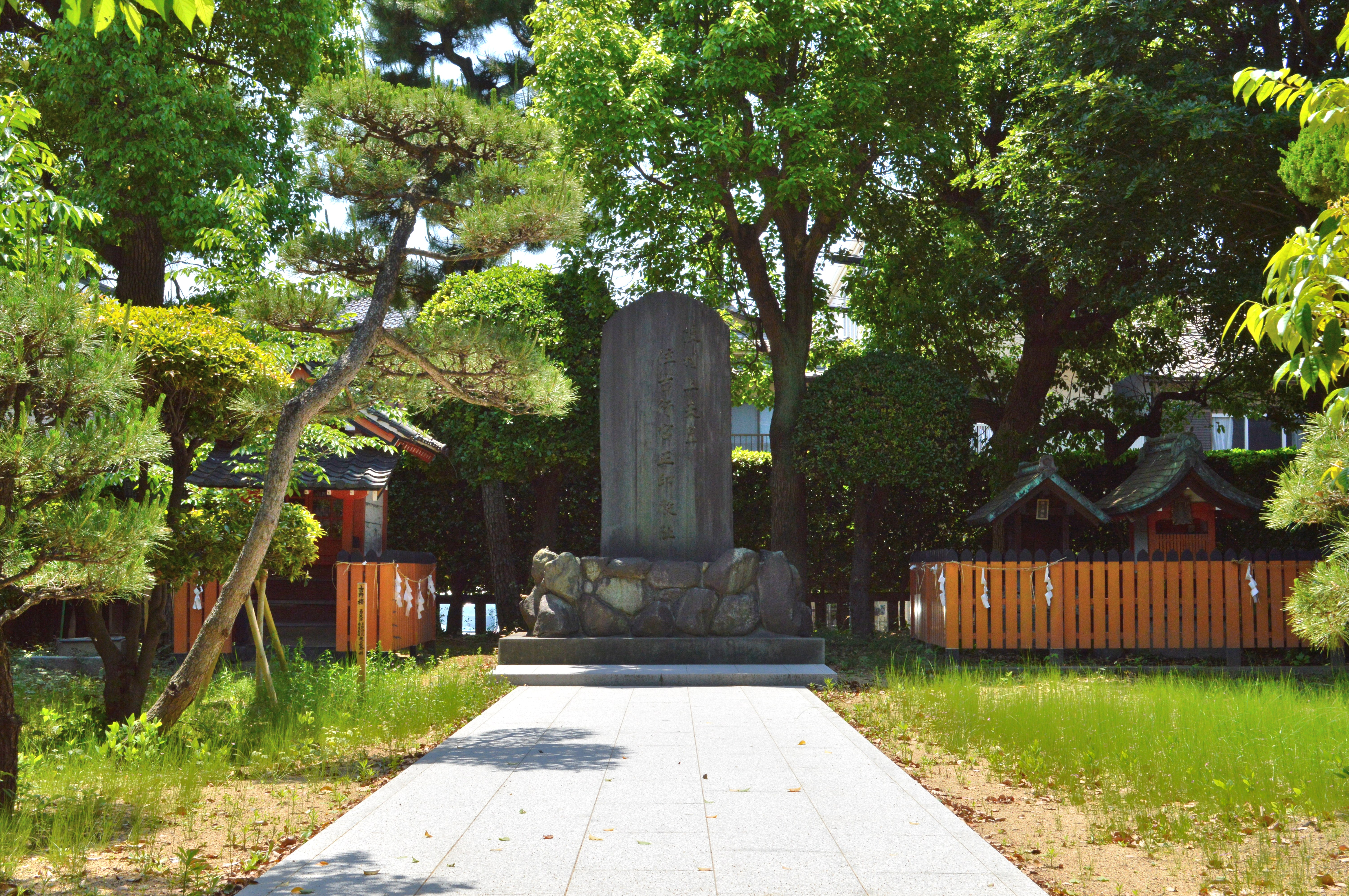
住吉行宮跡伝承地（国の史跡）津守氏邸内の正印殿跡地。

南北朝時代の住吉大社には、南朝の行宮（天皇の仮の御所）の1つである住吉行宮（すみよしのあんぐう/すみよしあんぐう）が置かれた。行宮とした天皇は、後村上天皇（2度）・長慶天皇。
文献では後村上天皇は住吉社神主の津守国夏の「住吉殿」を行宮としたと見えるが、この住吉殿（住之江殿）とは現在の住吉大社の南方に位置する正印殿（しょういんでん）跡地に当たると伝承される（ただし確証は無い）。この正印殿は住吉大社の神印が納め置かれた建物といわれるが、建物は非現存。跡地は「住吉行宮跡」として国の史跡に指定されている（詳細は「住吉行宮」を参照）。
なお、現在の住吉大社では4月6日に後村上天皇を偲んで正印殿祭が斎行される。

### 関係神社
『延喜式』神名帳には、次に示すような住吉神の関係社が各地に確認される。
| 延喜式       | 延喜式               | 延喜式   | 比定社         | 比定社                     | 比定社                                   | 備考       |
| 国郡         | 社名                 | 格       | 社名           | 所在地                     | 座標                                     | 備考       |
| ------------ | -------------------- | -------- | -------------- | -------------------------- | ---------------------------------------- | ---------- |
| 陸奥国磐城郡 | 住吉神社             | 小       | 住吉神社       | 福島県いわき市小名浜住吉   | 北緯36度58分29.08秒 東経140度52分58.94秒 |            |
| 播磨国賀茂郡 | 住吉神社             | 小       | （論）住吉神社 | 兵庫県加東市上鴨川         | 北緯34度58分0.38秒 東経135度3分34.42秒   |            |
| 播磨国賀茂郡 | 住吉神社             | 小       | （論）住吉神社 | 兵庫県加東市下久米         | 北緯34度55分17.80秒 東経135度1分7.96秒   |            |
| 播磨国賀茂郡 | 住吉神社             | 小       | （論）住吉神社 | 兵庫県小野市垂井町         | 北緯34度50分8.08秒 東経134度56分9.05秒   |            |
| 長門国豊浦郡 | 住吉坐荒御魂神社三座 | 並名神大 | 住吉神社       | 山口県下関市一の宮住吉     | 北緯33度59分58.75秒 東経130度57分23.70秒 | 長門国一宮 |
| 筑前国那珂郡 | 住吉神社三座         | 並名神大 | 住吉神社       | 福岡県福岡市博多区住吉     | 北緯33度35分9.26秒 東経130度24分49.33秒  | 筑前国一宮 |
| 壱岐島壱岐郡 | 住吉神社             | 名神大   | 住吉神社       | 長崎県壱岐市芦辺町住吉東触 | 北緯33度47分18.53秒 東経129度42分23.43秒 |            |
| 対馬島下県郡 | 住吉神社             | 名神大   | （論）住吉神社 | 長崎県対馬市美津島町鶏知   | 北緯34度16分8.03秒 東経129度18分54.18秒  |            |
| 対馬島下県郡 | 住吉神社             | 名神大   | （論）住吉神社 | 長崎県対馬市美津島町鴨居瀬 | 北緯34度20分20.28秒 東経129度23分24.58秒 |            |

これらの社の分布には朝鮮航路との関連が指摘される。特に分布の背景として、住吉神がヤマト王権の国家的機関に位置づけられたことから、王権によって航路の各要所に住吉神が配置されたとする説もある。なお陸奥国の社については、蝦夷追討との関連が推測される。
また『住吉大社神代記』では、住吉大神の宮は9箇処にあるとして、「摂津国住吉大社四前」のほか8箇処が次のように記載される。
| 住吉大社神代記                                  | 比定社     | 比定社                     | 備考                                       |
| 住吉大社神代記                                  | 社名       | 所在地                     | 備考                                       |
| ----------------------------------------------- | ---------- | -------------------------- | ------------------------------------------ |
| 摂津国西成郡座摩社二前                          | 坐摩神社   | 大阪府大阪市中央区久太郎町 | 古代に住吉大社勢力下にあったかは確かでない |
| 摂津国菟原郡社三前                              | 本住吉神社 | 兵庫県神戸市東灘区住吉宮町 |                                            |
| 播磨国賀茂郡住吉酒見社三前                      | 住吉神社   | 兵庫県加西市北条町北条     |                                            |
| 長門国豊浦郡住吉忌宮一前                        | 住吉神社   | 山口県下関市一の宮住吉     | いずれか一社または両社一体を指したか       |
| 長門国豊浦郡住吉忌宮一前                        | 忌宮神社   | 山口県下関市長府宮の内町   | いずれか一社または両社一体を指したか       |
| 筑前国那珂郡住吉社三前                          | 住吉神社   | 福岡県福岡市博多区住吉     |                                            |
| 紀伊国伊都郡 丹生川上天手力男意気続々流住吉大神 | （不明）   | （不明）                   |                                            |
| 大唐国一処住吉大神社三前                        | （不明）   | （不明）                   | 古代に国外に住吉神社が祀られた事実は無い   |
| 新羅国一処住吉荒魂三前                          | （不明）   | （不明）                   | 古代に国外に住吉神社が祀られた事実は無い   |

『住吉大社神代記』では、以上に続けて部類神・子神として多くの神々が記載されるが、その内容については疑義が強い。
その後、後世には全国各地で分祠の住吉神社が祀られている（大社側では全国に2,000社以上とする）。

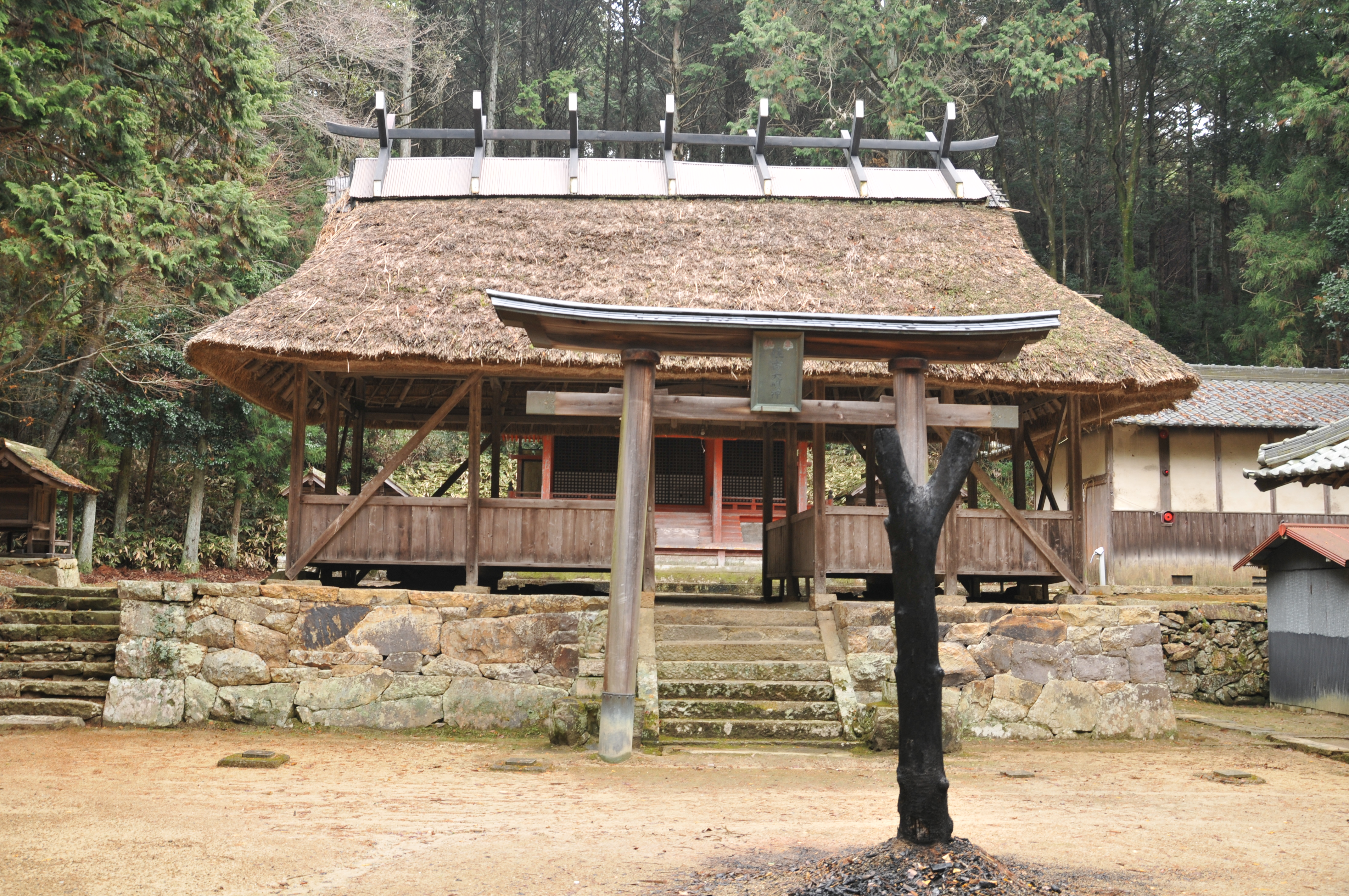
住吉神社（播磨国賀茂郡式内社論社）
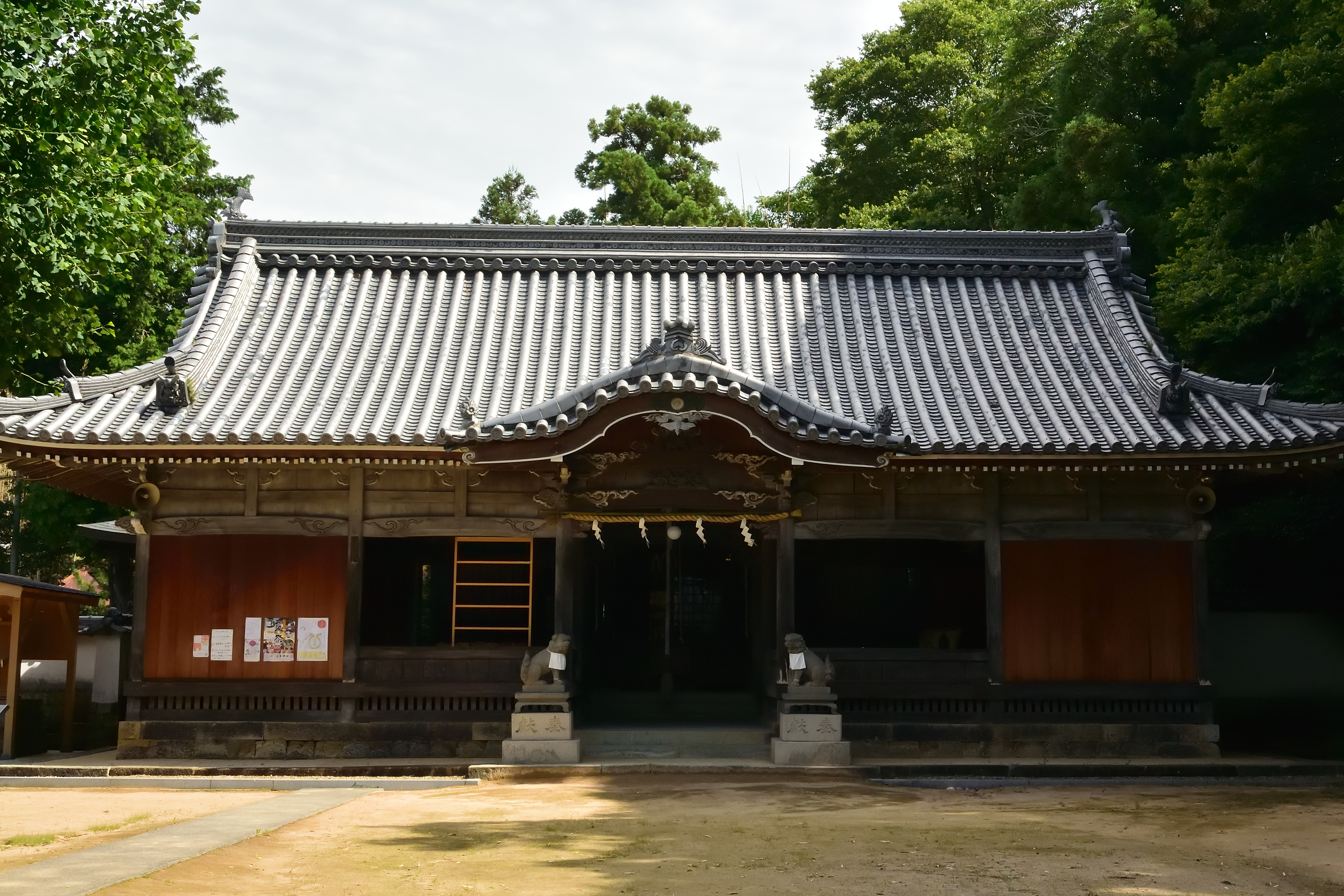
住吉神社（播磨国賀茂郡式内社論社）
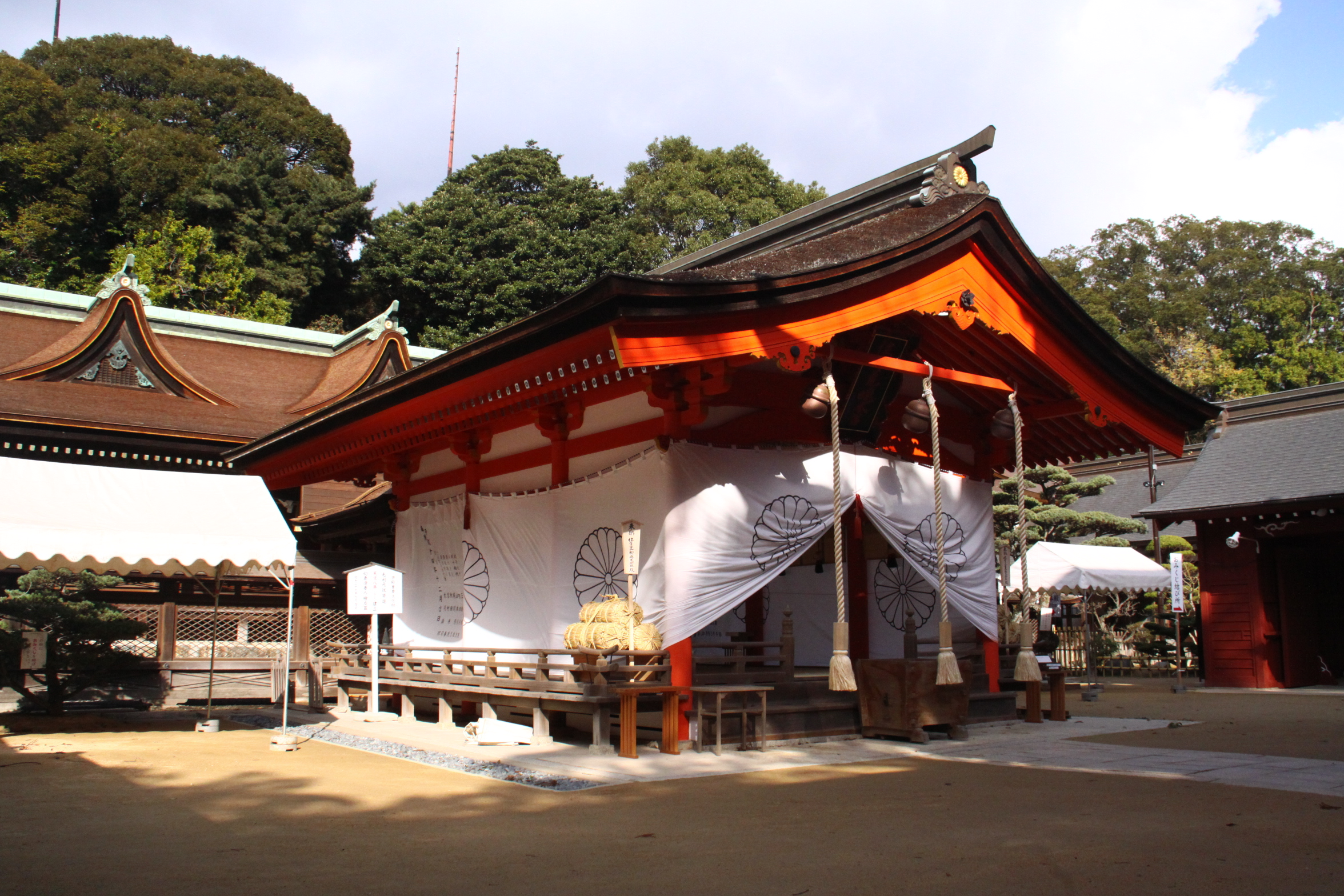
住吉神社（長門国豊浦郡式内社）
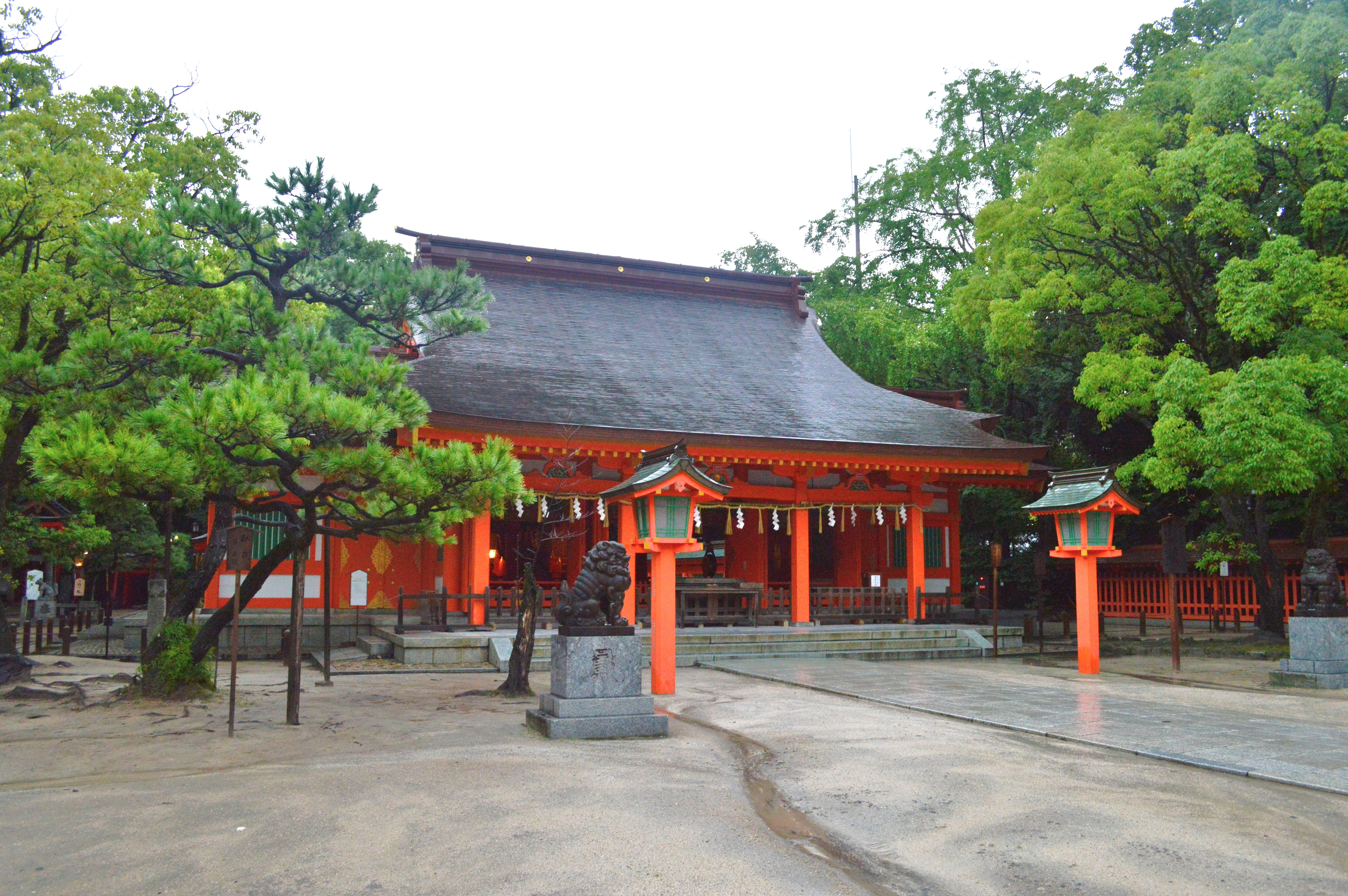
住吉神社（筑前国那珂郡式内社）
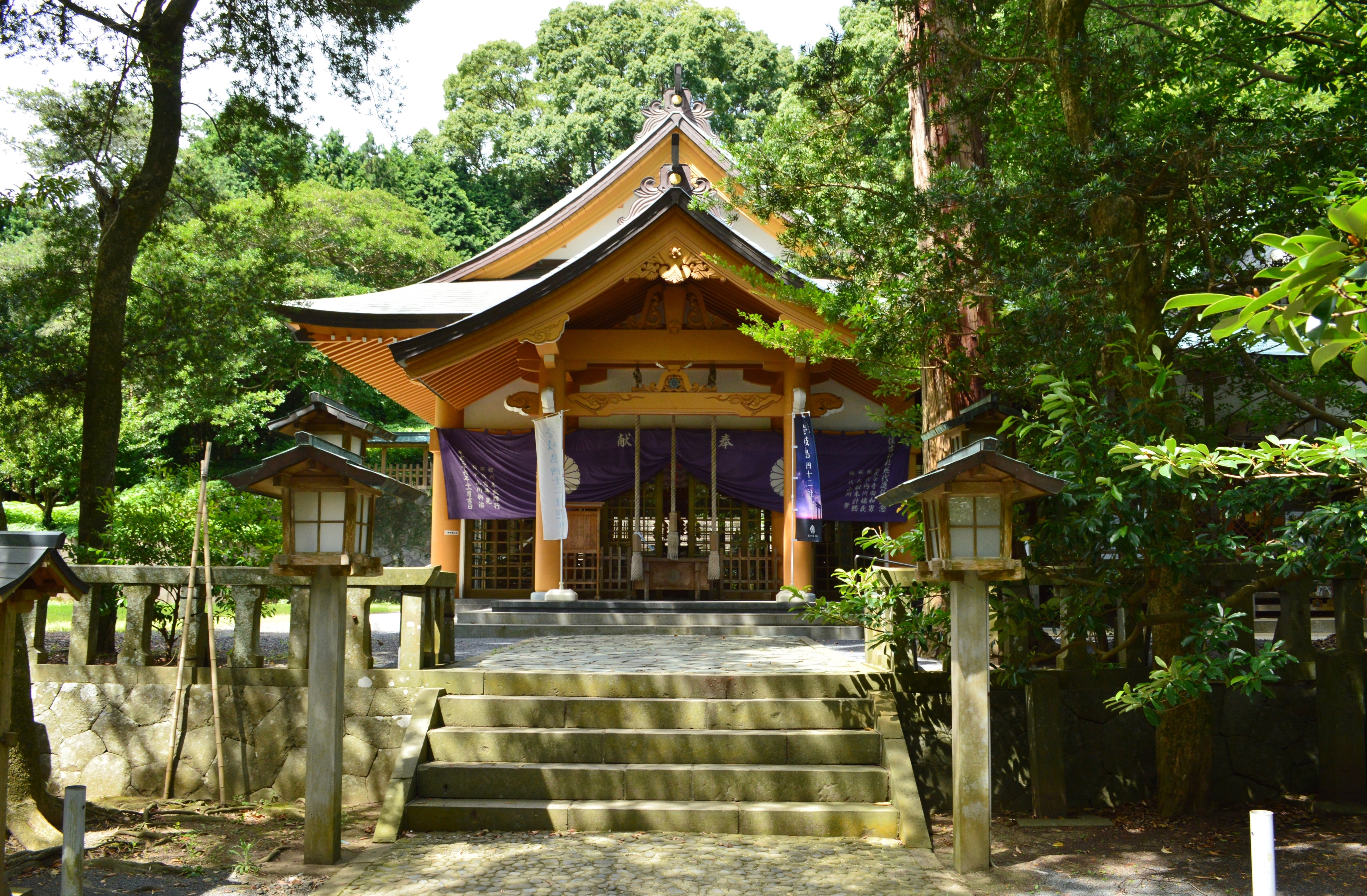
住吉神社（壱岐島壱岐郡式内社）
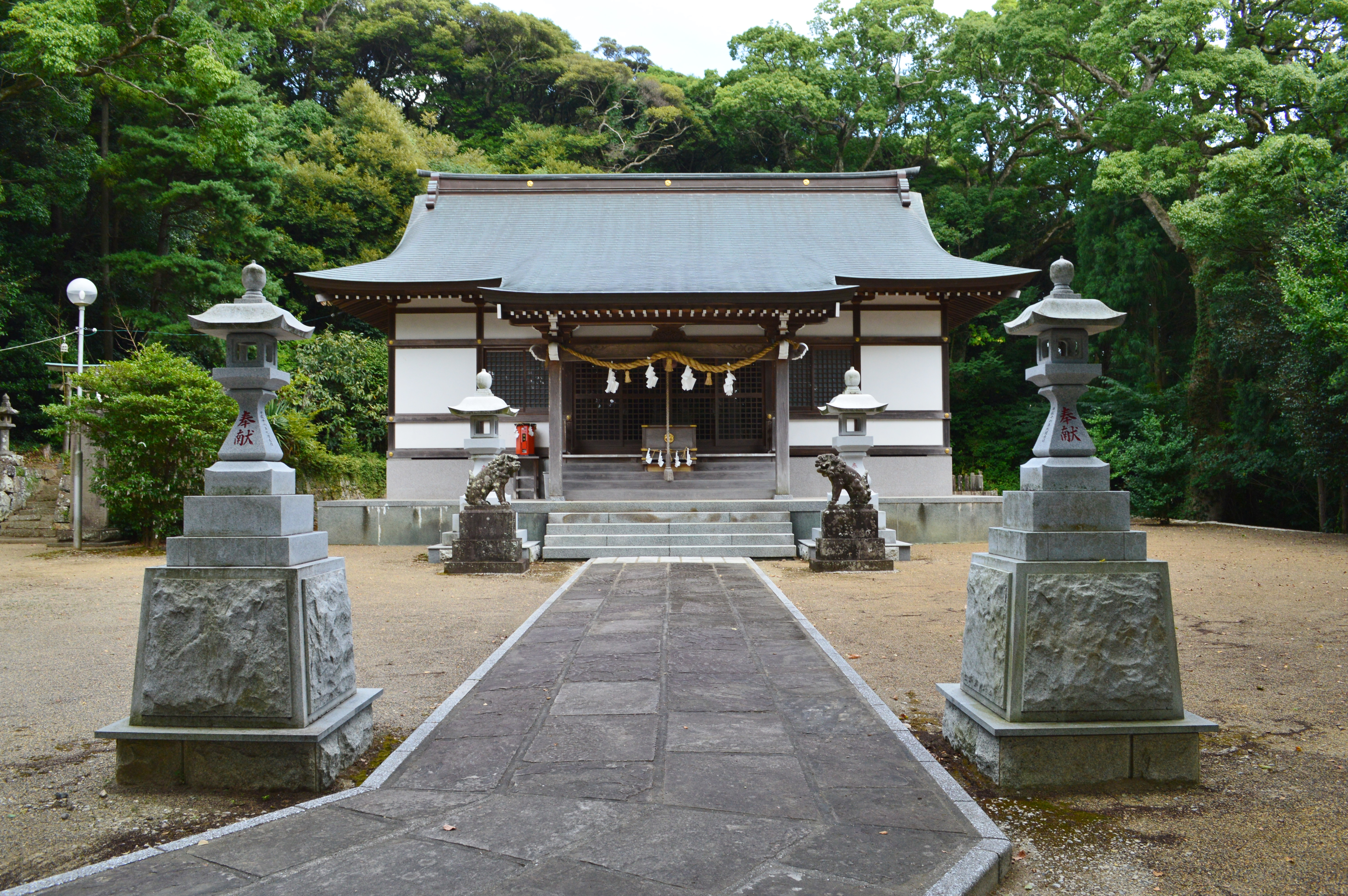
住吉神社（対馬島下県郡式内社論社）

### 相撲
住吉大社では毎年、大阪での3月場所の際に立浪部屋が宿舎を構えることでも知られる。
また3月場所開催に先立ち、住吉大社にて横綱の奉納土俵入りが執り行われる。

## 登場作品

### 和歌
- 『万葉集』より3首

| 「                                                                | 石上乙麻呂卿配土佐国之時歌三首（そのうち1首） 大君の 命（みこと）恐（かしこ）み さし並ぶ 国に出でます はしきやし 我が背の君を かけまくも ゆゆし恐し 住吉（すみのえ）の 現人神（あらひとがみ） 船舳（ふなのへ）に うしはきたまひ 着きたまはむ 島の崎々 寄りたまはむ 磯の崎々 荒き波 風にあはせず つつみなく 病あらせず 速（すむや）けく 帰したまはね 本（もと）の国辺に | 」 |
| —『万葉集』巻6 1020番、1021番（連続した歌とする解釈に従って掲載） | |    |

| 「                     | 民部少輔多治比真人土作歌一首 住吉（すみのえ）に 斎（いつ）く祝（はふり）が 神言（かむごと）と 行くとも来（く）とも 船は早けむ | 」 |
| —『万葉集』巻19 4243番 | |    |

| 「                     | 天平五年贈入唐使歌一首 そらみつ 大和の国 あをによし 奈良の都ゆ おしてる 難波に下り 住吉の 三津（みつ）に船乗り 直（ただ）渡り 日の入る国に 遣はさる 我が背の君を かけまくの ゆゆし恐き 住吉（すみのえ）の 我が大御神 船舳（ふなのへ）に うしはきいまし 船艫（ふなども）に み立たしまして さし寄らむ 磯の崎々 漕ぎ泊てむ 泊まり泊まりに 荒き風 波にあはせず 平（たひら）けく 率（ゐ）て帰りませ もとの朝廷（みかど）に | 」 |
| —『万葉集』巻19 4245番 | |    |

### 能
- 能『高砂』にて、「高砂や、この浦舟に帆を上げて、この浦舟に帆を上げて、月もろともに出で潮の、波の淡路の島影や、遠く鳴尾の沖過ぎて、はや 住吉 （すみのえ）に着きにけり、はや住吉に着きにけり」と謡われる[100]。

### 俳句
- 元禄7年（1694年）9月13日、松尾芭蕉が宝の市に詣でて詠んだ句[12]

| 「        | 升買うて 分別かはる 月見かな | 」 |
| —松尾芭蕉 |                              |    |

### 物語・随筆
- 紫式部は『源氏物語』の「須磨」と「明石」では源氏が大嵐に遭遇して、嵐が収まった明け方に源氏の夢に故桐壺帝が現れ、住吉の神の導きに従い須磨を離れるように告げられて明石へ移るとし、帰京後の「澪標」では住吉へお礼参りをして、偶然に明石入道が船で明石の御方を連れてそこへお参りに来ていたが、御方と源氏はお互いに会えず別れたとして、書いている[101]。

- 清少納言の随筆『枕草子』の「賀茂へまゐる道」では農民の田植えに遭遇して、早乙女たちが「ほととぎす、おれ、かやつよ、おれ鳴きてこそ、我は田植うれ」（ほととぎずのやつ、おまえが鳴く季節になり、われらは苦労して田植えをする」と歌う当時の習慣を記録していて、この歌は住吉大社の御田植神事（上記）でほぼそのまま歌う[102]。

### 昔話
日本昔話の「一寸法師」はもともと『御伽草子』にあり、津の国のおじいさんとおばあさんが住吉大社に祈り一寸法師をさずかり、彼は「住吉の浦」から船出して京へ上った。現在、住吉大社にはお椀に乗った小さな一寸法師の像、2002年に道頓堀川で開催された「一寸法師レース」に使われた大きなお椀など、一寸法師伝説に関する様々な文物が置かれている。

### 錦絵

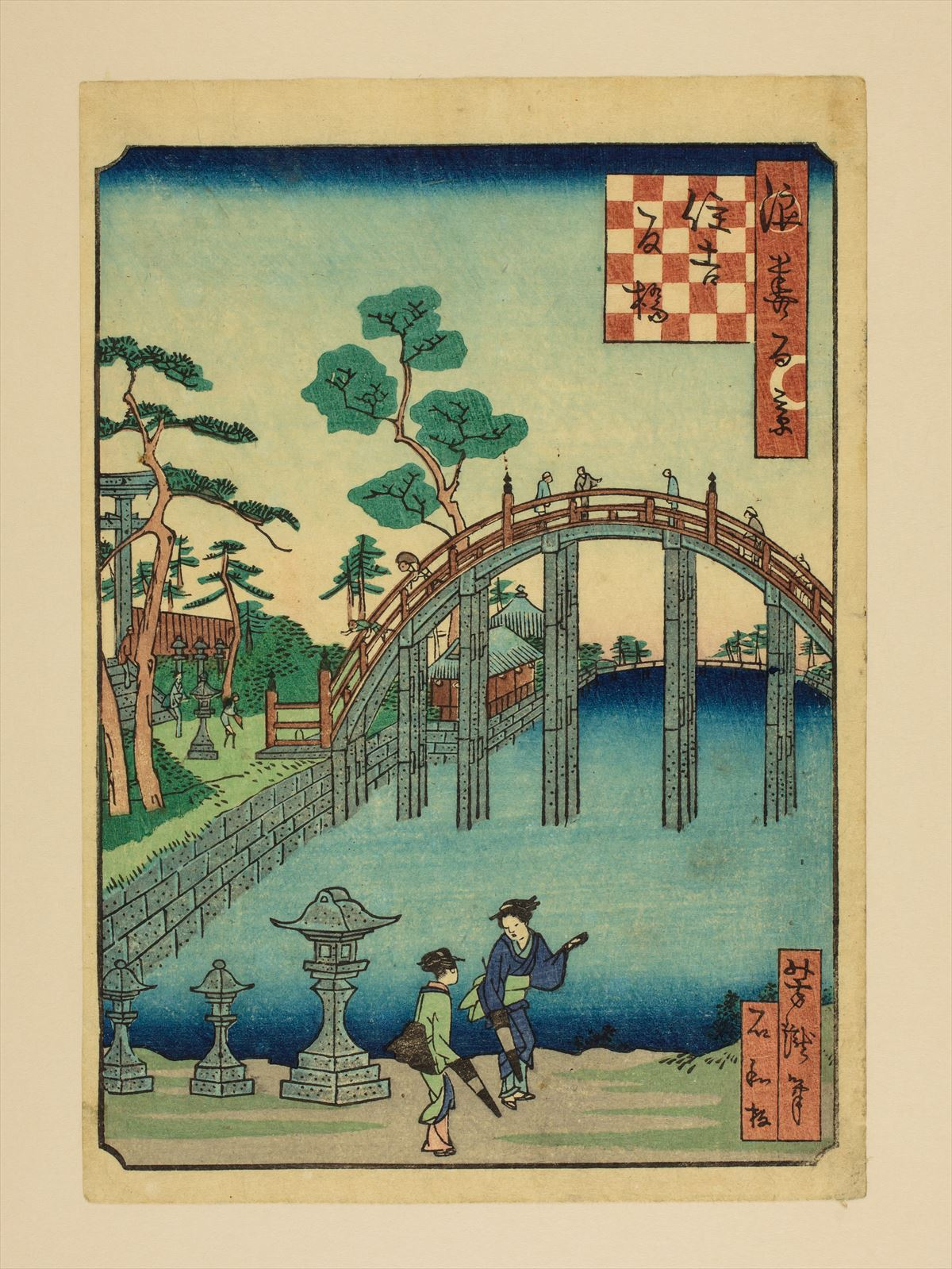
住吉反橋（浪花百景）
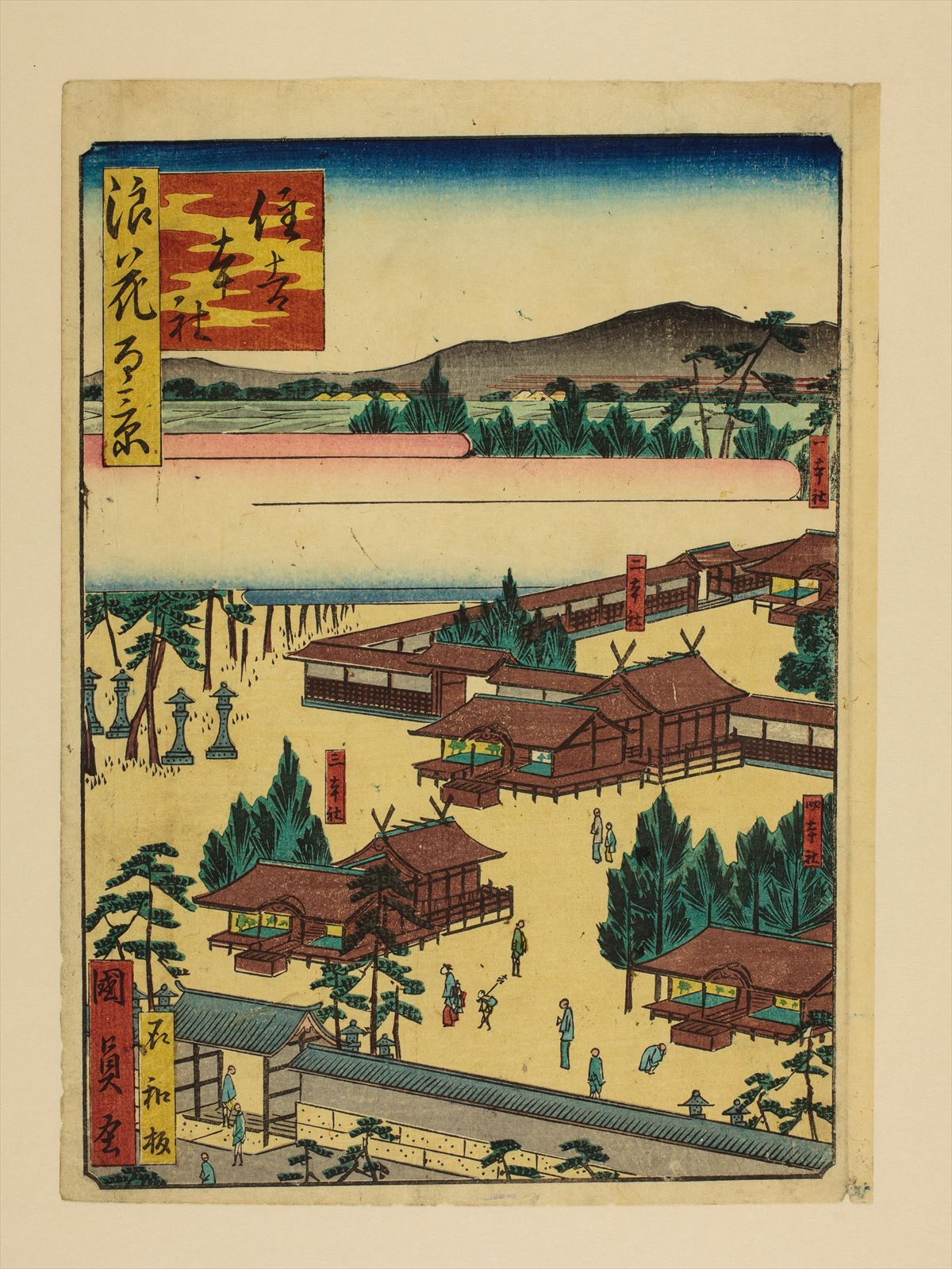
住吉本社（浪花百景）
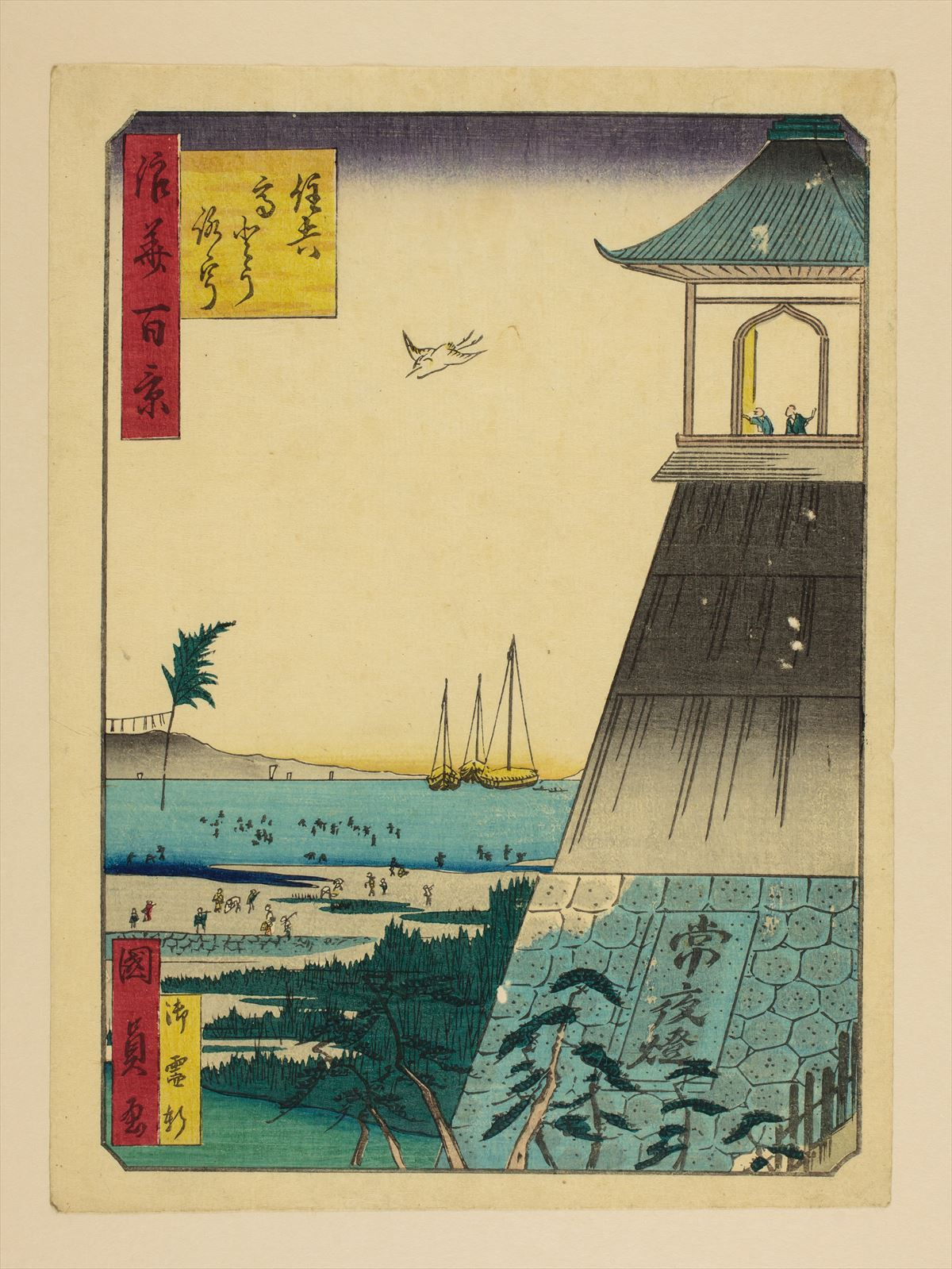
住吉高とうろう (浪花百景)
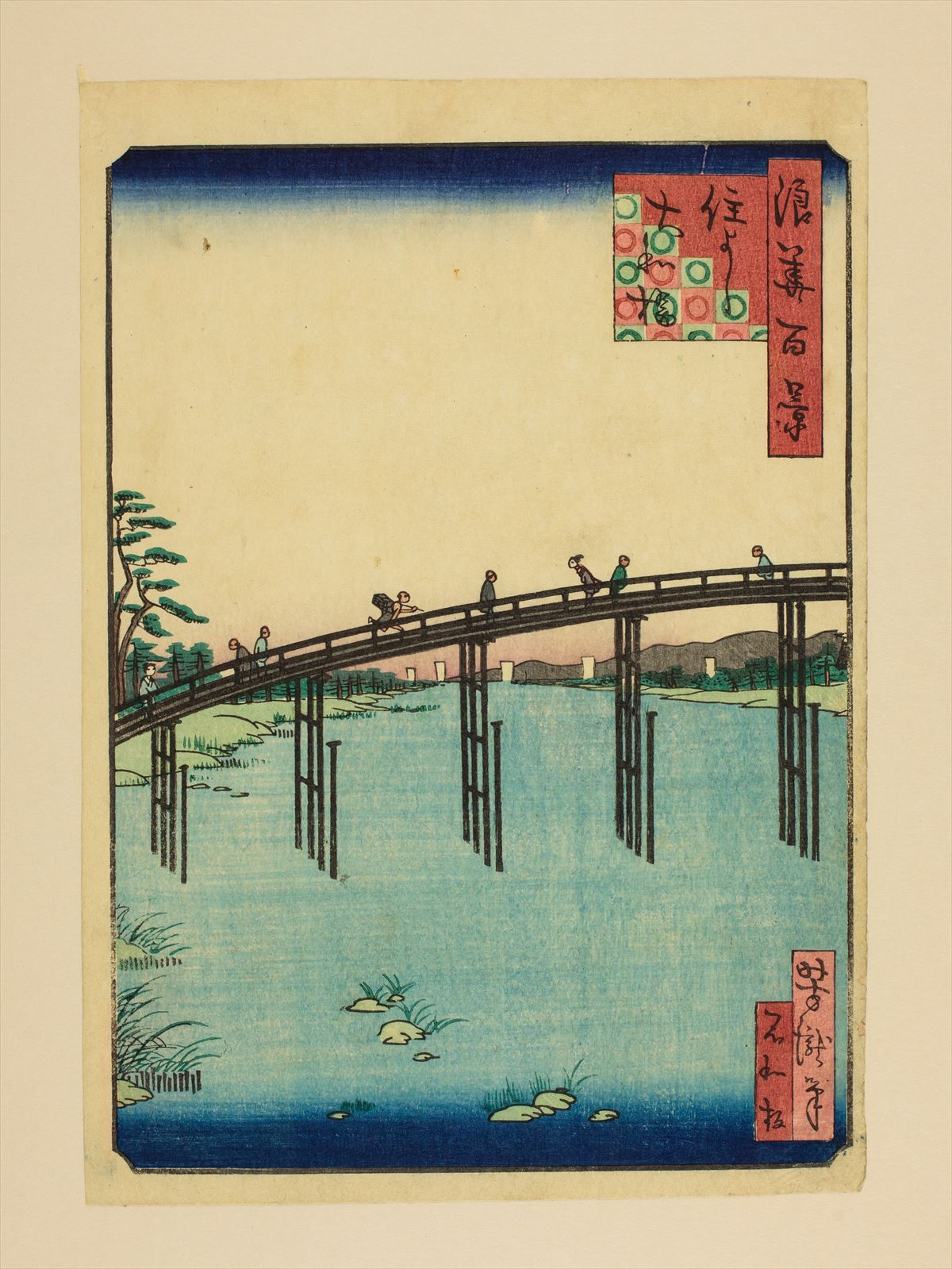
住よし大和橋 (浪花百景)
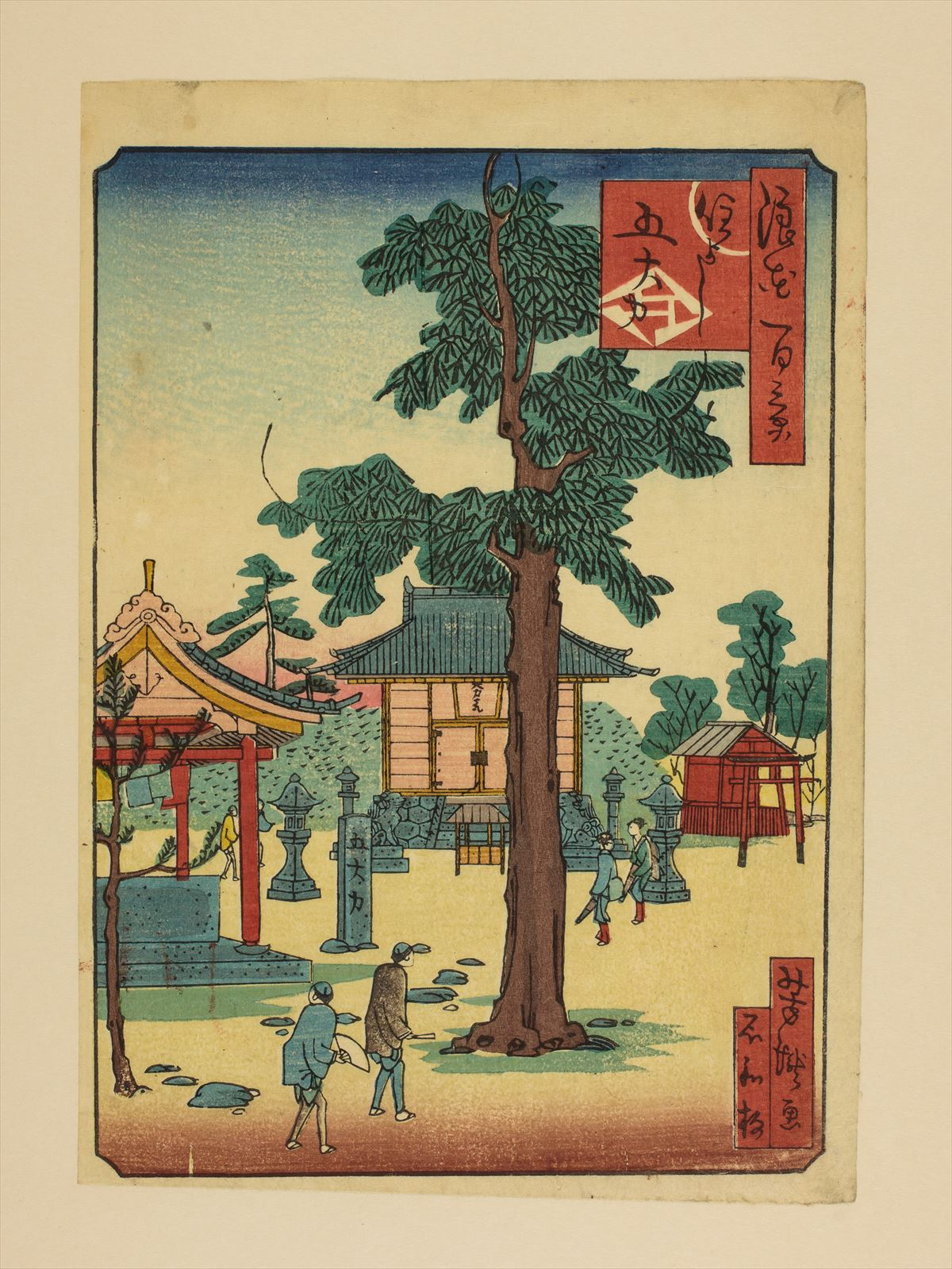
住よし五大力 (浪花百景)

## 前後の札所
- 河内飛鳥古社寺霊場

15 叡福寺　-　客番 住吉大社　-　客番 誉田八幡宮
- 神仏霊場巡拝の道

41 元興寺（極楽坊）　-　42 住吉大社　-　43 四天王寺
- なにわ七幸めぐり（厄除祈願）

## 現地情報

### 所在地
- 大阪府大阪市住吉区住吉2-9-89

### 交通アクセス
- 鉄道
  - 阪堺電気軌道（阪堺電車）
    - 阪堺線 住吉鳥居前停留場（徒歩すぐ）
    - 阪堺線・上町線 住吉停留場（徒歩4分）

  - 南海電気鉄道（南海電車）
    - 南海本線 住吉大社駅（徒歩3分）
    - 高野線 住吉東駅（徒歩5分）
- 車
  - 駐車場：有り

### 周辺

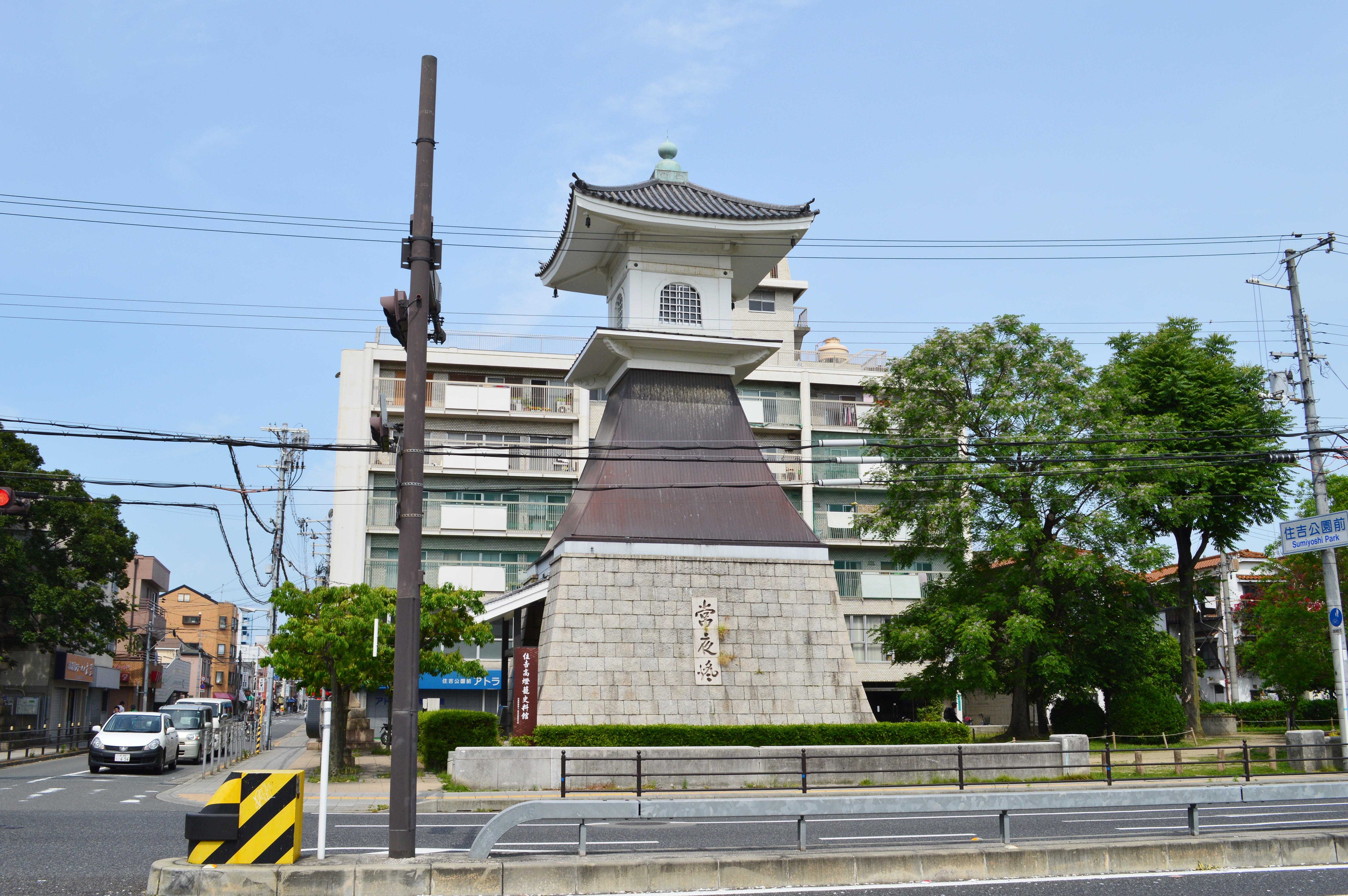
住吉高燈籠

- 生根神社 - 元摂社
- 住吉高燈籠

## 関連文献
（記事執筆に使用していない関連文献）
- 『古事類苑』神宮司庁編、住吉神社項
  - 『古事類苑 第9冊』（国立国会図書館デジタルコレクション）135-154コマ参照。
- 田中卓『住吉大社史（上巻・中巻・下巻）』住吉大社奉賛会、1963年 - 1994年。
- 住吉大社 編『住吉大社御文庫目録』大阪書林御文庫講・大阪出版協会・日本書籍出版協会大阪支部、2003年。ISBN 479242397X。
- 真弓常忠 編『住吉大社事典』国書刊行会、2009年。ISBN 978-4336051004。
- 田中卓『古代の住吉大社（田中卓著作集 続2）』国書刊行会、2012年。ISBN 978-4336054609。